# Friends/Episodenliste
Diese Episodenliste enthält alle Episoden der US-amerikanischen Fernsehserie Friends, sortiert nach der US-amerikanischen Erstausstrahlung.
Zwischen 1994 und 2004 entstanden in zehn Staffeln insgesamt 236 Episoden mit einer Länge von jeweils etwa 22 Minuten. Hinzu kommen zwei Sonderepisoden, die einen Zusammenschnitt aller vorangegangenen Episoden darstellen. Im englischen Original beginnen mit Ausnahme der ersten und der letzten Folge alle mit „The One …“ (deutsch: „Diejenige [Episode] …“).

## Übersicht
| Staffel | Episodenanzahl | Erstausstrahlung USA | Erstausstrahlung USA | Deutschsprachige Erstausstrahlung | Deutschsprachige Erstausstrahlung |
| Staffel | Episodenanzahl | Staffelpremiere      | Staffelfinale        | Staffelpremiere                   | Staffelfinale                     |
| ------- | -------------- | -------------------- | -------------------- | --------------------------------- | --------------------------------- |
| 1       | 24             | 22. September 1994   | 18. Mai 1995         | 17. August 1996                   | 17. April 1997                    |
| 2       | 24             | 21. September 1995   | 16. Mai 1996         | 24. April 1997                    | 16. Oktober 1997                  |
| 3       | 25             | 19. September 1996   | 15. Mai 1997         | 23. Oktober 1997                  | 23. April 1998                    |
| 4       | 24             | 25. September 1997   | 7. Mai 1998          | 24. November 1998                 | 10. November 2001                 |
| 5       | 24             | 24. September 1998   | 20. Mai 1999         | 17. November 2001                 | 12. Februar 2002                  |
| 6       | 25             | 23. September 1999   | 18. Mai 2000         | 13. Februar 2002                  | 20. März 2002                     |
| 7       | 24             | 12. Oktober 2000     | 17. Mai 2001         | 21. März 2002                     | 26. April 2002                    |
| 8       | 24             | 27. September 2001   | 16. Mai 2002         | 25. Februar 2003                  | 5. August 2003                    |
| 9       | 24             | 26. September 2002   | 15. Mai 2003         | 12. August 2003                   | 10. Februar 2004                  |
| 10      | 18             | 25. September 2003   | 6. Mai 2004          | 14. Juni 2005                     | 11. Oktober 2005                  |

## Staffel 2
| Nr. (ges.) | Nr. (St.) | Deutscher Titel                | Originaltitel                            | Erstausstrahlung USA | Deutschsprachige Erstausstrahlung (D) | Regie            | Drehbuch                                                            |
| --- | --------- | ------------------------------ | ---------------------------------------- | -------------------- | ------------------------------------- | ---------------- | ------------------------------------------------------------------- |
| 25 | 1         | Das Mitbringsel                | The One with Ross’s New Girlfriend       | 21. Sep. 1995        | 24. Apr. 1997                         | Michael Lembeck  | Jeffrey Astrof & Mike Sikowitz                                      |
| Da Rachel nicht rechtzeitig vor Ross’ Abflug nach China am Flughafen war, um ihm ihre Liebe zu gestehen, wartet sie bei seiner Rückkehr gespannt am Flughafen. Bei seiner Ankunft ist er jedoch nicht allein, da er in China bei der Arbeit Julie kennengelernt hat. Rachel klärt Ross jedoch nicht auf, sondern wird von den anderen Freunden bemitleidet und lästert zeitweise über Julie, mit der sie den Kontakt meidet. In ihrer Verzweiflung lässt Rachel sich für kurze Zeit wieder mit Paolo ein. Phoebe schneidet Joey und Chandler die Haare. Vom Ergebnis überzeugt, lässt auch Monica ihre Haare von ihr schneiden, mit weniger Erfolg. Chandler stellt bei einem Besuch von Joeys Schneider fest, dass dieser beim Nehmen der Maße weit übergriffiger als angemessen ist. Anschließend muss er Joey darüber aufklären, dass dies nicht, wie von Joey angenommen, der normale Vorgang ist. |           |                                |                                          |                      |                                       |                  |                                                                     |
| 26 | 2         | Harte Drinks und coole Cowboys | The One with the Breast Milk             | 28. Sep. 1995        | 15. Mai 1997                          | Michael Lembeck  | Adam Chase & Ira Ungerleider                                        |
| Chandler und Joey fühlen sich unwohl, während Carol Ben die Brust gibt. Ross versucht sich unterdessen zu überwinden, Muttermilch zu kosten. Auch die anderen Freunde sind geteilter Meinung, ob das Probieren von Muttermilch natürlich oder ekelhaft ist. Joey hat Probleme bei seinem Nebenjob im Kaufhaus, da ihm ein Kollege mit besonders männlicher Ausstrahlung und einem coolen Cowboy-Outfit die Show stiehlt. Rachel meidet weiterhin Ross’ neue Freundin. Als Monica mit Julie shoppen geht, verstärkt dies Rachels Eifersucht, da Julie ihr nun nicht nur Ross, sondern auch ihre beste Freundin Monica „wegnimmt“. Monica versichert Rachel jedoch ihre Freundschaft. |           |                                |                                          |                      |                                       |                  |                                                                     |
| 27 | 3         | Torschlusspanik                | The One Where Heckles Dies               | 5. Okt. 1995         | 22. Mai 1997                          | Kevin S. Bright  | Michael Curtis & Gregory S. Malins                                  |
| Als der verbitterte und einsame Nachbar Mr. Heckles stirbt und den Bewohnern der Wohnung über ihm (Monica und Rachel) seine Hinterlassenschaften überlässt, stürzt Chandler in eine Midlife-Crisis, da er viele Verbindungen zwischen sich und Mr. Heckles erkennt und glaubt, auch er werde als einsamer Mann sterben. Phoebe äußert bei einem Gespräch, dass sie nicht vollständig an das Konzept der biologischen Evolution glaubt. Die anderen Freunde finden das komisch, Ross fühlt sich jedoch wegen seines Berufs auch persönlich angegriffen und versucht Phoebe davon zu überzeugen. Rachel möchte die Dekoration in der Wohnung teilweise ändern, was Monica jedoch nicht gerne sieht. |           |                                |                                          |                      |                                       |                  |                                                                     |
| 28 | 4         | Enthüllungen                   | The One with Phoebe’s Husband            | 12. Okt. 1995        | 29. Mai 1997                          | Gail Mancuso     | Alexa Junge                                                         |
| Phoebe vertraut ihren Freunden an, dass sie bereits seit einiger Zeit verheiratet ist. Da es sich jedoch nur um eine Scheinehe handelt, hat sie bis dato nie etwas davon erzählt. Da ihr ehemals schwuler, sich nun als hetero outender Ehegatte erneut heiraten will, lässt sich Phoebe wieder von ihm scheiden, was sie jedoch mehr mitnimmt als gedacht. Ross steht in seiner Beziehung unter Druck, da er Angst vor einer intimen Beziehung hat, weil er bisher nur Carol intim kennen gelernt hat. Rachel nutzt dies für eine versuchte Sabotage der Beziehung, was ihr aber nicht gelingt, denn nach Joeys Ratschlag kommen sich Ross und Julie näher. In den Gesprächen der Freunde kommen einige Geheimnisse ans Licht: Joey hat als Nebendarsteller in einem Porno mitgespielt, Chandler hat einen dritten Nippel, Monicas Unterwäsche hängt nach einer Runde auf der Terrasse nun am Telefonmast der Straße. |           |                                |                                          |                      |                                       |                  |                                                                     |
| 29 | 5         | Falsch verbunden               | The One with Five Steaks and an Eggplant | 19. Okt. 1995        | 5. Juni 1997                          | Ellen Gittelsohn | Chris Brown                                                         |
| Als auf Chandlers Anrufbeantworter eine erotische Stimme einen Bob anfleht, sie noch einmal zu treffen, nutzt Chandler die Gelegenheit und lockt die Frau namens Jade in ein Café, in welchem er den Tröster spielt, nachdem kein Bob auftaucht. Die Liaison hält jedoch nicht lange an, da Jade noch zu sehr an ihrem alten Freund Bob hängt. Bei Geburtstagsvorbereitungen sowie der Feier wegen der Beförderung Monicas fällt auf, dass Joey, Phoebe und Rachel finanziell im Gegensatz zu Monica, Ross und Chandler knapp sind, weshalb letztere drei nach einem Streit alleine ein Konzert besuchen. Sie raufen sich wieder zusammen, nachdem Monica wegen eines Missverständnisses ihren Job verliert. |           |                                |                                          |                      |                                       |                  |                                                                     |
| 30 | 6         | Baby – Allein in New York      | The One with the Baby on the Bus         | 2. Nov. 1995         | 12. Juni 1997                         | Gail Mancuso     | Betsy Borns                                                         |
| Chandler und Joey passen auf Ben auf, da Ross wegen einer allergischen Reaktion mit Monica ins Krankenhaus fährt und eine unliebsame Spritze bekommt. Mit Ben als Frauenmagnet lernen Joey und Chandler zwei Frauen kennen und sind so in das Gespräch vertieft, dass sie den kleinen Ben in einem Bus vergessen. Als sie bei der Busgesellschaft nach dem Baby suchen, werden ihnen zwei Babys gezeigt, doch leider können sich die beiden nicht genau daran erinnern, wie Ben aussah. Um den Verlust vor Ross geheim zu halten, entscheiden sie sich für ein Baby und bringen es zurück. Zu Joeys und Chandlers Glück haben sie das richtige Baby ausgewählt, denn unter anderem fängt Ben oft zu weinen an, wenn Monica ihn auf den Arm nimmt. Phoebe bekommt im Central Perk bezahlte Konkurrenz von einer professionellen Musikerin. Anstatt nach dieser zu spielen, geht sie vor das Café und versucht dort ihr Glück. |           |                                |                                          |                      |                                       |                  |                                                                     |
| 31 | 7         | Geständnis einer Liebenden     | The One Where Ross Finds Out             | 9. Nov. 1995         | 19. Juni 1997                         | Peter Bonerz     | Michael Borkow                                                      |
| Phoebe trifft seit einiger Zeit Scott, doch zu ihrem Ärger wird es nicht richtig intim, daher fragt sie Joey um Rat. Leider stellt sich Scotts Verhalten als Masche heraus. Rachel betrinkt sich bei einem Date, worauf es zur Aussprache mit Ross und – nach einigen Diskussionen – zum Kuss kommt. Chandler hat durch seine unsportliche Lebensweise etwas zugenommen, daher versucht Monica, mit ihm zusammen zu trainieren. |           |                                |                                          |                      |                                       |                  |                                                                     |
| 32 | 8         | Die Liste des Grauens          | The One with the List                    | 16. Nov. 1995        | 26. Juni 1997                         | Mary Kay Place   | Marta Kauffman & David Crane                                        |
| Nach dem Liebesgeständnis und dem Kuss mit Rachel ist Ross verzweifelt. Endlich ist er seiner großen Liebe Rachel so nahe, doch ist er noch mit Julie liiert. Chandler rät Ross, eine Liste zu erstellen, welche die Vor- und Nachteile der beiden Geliebten auflistet. Rachel bekommt eine ausgedruckte Version der Liste in die Finger, wird sauer und daher droht die frische Liebe schon wieder zu schwinden. Ross versucht alles, um Rachel wieder umzustimmen, und verlässt sogar Julie. Monica probiert sich an Kochkreationen mit Schokoladen-Ersatz, um sich finanziell über Wasser zu halten. |           |                                |                                          |                      |                                       |                  |                                                                     |
| 33 | 9         | Heiße Weihnacht                | The One with Phoebe’s Dad                | 14. Dez. 1995        | 3. Juli 1997                          | Kevin S. Bright  | Jeffrey Astrof & Mike Sikowitz                                      |
| Nach einem Streit mit Rachel, in dem sie Ross vorwirft, keine Initiative zu ergreifen, versucht Ross, den Hausmeister zu bestechen, die Heizung in Monicas Wohnung, die nicht mehr regulierbar ist, zu reparieren. Dies ist jedoch unmöglich, da Heiligabend ist und keine Reparaturteile geliefert werden können. Phoebe hingegen erfährt von ihrer Großmutter, wo ihr leiblicher Vater wohnt und fährt mit Joey und Chandler dorthin. Monica backt Kekse, welche sie anstatt Trinkgeld zu Weihnachten an den Postboten und andere verteilt, da sie pleite ist, was allerdings auf geteiltes Echo stößt. |           |                                |                                          |                      |                                       |                  |                                                                     |
| 34 | 10        | Vorsicht, Sucht!               | The One with Russ                        | 4. Jan. 1996         | 10. Juli 1997                         | Thomas Schlamme  | Ira Ungerleider                                                     |
| Rachel will endgültig über Ross hinwegkommen. Als sie einen Russ kennenlernt, merkt sie jedoch nicht, dass außer dessen Namen auch sein Aussehen sowie Charakter dem von Ross sehr ähneln. Auch Ross erkennt die Ähnlichkeit erst, als Chandler und Joey sich darüber lustig machen. Monica geht mit Bobby aus, der, wie Monica jedoch feststellt, Alkoholiker ist. Gemeinsam versuchen sie, die Sucht zu besiegen. Joey bekommt eine Rolle in der Seifenoper „Days of our lives“ angeboten, allerdings müsste er dafür mit der Frau, die das Casting leitet, schlafen. |           |                                |                                          |                      |                                       |                  |                                                                     |
| 35 | 11        | Die lesbische Hochzeit         | The One with the Lesbian Wedding         | 18. Jan. 1996        | 17. Juli 1997                         | Thomas Schlamme  | Doty Abrams                                                         |
| Ross hat sich gerade mit der Tatsache abgefunden, dass seine Ex-Frau Carol jetzt mit Susan zusammen lebt, als die beiden ihm offenbaren, dass sie heiraten wollen. Zu Beginn hat Ross Einwände gegen die lesbische Hochzeit, doch da er einsieht, dass die beiden glücklich miteinander sind, verläuft die Hochzeit doch noch harmonisch und er führt Carol zum Altar. Monica nutzt die Chance und organisiert das Catering. Bei der Massage stirbt eine Kundin von Phoebe und ihre Seele bindet sich bis zur Hochzeit an sie. Rachel bekommt Besuch von ihrer Mutter, die eine Scheidung von Rachels Vater in Betracht zieht. |           |                                |                                          |                      |                                       |                  |                                                                     |
| 36 | 12        | Affengeil – Teil 1             | The One After the Superbowl (Part 1)     | 28. Jan. 1996        | 24. Juli 1997                         | Michael Lembeck  | Jeffrey Astrof & Mike Sikowitz                                      |
| Ross findet heraus, dass sein ehemaliger Hausaffe Marcel mittlerweile ein Filmstar geworden ist und in vielen Werbespots eine Rolle spielt. Joey hat unterdessen seine erste feste Serienrolle in einer Seifenoper und ist überglücklich, endlich seine eigene Fangemeinde zu haben. Jedoch muss er feststellen, dass einige Fans ziemlich lästig werden können. Zudem erkennt er, dass das daten der eigenen Stalkerin nicht die beste Idee ist. Phoebe lernt Rob kennen und spielt nach einem Angebot seinerseits Kindern auf der Gitarre einige Stücke vor, welche mehr oder minder angemessen sind. |           |                                |                                          |                      |                                       |                  |                                                                     |
| 37 | 13        | Affengeil – Teil 2             | The One After the Superbowl (Part 2)     | 28. Jan. 1996        | 31. Juli 1997                         | Michael Lembeck  | Michael Borkow                                                      |
| Chandler ist überrascht, als seine ehemalige Schulgefährtin Suzie Moss (Julia Roberts), die er früher hartnäckig gehänselt hat, plötzlich eindeutiges Interesse an ihm zeigt. Suzie, die sich für die Hänselei revanchieren will, lockt Chandler in den Waschraum eines Restaurants, wo sie ihm seine Kleider stiehlt und ihn nackt und gedemütigt zurücklässt. Zwischen Monica und Rachel entwickelt sich derweil ein Streit, da sie sich nicht einigen können, wer Jean-Claude Van Damme um ein Date fragen darf. Ross verbringt ein wenig Zeit mit Marcel, solange das Filmset in New York ist. Joey nutzt seine Chance und ergattert ein Minirolle im Film. |           |                                |                                          |                      |                                       |                  |                                                                     |
| 38 | 14        | Ein Hummer für Ross            | The One with the Prom Video              | 1. Feb. 1996         | 7. Aug. 1997                          | James Burrows    | Alexa Junge                                                         |
| Monica und Ross finden ein altes Familienvideo wieder und schauen es sich gemeinsam mit ihren Freunden an, was beiden sehr peinlich ist. Da das Video aus der Zeit des Schulabschlusses der beiden stammt und Monica zu diesem Zeitpunkt stark übergewichtig war, machen Joey und Chandler haufenweise „Dicken-Witze“. Ross hat derweil Angst, dass Rachel, in die er schon seit seiner Jugend verliebt ist, zu viel über ihn erfährt. Doch die Tatsache, dass Ross sie seit so vielen Jahren liebt, berührt Rachel zutiefst, und sie vergibt Ross seine Pro-und-Kontra-Liste über sie und küsst ihn leidenschaftlich. Damit bestätigen die beiden quasi Phoebes Hummer-Theorie, nach welcher die beiden zusammen gehören. Nach seinen erfolgreichen Schritten in der Filmindustrie möchte sich Joey für die zahlreichen Hilfen von Chandler bedanken und schenkt ihm ein goldenes Armband, welches diesem allerdings nicht wirklich gefällt. Monica ist weiterhin auf der Suche nach einem festen Job. Für die Übergangszeit leiht Ross ihr Geld. |           |                                |                                          |                      |                                       |                  |                                                                     |
| 39 | 15        | Ross und Rachel – Na endlich!  | The One Where Ross and Rachel… You Know  | 8. Feb. 1996         | 14. Aug. 1997                         | Michael Lembeck  | Michael Curtis & Gregory S. Malins                                  |
| Nach den vielen Jahren der Sehnsucht hat Ross endlich ein Date mit Rachel in einem romantischen italienischen Restaurant. Auf der Arbeit wird er jedoch noch aufgehalten und muss Rachel alleine warten lassen. Als Ross endlich fertig ist, trifft er Rachel doch noch und sie verbringen eine romantische Nacht zusammen im Museum. Monica macht das Catering bei dem Freund ihrer Eltern, Dr. Richard Burke, daher mit Phoebe als Kellnerin zusammen. Monica und Richard kommen sich dabei näher. Joey und Chandler genießen die Ruhe in ihren neuen Sesseln vor dem Fernseher. |           |                                |                                          |                      |                                       |                  |                                                                     |
| 40 | 16        | Ein idealer Schwiegersohn      | The One Where Joey Moves Out             | 15. Feb. 1996        | 21. Aug. 1997                         | Michael Lembeck  | Betsy Borns                                                         |
| Monica überwindet sich, ihren Eltern zu erzählen, dass sie in den 20 Jahre älteren und langjährigen Familienfreund Dr. Richard Burke verliebt ist. Da ihre Eltern lieber Richards Sohn als Schwiegersohn hätten, versucht Monica ihre Eltern in einer günstigen Situation zu erwischen, um ihnen die „Schreckensbotschaft“ mitzuteilen. Währenddessen streiten sich Chandler und Joey über Banalitäten, und Joey beschließt, sich eine eigene Wohnung zu suchen. Rachel und Phoebe überlegen an Tattoos, wobei Phoebe kneift, während Rachel sich ein rotes Herzchen an der Hüfte stechen lässt. |           |                                |                                          |                      |                                       |                  |                                                                     |
| 41 | 17        | Chandlers Neuer                | The One Where Eddie Moves In             | 22. Feb. 1996        | 28. Aug. 1997                         | Michael Lembeck  | Adam Chase                                                          |
| Joey hat seinen Plan, sich eine eigene Wohnung zu suchen, in die Tat umgesetzt. Die anfängliche Freude über die eigenen vier Wände ist jedoch nur von kurzer Dauer, da er schon bald die gemeinsamen Fernsehstunden und das Tischkicker-Spielen mit seinem besten Freund vermisst. Als er beschließt, Chandler zu fragen, ob er wieder bei ihm einziehen darf, muss er jedoch mit Entsetzen feststellen, dass sein Platz in der WG bereits durch Eddie besetzt wurde. Auch in der Wohnung gegenüber ist Monica mit der Situation nicht glücklich, da Ross nun viel Zeit mit Rachel verbringt, was Monica in mancher Situation zur Weißglut treibt. Phoebe erhält weitere Aufmerksamkeit für ihre Musik durch eine Studioaufnahme und ein Musikvideo ihres Songs „Smelly Cat“. |           |                                |                                          |                      |                                       |                  |                                                                     |
| 42 | 18        | Fahrstuhl in den Tod           | The One Where Dr. Ramoray Dies           | 21. März 1996        | 4. Sep. 1997                          | Michael Lembeck  | Schauspiel: Michael Borkow Handlung: Alexa Junge                    |
| Joey hat endlich eine feste Rolle in einer Seifenoper, und spielt seine Rolle überragend und mit Begeisterung. Als die Autoren jedoch erfahren, dass Joey seine Texte teilweise abändert, schreiben sie seine Rolle, Dr. Drake Ramoray, kurzerhand aus der Serie. Joeys Rolle nimmt den „Fahrstuhl in den Tod“, indem sie in einen Aufzugschacht fällt. Rachel und Monica übernachten derweil mit ihren Freunden, Ross und Richard, in ihrer Wohnung. Als sich die beiden Frauen auf der Suche nach einem Kondom im Bad treffen, stellen sie fest, dass nur noch eins da ist. Rachel gewinnt das Kondom bei einem Spiel und Monica muss ihren romantischen Abend mit Richard verschieben. Chandlers Mitbewohner Eddie verhält sich zunehmend merkwürdig. |           |                                |                                          |                      |                                       |                  |                                                                     |
| 43 | 19        | Durch den Wind                 | The One Where Eddie Won’t Go             | 28. März 1996        | 11. Sep. 1997                         | Michael Lembeck  | Michael Curtis & Gregory S. Malins                                  |
| Chandler ist von seinem Mitbewohner Eddie genervt und beschließt, ihn vor die Tür zu setzen. Um ihn loszuwerden, plant er zusammen mit Joey einen Trick, um Eddie aus der Wohnung zu schaffen. Nachdem Eddie weg ist, ziehen Joey und Chandler wieder zusammen. Phoebe glaubt derweil, dass Männer ihr nur schaden und sie alleine viel besser dran wäre. Als sie auch Rachel und Monica davon überzeugt, führt das nicht nur zu Streitereien zwischen Rachel und Ross, sondern auch unter den Frauen. |           |                                |                                          |                      |                                       |                  |                                                                     |
| 44 | 20        | Ist das Leben nicht schlecht?  | The One Where Old Yeller Dies            | 4. Apr. 1996         | 18. Sep. 1997                         | Michael Lembeck  | Schauspiel: Adam Chase Handlung: Michael Curtis & Gregory S. Malins |
| Phoebe muss feststellen, dass die Filme, die sie in ihrer Kindheit gesehen hat, nicht immer das schöne Ende haben, das sie in Erinnerung hat, sondern dass ihre Mutter die Filme immer vorzeitig beendet hat. Rachel macht sich währenddessen Gedanken über ihr gemeinsames Leben mit Ross und stellt fest, dass er ihre gemeinsame Zukunft schon wesentlich weiter durchgeplant hat. Da Rachel jedoch lieber für den Moment lebt, kommt es zu einem heftigen Streit zwischen den beiden. Dennoch passen die beiden erstmals gemeinsam ein Wochenende auf Ben auf, damit Carol und Susan ein wenig Ruhe bekommen. Ben sagt dabei seine ersten artikulierten Worte. |           |                                |                                          |                      |                                       |                  |                                                                     |
| 45 | 21        | Im Namen der Männlichkeit      | The One with the Bullies                 | 25. Apr. 1996        | 25. Sep. 1997                         | Michael Lembeck  | Sebastian Jones & Brian Buckner                                     |
| Phoebe will erneut Kontakt zu ihrem Vater aufnehmen und fährt zusammen mit Joey und Rachel zu dem Haus ihres Vaters. Am Haus angekommen, muss sie feststellen, dass ihr Vater auch dort nicht mehr wohnt, sondern seine neue Frau und einen Sohn zurückgelassen hat. Phoebe stellt fest, dass sie viele Gemeinsamkeiten mit ihrem Halbbruder Frank Junior hat und verspricht sich selbst, ein besseres Verhältnis mit ihm aufzubauen als zu ihren sonstigen Verwandten. Ross und Chandler legen sich derweil mit zwei kräftig gebauten Typen an, die ihre Stammcouch im Central Perk besetzt haben. |           |                                |                                          |                      |                                       |                  |                                                                     |
| 46 | 22        | Zwei Partys für Rachel         | The One with the Two Parties             | 2. Mai 1996          | 2. Okt. 1997                          | Michael Lembeck  | Alexa Junge                                                         |
| Rachel hat Geburtstag und ihre Freunde haben eine Geburtstagsparty für sie organisiert. Jedoch haben sich sowohl Rachels Mutter als auch ihr Vater für den Geburtstag angekündigt. Da die beiden jedoch in Scheidung leben, organisieren die Freunde zwei Partys und sind den ganzen Abend damit beschäftigt, darauf zu achten, dass sich Rachels Eltern nicht begegnen. |           |                                |                                          |                      |                                       |                  |                                                                     |
| 47 | 23        | Pocken statt Liebe             | The One with the Chicken Pox             | 9. Mai 1996          | 9. Okt. 1997                          | Michael Lembeck  | Brown Mandell                                                       |
| Phoebe ist begeistert, da ihr „Navy-Lover“ Ryan für zwei Wochen Urlaub hat und ihn nur mit ihr verbringen will. Da Phoebe jedoch Windpocken bekommt, drohen die romantischen Wochen ins Wasser zu fallen, doch Ryan lässt sich von ihrem Anblick nicht abschrecken und die beiden verbringen doch noch zwei schöne Wochen miteinander. Joey fängt unter dem ausgedachten Alias Josef unter Chandler im Bereich Processing an zu arbeiten. Er sorgt dort aber für Wirbel und lässt den Job schnell wieder fallen. Richard akzeptiert Monicas Ticks, während Ross sich für Rachel in eine Uniform kleidet. |           |                                |                                          |                      |                                       |                  |                                                                     |
| 48 | 24        | Rosarote Träume                | The One with Barry and Mindy’s Wedding   | 16. Mai 1996         | 16. Okt. 1997                         | Michael Lembeck  | Schauspiel: Brown Mandell Handlung: Ira Ungerleider                 |
| Rachel geht zum zweiten Mal zu Barrys Hochzeit, diesmal jedoch nicht als Braut, sondern als Brautjungfer von Mindy. Da die Hochzeit am gleichen Ort wie Rachels geplante Hochzeit mit Barry stattfindet, hat Rachel viele Déjà-vu Erlebnisse, doch beschließt sie, sich davon nicht beirren zu lassen und bis zum Ende zu bleiben. Monica und Richard stehen vor der Trennung, da Monica sich Kinder wünscht, während Richard zwar dafür offen ist, sie aber nicht von sich aus möchte. Chandler begibt sich in den Bereich des Online-Datings und willigt mit Phoebes Unterstützungen einem Treffen im Central Perk zu, wo sich aber herausstellt, dass das Date die altbekannte Janice ist. Joey ist weiterhin auf der Suche nach einer neuen Rolle im Schauspielbereich. |           |                                |                                          |                      |                                       |                  |                                                                     |

## Staffel 3
| Nr. (ges.) | Nr. (St.) | Deutscher Titel                     | Originaltitel                                      | Erstausstrahlung USA | Deutschsprachige Erstausstrahlung (D) | Regie           | Drehbuch                                                                                      |
| --- | --------- | ----------------------------------- | -------------------------------------------------- | -------------------- | ------------------------------------- | --------------- | --------------------------------------------------------------------------------------------- |
| 49 | 1         | Phantasien                          | The One with the Princess Leia Fantasy             | 19. Sep. 1996        | 23. Okt. 1997                         | Gail Mancuso    | Michael Curtis & Gregory S. Malins                                                            |
| Monica ist seit der Trennung von Richard schwer angeschlagen und tagelang schlaflos, trotz der Bemühungen von Phoebe und den anderen. Sie findet erst mit dem Wissen Schlaf, dass es Richard ebenfalls schlecht geht, wie ihr Vater ihr mitteilt. Chandler und Janice sind wieder zusammen und, um Chandlers glücklicher Ausstrahlung wegen, versuchen alle, mit der teils nervigen Janice klarzukommen, was insbesondere Joey schwerfällt. Nach einer Äußerung zur Sexphantasie mit Prinzessin Leia aus Star Wars muss Ross feststellen, dass sich die Frauen über die intimen Details ihrer Beziehungen unterhalten. Der Versuch von Ross, eine ähnliche Unterhaltung mit Chandler zu führen, geht nach hinten los. |           |                                     |                                                    |                      |                                       |                 |                                                                                               |
| 50 | 2         | Eile mit Weile!                     | The One Where No One’s Ready                       | 26. Sep. 1996        | 30. Okt. 1997                         | Gail Mancuso    | Ira Ungerleider                                                                               |
| Ross möchte seine Freunde bei einem für ihn wichtigen Vortrag im Museum dabei haben. Dabei schieben sich mehrere ungeplante Aktionen in seinen Zeitplan, sodass er zunehmend sauer wird. Während Rachel sich bei Ross mit einem provokanten Outfit rächt, weil er sich über ihre Langsamkeit beschwert hat, streiten sich Chandler und Joey, wer auf dem Sessel sitzen darf. Monica trauert noch immer Richard nach und versucht mehrmals telefonisch mit ihm Kontakt aufzunehmen, macht so aber alles noch komplizierter. |           |                                     |                                                    |                      |                                       |                 |                                                                                               |
| 51 | 3         | Süße Gelüste                        | The One with the Jam                               | 3. Okt. 1996         | 6. Nov. 1997                          | Kevin S. Bright | Wil Calhoun                                                                                   |
| Monica trauert immer noch Richard nach und beginnt, um sich abzulenken, Marmelade einzukochen, sehr zu Joeys Freude. Dennoch ändert sich ihre Unzufriedenheit nicht und sie beschließt ein Kind zu bekommen – sie informiert sich bei einer Samenbank. Ross und Rachel geben Chandler Tipps für seine Beziehung mit Janice. Phoebe wird aus Versehen vom Stalker ihrer Zwillingsschwester Ursula verfolgt. Als sie ihn zur Rede stellt, hat sie Mitleid und da sich beide sympathisch finden, verabreden sie sich. |           |                                     |                                                    |                      |                                       |                 |                                                                                               |
| 52 | 4         | Die andere Seite des Tunnels        | The One with the Metaphorical Tunnel               | 10. Okt. 1996        | 13. Nov. 1997                         | Steve Zuckerman | Alexa Junge                                                                                   |
| Chandler bekommt weiterführende Beziehungstipps von Monica und Rachel. Seine Veränderung kommt bei Janice jedoch schlecht an. Ross ist besorgt, als er sieht, dass sein Sohn mit einer Mädchenpuppe spielt. Seine Versuche, Ben mit klassischen Spielsachen für Jungs abzulenken, scheitern. Phoebe versucht sich als Joeys Agentin. Nach einem anfänglichen Erfolg wird er ihr allerdings zu anhänglich. |           |                                     |                                                    |                      |                                       |                 |                                                                                               |
| 53 | 5         | Erotische Pläne                     | The One with Frank Jr.                             | 17. Okt. 1996        | 20. Nov. 1997                         | Steve Zuckerman | Scott Silveri & Shana Goldberg-Meehan                                                         |
| Phoebe bekommt Besuch von ihrem Halbbruder Frank Jr. Sie freut sich sehr über den Besuch, jedoch ist die Kommunikation zwischen den Geschwistern zunächst etwas holprig. Ross stellt eine Liste berühmter Frauen zusammen, mit denen er gerne ausgehen würde, und trifft dann im Café Isabella Rossellini. Joey baut in Chandlers und seinem Apartment ein Entertainment-Center auf. |           |                                     |                                                    |                      |                                       |                 |                                                                                               |
| 54 | 6         | Zurück in die Vergangenheit         | The One with the Flashback                         | 31. Okt. 1996        | 27. Nov. 1997                         | Peter Bonerz    | Marta Kauffman & David Crane                                                                  |
| Janice fragt die Freunde nach ihrer gemeinsamen Vergangenheit. Im Rückblick wird gezeigt, wie Phoebe bei Monica auszieht, während Joey die Gruppe zum ersten Mal kennenlernt, da er überraschenderweise bei Chandler einzieht. In einer Bar, die später zum Central Perk werden wird, begegnen Monica und Chandler Rachel, deren Hochzeit mit Barry demnächst ansteht. Ross findet heraus, dass seine Frau Carol lesbisch geworden ist und sucht das Gespräch und Trost bei Phoebe. |           |                                     |                                                    |                      |                                       |                 |                                                                                               |
| 55 | 7         | Rasende Träume                      | The One with the Race Car Bed                      | 7. Nov. 1996         | 4. Dez. 1997                          | Gail Mancuso    | Seth Kurland                                                                                  |
| Joey beginnt eine Klasse im Bereich Schauspiel in Seifenopern zu unterrichten, gerät aber wegen eines Castings in einen Konflikt mit einem seiner Schüler. Ross versucht sich um Rachels Willen Stück für Stück besser mit ihrem Vater zu verstehen. Monica und Phoebe kaufen ein neues Bett bei Janice' Exmann Garry. Als sie eine entsprechende Fehllieferung reklamieren wollen, entdeckt Joey Janice und ihren Exmann beim Küssen. |           |                                     |                                                    |                      |                                       |                 |                                                                                               |
| 56 | 8         | Hurra, sie leben noch!              | The One with the Giant Poking Device               | 14. Nov. 1996        | 11. Dez. 1997                         | Gail Mancuso    | Adam Chase                                                                                    |
| Chandler stellt Janice vor die Wahl: er oder ihr Exmann. Sie entscheidet sich für Garry und Chandler trennt sich von ihr. Phoebe scheut sich trotz Zahnschmerzen vor einem Besuch beim Zahnarzt, da sie einen Zusammenhang zwischen Todesfällen in ihrem Umfeld und ihren bisherigen Besuchen beim Zahnarzt vermutet. Als sie schlussendlich doch hingeht, überprüft sie anschließend alle in ihrem Umfeld. Glücklicherweise geht es allen gut. Sowohl dem „hässlichen nackten Mann“ gegenüber, der unter Joeys sachkundiger Anleitung vom Apartment aus angestupst wird, als auch Ben, der von Monica und Rachel betreut wurde und dabei eine Beule am Kopf davontrug. |           |                                     |                                                    |                      |                                       |                 |                                                                                               |
| 57 | 9         | Die mit dem Ball spielen            | The One with the Football                          | 21. Nov. 1996        | 8. Jan. 1998                          | Kevin S. Bright | Ira Ungerleider                                                                               |
| Dieses Thanksgiving spielen die Freunde erstmals zu sechst American Football. Monica und Ross haben seit ihrer Kindheit nicht mehr gegeneinander gespielt, da ihre Konkurrenz teils zu körperlichen Beschwerden führte. Chandler hingegen spielt, um sich von der Trennung von Janice abzulenken. Phoebe und Rachel sind Neulinge in diesem Sport und werden beim Spiel nicht für voll genommen, freuen sich aber sehr über teils gelungene Aktionen. |           |                                     |                                                    |                      |                                       |                 |                                                                                               |
| 58 | 10        | Knabbereien                         | The One Where Rachel Quits                         | 12. Dez. 1996        | 18. Dez. 1997                         | Terry Hughes    | Michael Curtis & Gregory S. Malins                                                            |
| Zur Weihnachtszeit nimmt Joey einen Gelegenheitsjob wahr und verkauft Weihnachtsbäume. Phoebe ist mit dem Verkauf nach anfänglichem Widerwillen einverstanden, da jeder Baum mit seinem Tod dennoch seinen Lebenssinn erfüllt. Die braun gewordenen Bäume zu schreddern geht jedoch zu weit, daher kaufen die Freunde mehrere der Bäume als Überraschung für Phoebe und dekorieren damit die Wohnung. Rachel wagt den Schritt in die Modeindustrie und kündigt dafür ihren Job im Central Perk. Bei einem Zusammenstoß im Treppenhaus bricht Ross einem jungen Mädchen ein Bein. Als Wiedergutmachung veranstaltet er mit Joey und Chandler ein kleines „Space Camp“ für das an der Raumfahrt interessierte Mädchen. |           |                                     |                                                    |                      |                                       |                 |                                                                                               |
| 59 | 11        | Welche Schwester war’s doch gleich? | The One Where Chandler Can’t Remember Which Sister | 9. Jan. 1997         | 15. Jan. 1998                         | Terry Hughes    | Alexa Junge                                                                                   |
| Rachels erster Job in der Modeindustrie ist anders als erwartet. Während sie sich bei Monica negativ über den Job auslässt, trifft sie zufällig auf einen Mitarbeiter von Bloomingdale‘s namens Mark, welcher ihr ein Interview verschafft. Ross vermutet jedoch, dass bei so viel Freundlichkeit eher ein Interesse von Mark an Rachel als Person denn als Mitarbeiterin vorliegt und wird eifersüchtig. Chandler betrinkt sich auf der Geburtstagsfeier von Joey und kommt Mary Angela, einer Schwester Joeys, näher. Allerdings weiß er am nächsten Tag nicht mehr, welche Schwester welche ist. Auch Phoebe hat eine kurze Liaison, jedoch mit dem lauten Nachbar in der Wohnung über Monicas. |           |                                     |                                                    |                      |                                       |                 |                                                                                               |
| 60 | 12        | Lästige Eifersucht                  | The One with All the Jealousy                      | 16. Jan. 1997        | 22. Jan. 1998                         | Robby Benson    | Doty Abrams                                                                                   |
| Die erste Arbeitswoche als zweite Sekretärin neben Mark beginnt für Rachel, wobei sie von Mark dementsprechend auch eingearbeitet wird. Ross hat aufgrund der Erfahrung mit Carol Angst um seine Beziehung und vertraut der Situation nicht. Seine Eifersucht äußert sich in Geschenken, Besuchen und einem Barbershopquartett, alles klar ersichtlich an Rachels Arbeitsplatz. Auf der anderen Seite ist Rachel nicht gerade angetan davon, dass Ross Ben zusammen mit einer alleinerziehenden Mutter betreut, denn die Mutter war auch die Stripperin auf dem Junggesellenabschied von Chandlers Cousin. Monica lernt auf der Arbeit den Hobbypoeten Julio kennen. Nach einer Gedichtsanalyse von Phoebe serviert Monica Julio jedoch ab. Joeys Vorstellung für ein Broadwaymusical läuft gut, bis es zur Tanzeinlage kommt. Seine im Lebenslauf angegebene Erfahrung entsprach dabei nicht ganz der Wahrheit. |           |                                     |                                                    |                      |                                       |                 |                                                                                               |
| 61 | 13        | Nichts als Freunde?                 | The One Where Monica and Richard Are Just Friends  | 30. Jan. 1997        | 29. Jan. 1998                         | Robby Benson    | Michael Borkow                                                                                |
| Monica trifft in einer Videothek zufällig auf Richard und fühlt sich wieder zu ihm hingezogen. Sie versuchen es mit einer Freundschaft Plus, doch als Richard ein Date mit einer anderen Frau hat, wird schnell klar, dass bei beiden noch Gefühle im Spiel sind. Phoebe trifft sich mit dem sportbegeisterten Robert, der den anderen Freunden gegenüber allerdings unbewusst etwas zu zeigefreudige Hosen trägt. Rachel tauscht aus gegenseitigem Interesse ihr Lieblingsbuch Little Women mit Joeys Lieblingsbuch Shining. |           |                                     |                                                    |                      |                                       |                 |                                                                                               |
| 62 | 14        | Geld oder Freundschaft              | The One with Phoebe’s Ex-Partner                   | 6. Feb. 1997         | 5. Feb. 1998                          | Robby Benson    | Wil Calhoun                                                                                   |
| Phoebes frühere musikalische Partnerin Leslie spielt im Central Perk und sucht Kontakt zu Phoebe, die jedoch abblockt. In der Vergangenheit hatten sie sich zerstritten, da Leslie im Gegensatz zu Phoebe Jingles verkauft hat. Nachdem Phoebe einknickt und ihr den Song „Smelly Cat“ vorspielt, verwandelt Leslie auch diesen in einen Jingle und verkauft ihn, was Phoebe sehr verletzt. Chandler trifft auf Ginger, wobei sich herausstellt, dass diese Joey kennt. Dieser hatte bei einem vergangenen Wochenende in der Nacht aus Versehen ihre Beinprothese anstelle von Holz ins Kaminfeuer geworfen und türmte aus Angst danach. Als es zwischen Chandler und Ginger körperlich wird, bemerkt sie Chandlers dritten Nippel und beendet vor Ekel die Romanze. Dies veranlasst Chandler zur chirurgischen Entfernung. Mark findet einen anderen Job, bleibt aber wegen des gemeinsamen Interesses an Mode weiter mit Rachel befreundet. Ross versucht ebenfalls Interesse an Rachels Leidenschaft zu zeigen, schläft jedoch bei einem Vortrag ein. |           |                                     |                                                    |                      |                                       |                 |                                                                                               |
| 63 | 15        | Kurzschluss                         | The One Where Ross and Rachel Take a Break         | 13. Feb. 1997        | 12. Feb. 1998                         | James Burrows   | Michael Borkow                                                                                |
| Ross möchte Rachel an ihrem gemeinsamen Jahrestag im Büro mit einem Abendessen überraschen, da die beiden in den vergangenen Wochen kaum Zeit miteinander verbringen konnten, weil Rachel von früh bis spät arbeitet. Mit Ross im Büro sieht sie sich jedoch überfordert und als sie nach Hause kommt, streiten beide und Rachel schlägt eine Beziehungspause vor. Gekränkt zieht Ross in eine Bar zu Joey und Chandler ab. Die beiden sind auf Einladung der hübschen Chloe vom Kopiershop dort und überlegen, was wäre, wenn die Unterhaltung mit ihr auf einen Dreier hinauslaufen würde. Rachel hingegen ist alleine zu Hause und bittet Mark als Freund um Hilfe. Denn Monica und Phoebe können Rachel nicht helfen, da beide auf einem Doppeldate mit dem Botschafter Sergei und seinem Dolmetscher Mischa sind. Mischa fokussiert sich dabei auf Monica, sodass Phoebe sich nicht mit Sergei unterhalten kann. Es gibt Streit und Mischa kündigt und zieht mit Monica ab, während Phoebe bei Sergei bleibt. Ross ruft von der Bar aus bei Rachel an, legt jedoch auf, als er von Marks Anwesenheit erfährt. Chloe bekommt Ross' schlechte Stimmung mit und schleift ihn auf die Tanzfläche, wo es zum Kuss kommt.                                                                                           |           |                                     |                                                    |                      |                                       |                 |                                                                                               |
| 64 | 16        | Der Seitensprung                    | The One with the Morning After                     | 20. Feb. 1997        | 19. Feb. 1998                         | James Burrows   | Marta Kauffman & David Crane                                                                  |
| Ross wacht mit Chloe in der Wohnung auf, doch er bittet sie zu gehen, nachdem er eine Nachricht von Rachel auf dem Anrufbeantworter hört. Auf dringendes Anraten von Chandler und Joey erzählt Ross Rachel nichts von Chloe und versucht stattdessen, mögliche Mitwisser zum Schweigen zu überreden. Als er dabei an Rachels heimlichen Verehrer Gunther, der im Central Perk arbeitet, gerät, bemerkt er, dass es zu spät ist. Der anschließende heftige und lange Streit, den die anderen Freunde von Monicas Zimmer aus mitbekommen, endet in der Trennung von Rachel und Ross. |           |                                     |                                                    |                      |                                       |                 |                                                                                               |
| 65 | 17        | Einsam und verlassen                | The One Without the Ski Trip                       | 6. März 1997         | 26. Feb. 1998                         | Sam Simon       | Scott Silveri & Shana Goldberg-Meehan                                                         |
| Chandler fängt das Rauchen wieder an. Da Rachel und Ross nach ihrer Trennung stets zu streiten anfangen, wenn sie gemeinsam in einem Raum sind, müssen sich die restlichen Freunde immer wieder entscheiden, mit wem sie ihre Zeit verbringen. Nach einem Abendessen bei Ross beschließen sie, als Ausgleich mit Rachel über das Wochenende zur Skihütte ihrer Schwester zu fahren. Ross sucht in seiner Einsamkeit Kontakt zu Carol, die jedoch wegen ihres Jahrestags mit Susan ziemlich kurz angebunden ist. Nachdem die Skifahr-Truppe mit dem Auto liegen bleibt, wenden sie sich telefonisch an Ross, der mit Carols Wagen losfährt und ihnen aushilft. Nach erneutem Streit mit Rachel wird beschlossen, dass die beiden sich zukünftig zivil verhalten wollen, wenn sie miteinander zu tun haben, um der Freundschaft der anderen willen. |           |                                     |                                                    |                      |                                       |                 |                                                                                               |
| 66 | 18        | Wie angle ich mir keinen Millionär? | The One with the Hypnosis Tape                     | 13. März 1997        | 5. März 1998                          | Robby Benson    | Seth Kurland                                                                                  |
| Frank Junior, der Halbbruder von Phoebe, schaut vorbei und stellt seine Verlobte Alice vor, die jedoch über 20 Jahre älter als er ist. Frank überzeugt die anfangs skeptischen Joey und Ross von seiner Liebe zu ihr, Phoebe hingegen möchte ihren Halbbruder vor einem Fehler schützen und redet Alice ins Gewissen. Nachdem Rachel und Ross sich zumindest wieder in einem Raum aufhalten können, versucht Chandler, mit Hilfe einer Hypnose-CD mit dem Rauchen aufzuhören, adaptiert aber nebenbei die weiblichen Aspekte der Stimme auf CD ebenso. Monica lernt Pete kennen, der ziemlich reich ist und mit ihr zu einem Date bis nach Rom fliegt. |           |                                     |                                                    |                      |                                       |                 |                                                                                               |
| 67 | 19        | Männer ohne Chance                  | The One with the Tiny T-Shirt                      | 27. März 1997        | 12. März 1998                         | Terry Hughes    | Adam Chase                                                                                    |
| Joey bekommt eine Hauptrolle in einem Theaterstück. Seine Ehefrau im Stück wird von Kate gespielt. Kate ist Joey gegenüber recht arrogant und lässt ihn abblitzen, was Joey so nicht kennt und was er als Herausforderung annimmt. Nach einem leidenschaftlichen Kuss im Stück, dem Kate nicht abgeneigt scheint, stellt sich aber heraus, dass Kate mit dem Direktor des Stücks zusammen ist. Ross gibt Rachel Sachen aus ihrer Beziehung zurück, unter anderem ein T-Shirt von ihm, an dem sie sehr hängt. Als Rachel sich mit Mark trifft, stellt sie nach einem Kuss fest, dass sie noch nicht für eine neue Romanze bereit ist. Monica findet Pete zwar an sich perfekt, fühlt sich aber nicht zu ihm hingezogen. |           |                                     |                                                    |                      |                                       |                 |                                                                                               |
| 68 | 20        | Feuer gefangen                      | The One with the Dollhouse                         | 10. Apr. 1997        | 19. März 1998                         | Terry Hughes    | Wil Calhoun                                                                                   |
| Nach abweisenden Reaktionen von Kate geht Joey mit Lauren aus, die ebenfalls am Set ist. Am nächsten Tag knistert es nach einer enttäuschenden schauspielerischen Leistung beim zweisamen Üben der Szene doch noch und Joey verbringt die Nacht mit Kate. Während Joey Lauren abserviert, hält Kate das Ganze jedoch für eine einmalige Aktion und bleibt bei ihrem Freund. Monica bekommt von einer verstorbenen Tante ein Puppenhaus vererbt. Ihr gefällt jedoch nicht Phoebes fantasiereiche Art und wie sie mit dem Haus spielt. Daher baut Phoebe ihr eigenes Puppenhaus, welches die Freunde beeindruckt, bis es leider abbrennt. Chandler datet Rachels Boss Joanna, ist jedoch nicht von ihr angetan und versucht, ihr das irgendwie begreiflich zu machen. |           |                                     |                                                    |                      |                                       |                 |                                                                                               |
| 69 | 21        | Ein Huhn und eine Ente              | The One with a Chick and a Duck                    | 17. Apr. 1997        | 26. März 1998                         | Michael Lembeck | Chris Brown                                                                                   |
| Pete kauft ein ganzes Restaurant für Monica und bietet ihr den Chefposten in der Küche an. Sie ist begeistert, zögert jedoch, da sie nicht möchte, dass Pete dies nur aufgrund seiner Gefühle für sie tut. Er versichert ihr das Gegenteil und behauptet, auch andere Frauen zu daten, was Phoebe direkt als Lüge durchschaut. Pete bittet Phoebe, dass sie Monica nichts verrät. Bei der Besichtigung des Restaurants macht es aber auch bei Monica klick und sie lehnt den Job ab. Es kommt jedoch zum Kuss und endlich empfindet sie auch etwas für ihn. Joey holt sich, von der Abweisung Kates noch mitgenommen, ein Küken als Haustier. Da er jedoch nichts über das Aufziehen eines Kükens weiß, bringt Chandler es wenige Tage später in ein Tierheim. Doch anstatt es dort abzugeben, kommt er mit dem Küken und einer Ente nach Hause, da das Tierheim nicht für deren Leben garantieren konnte. Beide werden Bestandteil der Wohnung. Ross soll wegen eines Fossils im Fernsehen zu sehen sein. Anstatt den Termin wahrzunehmen, bringt er Rachel ins Krankenhaus, da sie sich bei einem Zusammenstoß mit Monica verletzt hat. |           |                                     |                                                    |                      |                                       |                 |                                                                                               |
| 70 | 22        | Der Choleriker                      | The One with the Screamer                          | 24. Apr. 1997        | 2. Apr. 1998                          | Peter Bonerz    | Scott Silveri & Shana Goldberg-Meehan                                                         |
| Die Aufführung von Joeys Theaterstück steht an. Um nicht alleine dort aufzutauchen, bringt Ross Cailin als Date mit, während Rachel Tommy dabei hat. In einer Situation zu zweit stellt Ross fest, dass Tommy ein ziemlicher Schreihals ist, wenn er sauer ist. Die anderen Freunde wollen dies jedoch nicht so recht glauben und unterstellen Ross eher Eifersucht. Ross sucht nach einem Beweis und vernachlässigt dabei Cailin, die enttäuscht geht. Die Kritiken zum aufgeführten Stück werden druckfrisch verlesen, sind jedoch ziemlich harsch. Der Direktor trennt sich daher von Kate, die anschließend ein stundenlanges Gespräch mit Joey führt, der sich mit ihr sehr verbunden fühlt. Jedoch stellt sich heraus, dass sie New York verlassen wird. Phoebe hat als einzige das Stück nicht gesehen, da sie in der Warteschleife für eine Reklamation hängt. Letztlich fliegt Tommy auf, als er das Küken anschreit, welches seine Hand beschmutzt hat. |           |                                     |                                                    |                      |                                       |                 |                                                                                               |
| 71 | 23        | Zu viel des Guten                   | The One with Ross’s Thing                          | 1. Mai 1997          | 9. Apr. 1998                          | Shelley Jensen  | Andrew Reich & Ted Cohen                                                                      |
| Monica ist sehr aufgeregt, da sie bei Pete einen Blick auf eine Rechnung für einen Ring erhascht hat. Es stellt sich heraus, dass er ihr keinen Antrag machen möchte, sondern ein Trainingscenter für Kampfsport gekauft hat, um der ultimative Kampfchampion zu werden. Phoebe datet gleichzeitig Vince und Jason, ohne dass beide voneinander wissen. Es macht ihr Spaß, bis sie sich entscheiden muss, bei wem es ernster werden soll. Als die beiden jedoch zufällig voneinander erfahren, wird es mit keinem der beiden etwas für Phoebe. Ross entdeckt eine Hautabnormalität, die selbst Hautärzte nicht erklären können. Ein Guru entfernt diese schließlich. |           |                                     |                                                    |                      |                                       |                 |                                                                                               |
| 72 | 24        | Kampfspiele                         | The One with the Ultimate Fighting Champion        | 8. Mai 1997          | 16. Apr. 1998                         | Robby Benson    | Schauspiel: Scott Silveri & Shana Goldberg-Meehan Handlung: Mark J. Kunerth & Pang-Ni Landrum |
| Nach mehreren verlorenen Kämpfen von Pete kann Monica es nicht mehr mitansehen, wie er immer wieder verletzt wird. Daher stellt sie ihn vor die Wahl: Kämpfe oder sie. Pete möchte sich selbst jedoch nicht so stark verändern und so kommt es zur Trennung. Phoebe verkuppelt Ross und ihre gute Freundin Bonnie, nachdem sie von Rachel die Erlaubnis bekommen hat. Rachel muss jedoch feststellen, dass Bonnie keine Glatze mehr hat, sondern in ihren Augen hübsch ist. Ross findet sie ebenfalls hübsch und beginnt eine Beziehung. Chandlers Boss Doug drückt seine Anerkennung für gute Arbeit gerne über einen Klaps auf den Hintern aus. Chandler weiß nicht recht, wie er damit umgehen soll. |           |                                     |                                                    |                      |                                       |                 |                                                                                               |
| 73 | 25        | Entscheidung am Strand              | The One at the Beach                               | 15. Mai 1997         | 23. Apr. 1998                         | Pamela Fryman   | Schauspiel: Adam Chase Handlung: Pang-Ni Landrum & Mark J. Kunerth                            |
| Phoebe findet heraus, dass eine ehemalige gute Freundin ihrer Eltern am Strand wohnt. Über Freunde kommt sie an eine Unterkunft am selben Strand, daher ist ein Strandwochenende angesagt. Während Phoebe die Frau besucht und sich von ihr Geschichten über ihre Eltern anhört, entdeckt sie ein aktuelles Foto, welches ihren Vater heute zeigen könnte. Sie möchte die Frau am nächsten Tag darauf ansprechen. Währenddessen amüsieren sich die Freunde und spielen Strip-Poker, als unverhofft Bonnie dazukommt. Dies verärgert Rachel, da es ihren Flirt mit Ross, den sie abzufüllen versucht, unterbricht. Rachel bestärkt Bonnie unter vier Augen darin, dass ihr eine Glatze sehr gut stehen würde. Die Rasur ist jedoch nicht nach Ross Geschmack, der daher anschließend Rachel zur Rede stellt. Diese gesteht ihm ihre Gefühle für ihn, obwohl sie ihm trotzdem noch nicht verzeihen kann, dass er während ihrer Beziehungspause mit einer anderen Frau geschlafen hat. Es kommt zum Kuss. Anschließend warten Rachel und Bonnie jeweils in ihren Zimmern auf Ross, der sich nun entscheiden muss. Phoebe schleicht sich in die Wohnung der Freundin ihrer Eltern, wo sich herausstellt, dass die Person auf dem Foto nicht ihr Vater ist. Allerdings behauptet die Frau, dass sie Phoebes Mutter sei. |           |                                     |                                                    |                      |                                       |                 |                                                                                               |

## Staffel 4
| Nr. (ges.) | Nr. (St.) | Deutscher Titel                   | Originaltitel                           | Erstausstrahlung USA | Deutschsprachige Erstausstrahlung (D) | Regie               | Drehbuch                                                                             |
| --- | --------- | --------------------------------- | --------------------------------------- | -------------------- | ------------------------------------- | ------------------- | ------------------------------------------------------------------------------------ |
| 74 | 1         | Quallen-Qual                      | The One with the Jellyfish              | 25. Sep. 1997        | 24. Nov. 1998                         | Shelley Jensen      | Wil Calhoun                                                                          |
| Ross trennt sich aus Anstand noch in der Nacht von Bonnie. Als er um 5 Uhr morgens endlich zu Rachel kommt, gibt diese ihm einen 18-seitigen Brief (Vorder- & Rückseite beschrieben) und möchte wissen, was er über dessen Inhalt denkt. Ross schläft bei der Lektüre jedoch ein und antwortet am nächsten Morgen auf eine 50:50 Frage von Rachel mit „Tue ich“, da ihm sein Einschlafen peinlich ist, und Rachel ist überglücklich mit der Antwort. Er stellt jedoch bei anschließender Lektüre des Briefes fest, dass Rachel die Schuld ihrer letzten Trennung zu 100 % bei Ross sieht. Dennoch ist er anfangs bereit, die Sache auf sich beruhen zu lassen, da ihm an der Beziehung mit Rachel viel liegt. Da Rachel jedoch weiterhin auf der Sache rumreitet, platzt Ross der Kragen und er sagt ihr, dass er auch bei ihr eine Teilschuld sieht. Dies führt prompt zur erneuten Trennung. Phoebe möchte keinen Kontakt zu ihrer leiblichen Mutter mehr, da sie bis jetzt keine Rolle in ihrem Leben gespielt hat und wegen ihres Verhaltens auch in Zukunft nicht spielen braucht. Ihre Mutter besucht sie jedoch im Central Perk und Phoebe willigt letztlich in ein gemeinsames Essen ein. Nach komischem Verhalten von Monica, Chandler und Joey gestehen diese, dass Monica beim Strandurlaub von einer Qualle gestochen wurde. Aufgrund des Schmerzes und einer gesehenen Dokumentation urinierte Chandler dort auf den Stich, nachdem Monica und Joey es nicht über sich brachten. Dies ist allen drei sehr peinlich.  |           |                                   |                                         |                      |                                       |                     |                                                                                      |
| 75 | 2         | Die reinkarnierte Katze           | The One with the Cat                    | 2. Okt. 1997         | 1. Dez. 1998                          | Shelley Jensen      | Jill Condon & Amy Toomin                                                             |
| Chandler und Joey wollen das von Joey gebaute Entertainment-Center verkaufen. Nachdem die ersten Versuche scheitern, steigt Joey vor den Augen eines weiteren Interessenten in sein Bauwerk, um die Größe zu demonstrieren. Leider schließt der angebliche Interessent ihn dort ein und stiehlt anschließend alles von Wert aus der Wohnung. Chandler und Joey müssen daher ihr Interieur neu organisieren und tauschen das Entertainment-Center gegen ein Kanu mit Sitzbank. Monica datet den während der Highschool beliebten Chip. Als sich herausstellt, dass dieser geistig immer noch auf der Höhe eines Highschoolschülers ist, schießt Monica ihn wieder ab, was die anfangs verärgerte Rachel freut. Phoebe erkennt für sich in einer zugelaufenen Katze den Geist ihrer verstorbenen Ziehmutter. Als Flugblätter der von einem kleinen Mädchen vermissten Katze auftauchen, regt Ross die Rückgabe der Katze an. Die Freunde reagieren jedoch trotzig, da sie es nicht mögen, dass Ross immer Recht hat. Ross versucht Phoebe ins Gewissen zu reden. Diese hängt aufgrund ihrer familiären Situation an der Katze und fordert eine Entschuldigung von Ross, daher entschuldigt sich dieser im Sinne ihrer Freundschaft. |           |                                   |                                         |                      |                                       |                     |                                                                                      |
| 76 | 3         | Fesselspiele                      | The One with the Cuffs                  | 9. Okt. 1997         | 8. Dez. 1998                          | Peter Bonerz        | Seth Kurland                                                                         |
| Monica und Phoebe bekommen von Monicas Mutter einen Auftrag zum Catering. Als Monica einen angeklebten Fingernagel beim Kochen verliert, enthüllt ihre Mutter ihren Plan B: eingefrorene Lasagne. Monica ist von dem nicht vorhandenen Vertrauen ihrer Mutter in ihre Fähigkeiten gekränkt, besinnt sich jedoch und kocht rechtzeitig noch ein anderes Gericht, welches alle Gäste überzeugt. Chandler trifft auf Rachels Boss Joanna und es entwickelt sich im Gegensatz zum ersten Date etwas. Rachel sieht ihre Karriere gefährdet und fordert Chandler zur Trennung auf. Diese führt Chandler als Retourkutsche zu den bei Joanna beliebten Fesselspielen durch. Joey trifft an der Haustür auf einen Verkäufer von Lexika, kann sich aber nur einen Band leisten. Seitdem versucht er die Gespräche der Freunde auf Themen mit „V“ zu lenken, ohne wirklich Erfolg zu haben. |           |                                   |                                         |                      |                                       |                     |                                                                                      |
| 77 | 4         | Männertanz                        | The One with the Ballroom Dancing       | 16. Okt. 1997        | 15. Dez. 1998                         | Gail Mancuso        | Andrew Reich & Ted Cohen                                                             |
| Phoebe lernt auf der Arbeit einen netten Typen kennen und küsst ihn spontan. Die Chefin kommt in diesem Moment rein und feuert sie prompt wegen ihres unprofessionellen Verhaltens. Rachel bekommt für ihr Wohnverhalten von Hausmeister Treeger Ärger. Als Joey sich für sie starkmacht, droht Treeger mit dem Rauswurf von Monica und Rachel, da diese rechtlich eigentlich nicht zu den bestehenden Konditionen in der Wohnung leben dürfen. Zur Beruhigung übt Joey mit Treeger das Tanzen, damit dieser auf einen Ball gehen kann. Chandler möchte seine Mitgliedschaft beim Fitnessstudio kündigen, da er diese seit mehreren Jahren nicht mehr genutzt hat. Ross kommt zur Unterstützung mit, doch da die mit Kündigungen betraute Person eine hübsche Frau ist, kommen Chandler und Ross beide als Mitglied des Fitnessstudios wieder nach Hause. |           |                                   |                                         |                      |                                       |                     |                                                                                      |
| 78 | 5         | Drei sind einer zu viel           | The One with Joey’s New Girlfriend      | 30. Okt. 1997        | 22. Dez. 1998                         | Gail Mancuso        | Michael Curtis & Gregory S. Malins                                                   |
| Joey hat ein Date und kommt so mit Kathy zusammen. Chandler stellt fest, dass er sich ebenfalls sehr gut mit ihr versteht, und versucht daher auf Abstand zu ihr zu bleiben, um keine romantischen Gefühle zu wecken. Ross und Rachel versuchen sich gegenseitig mit neuen Partnern eifersüchtig zu machen. Jedoch nutzt Ross’ Partnerin ihn nur zum Babysitten aus, während Rachels Partner noch in die Highschool geht und sie obendrein beklaut. Phoebe erkältet sich und ist von der dadurch veränderten Stimmlage sehr begeistert. Nach ihrer Genesung versucht sie, sich so schnell wie möglich wieder anzustecken, aber stattdessen erkältet sich Monica. |           |                                   |                                         |                      |                                       |                     |                                                                                      |
| 79 | 6         | Das Veloursamt-Kaninchen          | The One with the Dirty Girl             | 6. Nov. 1997         | 29. Dez. 1998                         | Shelley Jensen      | Scott Silveri & Shana Goldberg-Meehan                                                |
| Monica bekommt die Gelegenheit auf einer Beerdigung zu catern und wird dabei von Phoebe unterstützt. Es läuft so harmonisch, dass die beiden zukünftig häufiger zusammenarbeiten wollen. Chandler hat Gefühle für Kathy entwickelt und ihr ein seltenes Buch zum Geburtstag gekauft. Um Joey jedoch nicht bloßzustellen, schenkt Joey es ihr. Kathy fällt jedoch auf, dass Joey keine Ahnung von dem Buch hat und spricht Chandler darauf an. Ross datet eine hübsche Frau aus seinem Fachbereich, die er für sich immer als unerreichbar gesehen hat. Als er jedoch mit zu ihr geht, stellt sich heraus, dass ihre Wohnung extrem unordentlich ist, was für Ross ein absolutes No-Go ist, sodass er die Romanze beendet. Rachel schafft es mehr oder minder selbstständig ein Kreuzworträtsel zu lösen. |           |                                   |                                         |                      |                                       |                     |                                                                                      |
| 80 | 7         | Verrat unter Freunden             | The One Where Chandler Crosses the Line | 13. Nov. 1997        | 5. Jan. 1999                          | Kevin S. Bright     | Adam Chase                                                                           |
| Joey und Kathy daten sich nicht exklusiv, daher hat er zudem noch ein Date mit Casey. Dabei gibt es eine Autopanne und Kathy, welche Joey besuchen möchte, findet Chandler alleine in der Wohnung vor. Sie schneidet ihm kurzentschlossen die Haare, da er seinen Termin beim Friseur nicht wahrgenommen hat, und es kommt im Anschluss zu mehreren Küssen. Von Schuldgefühlen geplagt passiert jedoch nicht mehr. Chandler möchte Joey auf keinen Fall verletzen, daher will er die Küsse mit Kathy als einmalig Sache abhaken und kauft aufgrund des schlechten Gewissens neues Inventar für die Wohnung, die wegen des Raubs vorher noch recht kahl war. Kathy macht jedoch mit Joey Schluss und Chandler gesteht Joey alles, was diesen sehr enttäuscht und verärgert. Ross kramt sein Keyboard hervor und spielt zum ersten Mal vor anderen Personen die Stücke, welche er als Kind komponiert hat. Während die meisten die Stücke grässlich finden, dies jedoch rücksichtsvoller Weise nicht äußern, hält Phoebe Ross für extrem talentiert und seiner Zeit voraus. Sie scheut sich sogar davor selber nochmal Musik zu machen, da sie mit Ross nicht mithalten kann. Daher spielt er absichtlich ein schlechtes Stück und hängt danach das Spielen an den Nagel, damit Phoebe wieder in ihre musikalische Spur findet. |           |                                   |                                         |                      |                                       |                     |                                                                                      |
| 81 | 8         | Chandler in der Kiste             | The One with Chandler in a Box          | 20. Nov. 1997        | 12. Jan. 1999                         | Peter Bonerz        | Michael Borkow                                                                       |
| Das Verhältnis von Chandler und Joey ist weiterhin sehr belastet und Joey ignoriert Chandler geflissentlich. Dies ändert sich erst, als Chandler sich analog zu Joeys Aufenthalt im Entertainment-Center in eine Box einsperren lässt und keinen Ton von sich gibt. Kathy hingegen zieht ihre Schlüsse, möchte die Freundschaft der beiden nicht zerstören und trennt sich daher von Chandler, der jedoch keinen Laut aus seiner Box geben darf. Von der Szene gerührt, vergibt Joey sowohl Chandler als auch Kathy, sodass die Beziehung fortlaufen kann. Bei den Vorbereitungen für Thanksgiving landen Eissplitter in Monicas Auge. Der behandelnde Arzt ist kein anderer als Dr. Richard Burkes Sohn Timothy. Dieser ist frisch getrennt und kommt spontan mit zur Feier der Freunde. Es kommt dort zum Kuss mit Monica, die sich jedoch an seinen Vater erinnert fühlt und das Ganze abbricht. |           |                                   |                                         |                      |                                       |                     |                                                                                      |
| 82 | 9         | Lasst die Bären tanzen            | The One Where They’re Going to Party!   | 11. Dez. 1997        | 19. Jan. 1999                         | Peter Bonerz        | Andrew Reich & Ted Cohen                                                             |
| Phoebe und Monica legen sich für das Catering einen Van zu. Während Phoebe den nächsten Auftrag an Land zieht, bietet ein Restaurantbesitzer, über dessen Restaurant Monica eine negative Bewertung verfasst hat, Monica die Stelle als Chefköchin an. Nach einem Streit gibt auch Phoebe grünes Licht, da sie Monicas lang gehegtem Traum nicht im Weg stehen möchte. Rachel bewirbt sich auf eine höhere Stelle im Unternehmen, wird aber von Joanna im Interview schlecht dargestellt, da diese sie nicht als Assistentin verlieren möchte. Rachel droht zu kündigen, daher verspricht ihr Joanna eine neu geschaffene Stelle direkt unter ihr mit eigenem Büro und mehr Gehalt. Als Rachel am nächsten Tag voller Vorfreude zur Arbeit kommt, muss sie sich anhören, dass Joanna in der Nacht verstorben ist. Über ihre abgemachte Beförderung gibt es leider keinen schriftlichen Beweis. Ross und Chandler wollen mit einem Freund vergangener Tage feiern. Als dieser jedoch absagt, ziehen sie mit Joey los. Alle drei stellen fest, dass sich ihre Interessen vom Party machen in andere Bereiche verlagert haben. |           |                                   |                                         |                      |                                       |                     |                                                                                      |
| 83 | 10        | Nur ein kleines Abenteuer         | The One with the Girl from Poughkeepsie | 18. Dez. 1997        | 26. Jan. 1999                         | Gary Halvorson      | Scott Silveri                                                                        |
| Monica ist bei ihren Mitarbeitern verhasst, da der vorherige Chefkoch bei ihnen sehr beliebt und teilweise sogar familiär verbunden war. Um sich zur Wehr setzen zu können, obwohl sie Konflikte eher meidet, stellt sie Joey zum Schein als Kellner an, um ihn bei einer guten Gelegenheit zu feuern und somit ein Zeichen setzen zu können. Joey spricht einen entsprechenden Text mit ihr ab, doch als es soweit ist, spielt er nicht mit, da er sich zu sehr über die Höhe des verdienten Trinkgeldes freut. Als er jedoch mitbekommt, wie Monica schikaniert wird, lässt er sich doch noch feuern, was Monica das Leben erleichtert. Rachel möchte nicht mehr allein sein, daher verkuppelt Chandler sie mit einem seiner Arbeitskollegen, der ihr zusagt und ihm gleichzeitig von all den Angeboten ebenfalls gefällt. Denn seit Chandler erzählt hat, dass Rachel keine fixe Beziehung sucht, laden ihn diverse Leute ein oder schenken ihm Sachen, damit er sie verkuppelt. Als Rachel davon hört, ist sie sauer auf Chandler und möchte weiterhin Single bleiben. Ross lernt im Zug eine Frau kennen, die über zwei Stunden von seiner Wohnung entfernt wohnt, was ihn erschöpft. Als er es mit ihr beenden will, schläft er im Zug ein und wacht in Montreal wieder auf. Phoebe komponiert einen Song zu Weihnachten, bei dem ihr das Finden eines Reims auf die Namen von Rachel und Chandler schwerfällt. |           |                                   |                                         |                      |                                       |                     |                                                                                      |
| 84 | 11        | Die sieben Zonen einer Frau       | The One with Phoebe’s Uterus            | 8. Jan. 1998         | 2. Feb. 1999                          | David Steinberg     | Seth Kurland                                                                         |
| Phoebes Halbbruder Frank Jr. und Alice haben geheiratet und wollen nun ein gemeinsames Kind. Nach der ärztlichen Untersuchung zeigt sich, dass sie allerdings eine Leihmutter brauchen, um ihr Kind auszutragen, daher wenden sie sich an Phoebe. Diese ist sehr überrascht, erklärt sich aber trotz der Bedenken der anderen Freunde und ihrer Mutter dazu bereit. Den Ausschlag gibt ein Hundewelpe, den sie von ihrer Mutter bekommen hat und von dem sie sich drei Tage später wieder trennt. Die Beziehung von Chandler und Kathy läuft gut, jedoch passiert auf sexueller Ebene nichts, da Chandler Sorge hat, dass er nicht mit Joey, der vorher mit ihr zusammen war, mithalten kann. Nach einem Gespräch mit Monica und Rachel überwindet Chandler sich jedoch. Wirklich erfolgreich ist das Ganze aber erst nach einem zweiten Gespräch, bei dem Monica mitreißend die sieben Zonen einer Frau erklärt. Joey fängt einen Nebenjob als Museumsführer an. Beim Mittagessen stellt er fest, dass es eine separierte Verteilung der Sitzplätze je nach Tätigkeit im Museum gibt. Joey ist daher enttäuscht, als Ross sich nicht zu ihm setzt. Ross tut das im Nachhinein leid, daher stellt er am nächsten Tag mit einer pathetischen Rede die Sitzordnung in Frage. |           |                                   |                                         |                      |                                       |                     |                                                                                      |
| 85 | 12        | Alles ist relativ                 | The One with the Embryos                | 15. Jan. 1998        | 9. Feb. 1999                          | Kevin S. Bright     | Jill Condon & Amy Toomin                                                             |
| Phoebe werden als Leihmutter fünf Embryos eingesetzt. Als später ein Schwangerschaftstest positiv ausfällt, ist die Freude aller sehr groß. Insbesondere, weil der Prozess die gesamten Ersparnisse von Frank Jr. und Alice aufgebraucht hat. Aus einem normalen Gespräch der Freunde entwickelt sich eine kleine Wette, wer wen besser kennt. Daraus ergibt sich ein Spiel, bei dem Ross der Moderator ist und die Fragen vorbereitet. Die Wetteinsätze schaukeln sich dabei immer höher auf. Am Ende fordern Rachel und Monica als Gewinn, dass Joey und Chandler ihre Haustiere loswerden, da insbesondere der Hahn die Frauen viel zu früh weckt. Joey und Chandler fordern als Gewinn den Tausch der Appartements. Die beiden gewinnen, als Rachel und Monica Chandlers Beruf nicht benennen können. Trotz Protesten wird die Wettschuld eingelöst. |           |                                   |                                         |                      |                                       |                     |                                                                                      |
| 86 | 13        | Graue Theorie                     | The One with Rachel’s Crush             | 29. Jan. 1998        | 1. Sep. 2001                          | Dana DeVally Piazza | Shana Goldberg-Meehan                                                                |
| Rachels Departement wird geschlossen, daher arbeitet sie nun in der Abteilung der persönlichen Betreuung. Nach anfänglich älteren Kunden lernt sie dort Joshua kennen, von dem sie begeistert ist. Da er frisch getrennt ist und keinerlei Interesse zeigt, bemüht sich Rachel erstmals von sich aus um ein Date. Chandler und Ross besuchen ein Theaterstück mit Kathy in einer der Hauptrollen. Nach erotischen Szenen stellt Chandler bei einem anschließenden Streit ihre Treue in Frage, obwohl sie sagt, dass dies eben ihr Job ist. Nach mehreren Tagen Funkstille besucht Chandler sie überraschend, um sich zu entschuldigen. Als er sie in flagranti mit einem Schauspielkollegen erwischt, ist die Beziehung beendet. Monica vermisst das Dasein als Gastgeberin, da auch nach dem Wechsel der Apartments der Treffpunkt ihr ehemaliges Apartment bleibt. Daher richtet sie ihr jetziges Apartment anders ein und erneuert den Boden. |           |                                   |                                         |                      |                                       |                     |                                                                                      |
| 87 | 14        | Toter Fisch stinkt!               | The One with Joey’s Dirty Day           | 5. Feb. 1998         | 1. Sep. 2001                          | Peter Bonerz        | Wil Calhoun                                                                          |
| Chandler muss das Ende seiner Beziehung verkraften und verbringt viel Zeit in Jogginghose in seiner Wohnung. Um ihm zu helfen, während Joey und Ross beschäftigt sind, nehmen ihn die drei Frauen mit in einen Stripclub. Letztlich hilft Chandler aber seine eigene Fantasie, indem er sich vorstellt, dass er mit vielen nackten Frauen alleine ist. Rachel möchte jede Chance bei Joshua nutzen, daher versetzt sie die Nichte ihres Chefs, Emily, und besucht einen Club, um Joshua dort zu sehen, was jedoch nicht klappt. Ross hilft Rachel aus und geht mit Emily in eine Vorführung. Dabei verstehen sich die beiden so gut, dass sie eine Romanze beginnen. Joey kommt von einem Angelausflug zurück und muss, nachdem er verschlafen hat, schnell zur Arbeit, obwohl er ungeduscht ist. Am Set nutzt er heimlich die Dusche seines Kollegen Charlton Heston, um den Fischgestank loszuwerden. Heston erwischt ihn dabei und gesteht, dass jeder Schauspieler einmal an den gedanklichen Punkt kommt, dass man glaubt, man würde stinken. |           |                                   |                                         |                      |                                       |                     |                                                                                      |
| 88 | 15        | Hilfe, sie ist wieder da!         | The One with All the Rugby              | 26. Feb. 1998        | 8. Sep. 2001                          | James Burrows       | Schauspiel: Wil Calhoun Handlung: Andrew Reich & Ted Cohen                           |
| Emily und Ross treffen auf Freunde von ihr, die die beiden zu einem Rugby-Spiel einladen. Obwohl Ross von dieser Sportart keine Ahnung hat, nimmt er die Einladung an, um Emily zu zeigen, dass er durchaus zu einem solchen Sport fähig ist. Bei dem Spiel schlägt er sich mutig bis zum Ende, allerdings tut dafür sein ganzer Körper weh. Chandler trifft zufällig auf die frisch geschiedene Janice, welche sich sehr anhänglich zeigt. Um sich von ihr zu trennen, denkt er sich die Ausrede aus, dass er beruflich in den Jemen fliegen muss. Janice folgt ihm jedoch Schritt für Schritt, sodass er sich tatsächlich ein Flugticket kaufen muss. Monica stellt fest, dass sie die Funktion eines einzelnen Schalters in der Wohnung nicht kennt. Sie nutzt alle Mittel, um die Funktion herauszufinden, scheitert jedoch trotz aufgebrochener Wände. |           |                                   |                                         |                      |                                       |                     |                                                                                      |
| 89 | 16        | Der Club der Nieten               | The One with the Fake Party             | 19. März 1998        | 15. Sep. 2001                         | Michael Lembeck     | Schauspiel: Shana Goldberg-Meehan & Scott Silveri Handlung: Alicia Sky Varinaitis    |
| Rachel ist immer noch zu schüchtern, um Joshua nach einem Date zu fragen. Da Emily am nächsten Tag nach London zurückfliegen wird und somit die zweiwöchige Romanze endet, lädt Rachel Joshua zu einer Überraschungsparty ein und nimmt Emilys Abreise als Vorwand. Ross hatte eigentlich andere Pläne, doch all seinen Versuchen zum Trotz bleiben er und Emily auf der Party und unternehmen nichts zu zweit. Rachel findet auch auf der Party nicht den Mut zu fragen, daher bietet sie sämtliche ihrer Verführungstechniken auf, wie verschiedene Outfits, Flaschendrehen und Cheerleading. Als neben den anderen Versuchen auch das Ausziehen des BHs mit angezogenem T-Shirt nicht wirklich funktioniert, ist sie deprimiert und gesteht Joshua schließlich ihre Zuneigung. Obwohl er zunächst die Party verlässt, weil er es noch für zu früh nach seiner Scheidung hält, kehrt er zurück und beginnt eine Beziehung mit Rachel. Phoebe isst, obwohl sie Vegetarierin ist, auf der Party Fleisch, da sich ihr Geschmack seit der Schwangerschaft stark verändert hat. Als sie sich daraufhin Vorwürfe macht, bietet Joey an, dass er sich für die Zeit ihrer Schwangerschaft vegetarisch ernähren könnte, damit die Bilanz an getöteten Tieren gleich bleibt. |           |                                   |                                         |                      |                                       |                     |                                                                                      |
| 90 | 17        | Der Gratis-Porno                  | The One with the Free Porn              | 26. März 1998        | 22. Sep. 2001                         | Michael Lembeck     | Schauspiel: Richard Goodman Handlung: Mark J. Kunerth                                |
| Ross wird sich bewusst, wie sehr er Emily mag, daher fährt er ihr zum Flughafen hinterher und passt sie beim Boarding ab, ganz im Sinne von Monicas Wunschdenken. Als er Emily sagt, dass er sie liebt, antwortet sie jedoch nur mit einer Umarmung und einem „Danke“ und steigt in den Flieger. Geknickt liegt Ross in seiner Wohnung auf dem Bett, als Emily ihn anruft und meint, dass sie emotional überfordert war und sich nun zwischen ihm und einem Anderen in London entscheiden müsste. Um ihr zu zeigen, wie ernst er es meint, fliegt Ross nach London. Dort stellt er fest, dass sie über Nacht nicht in ihrer Wohnung ist, daher malt er sie sich in seiner Fantasie mit dem Anderen aus. Emily ist jedoch nach New York geflogen, um wiederum Ross zu überraschen und ihre Liebe zu gestehen. Es klärt sich alles erst bei einem Telefonat. Phoebe bekommt bei einer ärztlichen Kontrolle mitgeteilt, dass sie mit Drillingen schwanger ist. Alice und Frank Jr. sind davon begeistert, müssen jedoch Pläne für die finanzielle Absicherung treffen, wobei Phoebe sie unterstützen will, indem sie sich als Masseuse selbstständig macht. Joey und Chandler erhalten überraschenderweise ein Fernsehsignal mit pornographischem Inhalt, ohne zu wissen wie und ohne dafür zu zahlen. Daher wollen sie den Fernseher nicht ausschalten, weil sie sonst den Verlust des Signals fürchten, was jedoch das Leben in der Wohnung und im Alltag zunehmend beeinflusst. Rachel ist derweil glücklich mit Joshua zusammen. |           |                                   |                                         |                      |                                       |                     |                                                                                      |
| 91 | 18        | Gib dem Kind einen Namen          | The One with Rachel’s New Dress         | 2. Apr. 1998         | 29. Sep. 2001                         | Gail Mancuso        | Schauspiel: Jill Condon & Amy Toomin Handlung: Andrew Reich & Ted Cohen              |
| Während sich Phoebe für die Zeit der Schwangerschaft an einer Trommel anstelle der Gitarre probiert, wird sie von Alice besucht und gebeten, den Namen für das dritte Kind auszusuchen. Als Joey und Chandler davon erfahren, geben sie sich größte Mühe ihre eigenen Namen bei Phoebe gut dastehen zu lassen. Da sie sich nicht entscheiden kann, ändert Chandler seine Strategie und beschreibt seinen eigenen Namen als eine Strafe. Er kündigt an, seinen Namen rechtswirksam ändern zu lassen, daher will Phoebe ihm zeigen, dass der Name doch recht schön ist, und möchte das Kind ebenso nennen, wenn Chandler seinen Namen behält. Es stellt sich heraus, dass er dies von Anfang an so geplant hat. Monica kocht für Rachel, damit sie bei ihrem Date mit Joshua gut dasteht. Sie müssen das Essen allerdings einpacken, da Joshua riesige Angst vor den Vögeln im Haus hat. Sie begeben sich in das Haus seiner Eltern, die verreisen wollten, und Rachel zieht sich reizende Nachtwäsche an. Als die Eltern doch zu Hause sind und sie so sehen, muss sie es als neue Mode deklarieren und in dem Outfit zum Essen gehen. Während Emily in London Zeit mit Susan verbringt, verhält sich Ross aufgrund seiner Vorgeschichte mit Carol und Susan paranoid. |           |                                   |                                         |                      |                                       |                     |                                                                                      |
| 92 | 19        | Tausche Kuss gegen Wohnung        | The One with All the Haste              | 9. Apr. 1998         | 6. Okt. 2001                          | Kevin S. Bright     | Wil Calhoun & Scott Silveri                                                          |
| Monica und Rachel stellen immer mehr fest, wie sehr sie ihr altes Apartment vermissen. Als Rachel in den Besitz von zwei Saisontickets der New York Knicks, die von Chandler und Joey angefeuert werden, kommt, versuchen sie einen Tausch, der jedoch abgelehnt wird. Bei einem erneuten Wettspiel verlieren sie dann die Tickets. Während Joey und Chandler sich ein Spiel anschauen, räumen die Frauen kurzerhand die Einrichtung der beiden Wohnungen um und stellen die beiden Männer vor vollendete Tatsachen. Den Protest der beiden gleichen sie aus, indem sich Rachel und Monica eine Minute lang vor deren Augen küssen. Phoebe gesteht, dass dies ihre Idee war. Nach den ersten sechs Wochen ihrer Beziehung möchte Ross nicht mehr, dass Emily so wenig Zeit mit ihm verbringen kann. Daher fragt er sie spontan, ob sie bei ihm einziehen möchte. Frei heraus sagt sie, dass ein so bedeutender Schritt erst in Zukunft möglich wäre, wenn man das ganzes Leben miteinander plant und heiratet. Von der eigenen Spontanität und ihren Gefühlen überwältigt, verloben sich die beiden. Die Freunde sind überrascht, freuen sich aber für die beiden. |           |                                   |                                         |                      |                                       |                     |                                                                                      |
| 93 | 20        | Wild entschlossen                 | The One with All the Wedding Dresses    | 16. Apr. 1998        | 13. Okt. 2001                         | Gail Mancuso        | Schauspiel: Michael Curtis & Gregory S. Malins Handlung: Adam Chase                  |
| Ross und Emily wollen in einem Monat heiraten, da die Kirche, in der die Zeremonie stattfinden soll, weil dort auch Emilys Eltern getraut wurden, später abgerissen werden soll. Rachel realisiert erst jetzt wirklich, dass es zu der Hochzeit kommen wird. Aufgrund von Torschlusspanik macht sie Joshua quasi einen Antrag, was diesen nach gerade einmal vier Dates sehr verwirrt und letztlich in einer Trennung resultiert. Um Rachel aufzumuntern, tragen Monica, Phoebe und sie Hochzeitskleider. Monica ist auf diese Idee gekommen, da sie Emilys Kleid abgeholt hat. Joey gewöhnt sich ein lautes Schnarchen an. Auf Druck von Chandler geht er in eine Klinik, um sich helfen zu lassen. Chandler begleitet ihn und lernt dort Marjorie kennen. |           |                                   |                                         |                      |                                       |                     |                                                                                      |
| 94 | 21        | Sie küssten und sie schlugen sich | The One with the Invitation             | 23. Apr. 1998        | 20. Okt. 2001                         | Peter Bonerz        | Seth Kurland                                                                         |
| Emily und Ross schreiben die Einladungen für die Hochzeit und müssen sich dabei entscheiden, wen sie einladen wollen und wen nicht. Dies betrifft insbesondere Rachel wegen ihrer Vorgeschichte mit Ross. Ross durchlebt gedanklich nochmal einige Schlüsselmomente seiner Freundschaft mit Rachel und entschließt sich, sie einzuladen. Als Rachel die Einladung bekommt, durchlebt auch sie gedanklich Schlüsselmomente ihrer Freundschaft und muss sich entscheiden, ob sie die Einladung annimmt. |           |                                   |                                         |                      |                                       |                     |                                                                                      |
| 95 | 22        | Der beste Trauzeuge aller Zeiten  | The One with the Worst Best Man Ever    | 30. Apr. 1998        | 3. Nov. 2001                          | Peter Bonerz        | Schauspiel: Michael Curtis & Gregory S. Malins Handlung: Seth Kurland                |
| Joey soll Ross’ Trauzeuge sein, da Chandler bereits bei der ersten Hochzeit der Trauzeuge war. Er organisiert einen Junggesellenabschied mitsamt Stripperin, die zudem bei ihm über Nacht bleibt. Am nächsten Morgen stellt er fest, dass der Ring fehlt. Sie verdächtigen zunächst die Stripperin, aber es stellt sich heraus, dass die Ente den Ring verschluckt hat. Ein Arzt holt den Ring wieder und Ross beschließt, dass sowohl Joey als auch Chandler bei dieser Hochzeit seine Trauzeugen sein sollen. Bei Phoebe zeigen sich immer mehr Stimmungsschwankungen und gegen Ende auch erste Kontraktionen, was den Umgang mit ihr für Monica und Rachel erschwert, die für sie eine Babyparty organisieren. |           |                                   |                                         |                      |                                       |                     |                                                                                      |
| 96 | 23        | Endlich Hochzeit? – Teil 1        | The One with Ross’s Wedding (Part 1)    | 7. Mai 1998          | 10. Nov. 2001                         | Kevin S. Bright     | Michael Borkow                                                                       |
| Monica, Ross, Chandler und Joey fliegen nach London, während Phoebe und Rachel in New York bleiben. Leider läuft nicht alles bei der Umsetzung der Hochzeit glatt, da unter anderem der Abriss der Kirche, in welcher die Trauung vollzogen werden soll, bereits begonnen hat. Während Ross nur das Heiraten an sich sieht, sind diese Rahmenbedingungen und Details für Emily sehr wichtig, weshalb sie über eine Verschiebung der Hochzeit nachdenkt. Ross bekommt bezüglich Emilys Einstellung von Monica den Kopf gerade gerückt und schmückt die bereits teilweise eingerissene Kirche auf romantische Weise, sodass Emily an der Hochzeit festhält. Joey und Chandler erkunden in der Zeit London, doch während Joey sich begeistert in der Öffentlichkeit als Tourist outet und dementsprechend verhält, ist dies Chandler eher peinlich. Rachel versteift sich auf den Gedanken, dass sie Ross liebt und es ihm mitteilen muss, daher packt sie ihre Sachen und fliegt nach London, obwohl Phoebe ihr vehement davon abrät. |           |                                   |                                         |                      |                                       |                     |                                                                                      |
| 97 | 24        | Endlich Hochzeit? – Teil 2        | The One with Ross’s Wedding (Part 2)    | 7. Mai 1998          | 10. Nov. 2001                         | Kevin S. Bright     | Schauspiel: Shana Goldberg-Meehan & Scott Silveri Handlung: Jill Condon & Amy Toomin |
| Schon nach wenigen Tagen in London hat Joey Heimweh, bis er sich einer Engländerin zuwendet. Chandler, dessen Rede beim Essen am Abend vor der Hochzeit von vielen Gästen humorlos aufgenommen wurde, landet mit Monica, die sich wegen des Verhaltens ihrer Eltern sowie ihres eigenen Daseins als Single betrinkt, im Bett. Sie halten dies vor den anderen geheim, planen jedoch eine Wiederholung. Phoebe warnt Joey am Telefon vor der ankommenden Rachel, der zur gleichen Zeit von einem anderen Passagier im Flugzeug ebenfalls gesagt wird, dass ihr Vorhaben falsch ist. Als Rachel jedoch ankommt, gratuliert sie Ross nur, ohne etwas von ihrer Liebe zu erwähnen. Ross’ Eltern streiten sich mit Emilys Eltern über die Rechnung der Hochzeit, bis Ross den Streit schlichtet. Bei der Hochzeit läuft alles romantisch ab, bis Ross bei der Trauung anstatt „Emily“ aus Versehen „Rachel“ sagt. |           |                                   |                                         |                      |                                       |                     |                                                                                      |

## Staffel 5
| Nr. (ges.) | Nr. (St.) | Deutscher Titel               | Originaltitel                          | Erstausstrahlung USA | Deutschsprachige Erstausstrahlung (D) | Regie               | Drehbuch                                                               |
| --- | --------- | ----------------------------- | -------------------------------------- | -------------------- | ------------------------------------- | ------------------- | ---------------------------------------------------------------------- |
| 98 | 1         | Flitterwochen mit der anderen | The One After Ross Says Rachel         | 24. Sep. 1998        | 17. Nov. 2001                         | Kevin S. Bright     | Seth Kurland                                                           |
| Die Hochzeit findet ebenso wie das anschließende Essen weiterhin statt, jedoch in einer angespannten Stimmung. Nach einem heftigen Streit mit Emily möchte Ross sie ein wenig in Ruhe lassen, doch als er wieder in ihr Zimmer geht, ist sie bereits durch das Fenster verschwunden. Daher gibt er ihrem Vater die Botschaft für sie mit, dass er am Flughafen wegen des Starts der Flitterwochen auf sie warten wird. Während sich Joey weiterhin an die Brautjungfer hält, versuchen Chandler und Monica so unauffällig wie ihnen möglich, etwas Privatsphäre zu finden, scheitern aber jedes Mal – selbst auf dem Flug zurück gelingt ihnen nichts mehr. Während die anderen Freunde bereits auf dem Heimflug sind, sucht Rachel noch nach einem passenden Rückflug. Dabei trifft sie den wartenden Ross, der sie kurzerhand einlädt, mit ihm in die Flitterwochen zu fliegen, da die Reise schon bezahlt wurde, Ross etwas Ablenkung gebrauchen kann und Emily bisher nicht aufgetaucht ist. Als Rachel bereits zum Flugzeug geht, dreht Ross sich nochmal um und erblickt Emily. Diese zieht aus dem Gesehenen ihre Konsequenzen und verlässt den Flughafen. Ross versucht ihr zu folgen, verliert sie aber aus den Augen, während Rachel allein im Flieger Richtung Griechenland sitzt.                                                                             |           |                               |                                        |                      |                                       |                     |                                                                        |
| 99 | 2         | Hilfe, die Babys kommen       | The One with All the Kissing           | 1. Okt. 1998         | 24. Nov. 2001                         | Gary Halvorson      | Wil Calhoun                                                            |
| Rachel kommt mit gemischten Gefühlen aus dem Urlaub zurück. Monica rät ihr weiterhin davon ab, dass sie Ross ihre Gefühle offenbart. Als Rachel jedoch auf den niedergeschlagenen Ross trifft, der gerade ein Paket mit zerschnittenen Rosen öffnet, die er im gesunden Zustand an Emily gesendet hatte, schießt sie ihr Date Dave ab und möchte Ross ihre Gefühle gestehen. Trotz Monicas Einspruch kommt es letztlich auch dazu, wobei Ross die Offenbarung relativ gut aufnimmt und sogar mit ihr gemeinsam lacht. Chandler und Monica nutzen weiterhin jede Minute zu zweit, werden jedoch beim flüchtigen Kuss erwischt. Chandler ergreift die Initiative und küsst auch Rachel und Phoebe, um von Monica abzulenken. Da Phoebe nicht mit in London war, wollen die Freunde als Ausgleich einen Ausflug nach Atlantic City machen, jedoch platzt kurz vor der Abreise Phoebes Fruchtblase. |           |                               |                                        |                      |                                       |                     |                                                                        |
| 100 | 3         | Hurra, die Drillinge sind da  | The One Hundredth                      | 8. Okt. 1998         | 1. Dez. 2001                          | Kevin S. Bright     | Marta Kauffman & David Crane                                           |
| Phoebe bringt einen Jungen und zwei Mädchen gesund zur Welt, es bleibt jedoch bei den Namen Frank Jr. Jr., Leslie und Chandler. Bei der Geburt verlief alles wie geplant, trotz eines zwischenzeitlichen Wechsels des medizinischen Personals. Rachel organisiert ein Doppeldate für sich und Monica, was diese jedoch schlussendlich abblockt, um mit Chandler exklusiv zu sein, was die anderen immer noch nicht wissen. Joey macht einige Videoaufnahmen als Erinnerung, bis er wegen Schmerzen untersucht wird. Er wird parallel zu der Geburt der Drillinge wegen Nierensteinen behandelt, wobei ihm Ross zur Seite steht. |           |                               |                                        |                      |                                       |                     |                                                                        |
| 101 | 4         | Harte Bedingung               | The One Where Phoebe Hates PBS         | 15. Okt. 1998        | 8. Dez. 2001                          | Shelley Jensen      | Michael Curtis                                                         |
| Emily und Ross schaffen es endlich direkten Kontakt miteinander aufzunehmen. Da Ross wegen seines Sohns Ben definitiv nicht nach London ziehen kann, stellt Emily eine Bedingung, damit sie nach New York kommt und mit Ross an der Beziehung arbeitet: er darf Rachel nicht mehr sehen. Ross ist hin- und hergerissen, stimmt aber schlussendlich zu. Monica und Chandler leben weiterhin ihre geheime Beziehung aus, samt kleinen Streitereien. Die anderen Freunde merken jedoch, dass zumindest Monica jemanden trifft. Joey nimmt im Live-TV Anrufe bei einer Spendenaktion entgegen. Phoebes Anruf zur Spende bringt ihn ins übertragene Bild, da ihre Spende zur Überschreitung der Spendensumme der letzten Aktion führt. |           |                               |                                        |                      |                                       |                     |                                                                        |
| 102 | 5         | Endlich allein!               | The One with the Kips                  | 29. Okt. 1998        | 15. Dez. 2001                         | Dana DeVally Piazza | Scott Silveri                                                          |
| Monica und Chandler sind das Versteckspiel leid und wollen ein Wochenende zu zweit verbringen. Sie behaupten gegenüber den anderen, dass sie jeweils beruflich alleine unterwegs sind. Das Wochenende läuft jedoch nicht so romantisch, nachdem Monica mehrmals das Zimmer wechseln möchte, während Chandler etwas Interessantes im TV gefunden hat. Chandler denkt, dass ihre Beziehung danach vorbei wäre, da er es nicht gewohnt ist, eine Beziehung nach einem einfachen Streit weiterzuführen. Monica überzeugt ihn aber, dass auch Streitigkeiten Teil einer Beziehung sind. Aus den Einzelaussagen der beiden erkennt Joey jedoch deren Partnerschaft und wird von ihnen zum Schweigen verpflichtet. Ross erzählt Rachel von Emilys Bedingung, was diese stark kränkt und verärgert. Jeder macht sich seine Gedanken über das Fortbestehen der Gruppe, da es in der Vergangenheit einen vergleichbaren Fall mit Chandlers ehemaligem Mitbewohner Kip gab. Dieser war nach einer misslungenen Beziehung mit Monica mehr und mehr ausgeschlossen worden, obwohl er vorher fester Bestandteil der Gruppe war. Um Rachels Angst davor zu reduzieren, teilt Ross ihr mit, dass nicht sie, sondern er sich freiwillig distanzieren wird. |           |                               |                                        |                      |                                       |                     |                                                                        |
| 103 | 6         | Ein Yeti im Keller            | The One with the Yeti                  | 5. Nov. 1998         | 22. Dez. 2001                         | Gary Halvorson      | Alexa Junge                                                            |
| Ross möchte Emily so weit wie möglich entgegenkommen, daher will er sowohl in ein neues Apartment ziehen als auch die neue Einrichtung zusammen mit ihr kaufen. Bei einem Abendessen mit den Freunden stellt er jedoch fest, dass es nicht ohne Rachel geht und die Freundschaft aller sechs untereinander leiden würde, wenn er Emilys Bedingung akzeptiert. Emily macht beim Telefonat jedoch klar, dass sie Ross in dem Fall nicht komplett vertrauen kann, daher hat ihre Ehe keine Zukunft. Phoebe bekommt von ihrer Mutter einen Mantel aus Fell geschenkt und befindet sich in einer Zwickmühle. Ihr gefällt der Mantel sehr gut und er ist angenehm zu tragen, jedoch findet sie den Tod von Tieren für Kleidungsstücke verwerflich. Letztlich gibt sie den Mantel ab. Monica und Rachel treffen im dunklen Keller auf einen Mann mit Bart und dichter Frisur, den sie daher irrtümlich für eine Art Yeti halten. Er stellt sich jedoch als der sprachgewandte Danny heraus, der Rachel nach seiner Rasur zu einem Essen ausführt. |           |                               |                                        |                      |                                       |                     |                                                                        |
| 104 | 7         | Keine Party ohne Rachel       | The One Where Ross Moves In            | 12. Nov. 1998        | 29. Dez. 2001                         | Gary Halvorson      | Perry Rein & Gigi McCreery                                             |
| Ross zieht auf der Suche nach einer neuen Wohnung für die Übergangszeit bei Joey und Chandler ein. Diese unterstützen ihn alsbald bei der Suche, um seine nervigen Angewohnheiten loszuwerden. Als sie ihn zu einem ziemlich kleinen Apartment überreden, welches direkt verfügbar ist, haben sie anschließend ein schlechtes Gewissen und reden am Telefon, als der Vermieter sie als Referenz anruft, ziemlich schlecht über Ross, damit er abgelehnt wird und sie sich somit nicht als schlechte Freunde fühlen müssen. Nach dem ersten Date von Rachel mit Danny ist weiter nichts passiert, obwohl sie sich häufiger im Hausflur treffen. Als Danny eine Party gibt und sie einlädt, sagt sie erst ab, um die Oberhand zu behalten, geht dann aber doch zur Feier. Das Restaurant, in dem Monica arbeitet, wird von einem peniblen Hygienekontrolleur namens Larry inspiziert, doch aufgrund ihrer Ordentlichkeit bekommt sie fast die volle Punktzahl. Phoebe findet seine Art und die Macht, dass er Lebensmittelgeschäfte schließen kann, wenn eine Gefahr für die Gesundheit vorliegt, anziehend und schafft es, dass er sie nach ihrer Nummer fragt. Als nach der anfänglichen Euphorie jedoch Orte geschlossen werden, die Phoebe mag und wo sie mit ihm essen war bzw. essen wollte, ärgert es sie doch etwas, insbesondere, als es um das Central Perk geht. |           |                               |                                        |                      |                                       |                     |                                                                        |
| 105 | 8         | Fatales Geständnis            | The One with All the Thanksgivings     | 19. Nov. 1998        | 5. Jan. 2002                          | Kevin S. Bright     | Gregory S. Malins                                                      |
| Nach einem füllenden Essen zu Thanksgiving werden alte Geschichten des Festes ausgekramt. Chandler gibt wie jedes Jahr zum Besten, dass er von der Trennung seiner Eltern und der Homosexualität sowie dem Fremdgehen seines Vaters an diesem Tag erfuhr. Phoebe erzählt von ihren früheren Inkarnationen, welche Thanksgiving im Lazarett verbrachten und dort jeweils einen Arm verloren. Bei zwei aufeinander folgenden Geschichte wird erst vom ersten Treffen von Monica und Chandler bei ihren Eltern erzählt, bei dem Chandler Monica als fett bezeichnet hat. Zum zweiten Treffen der beiden hat Monica stark abgenommen, was Chandler anziehend fand. Als Monica sich krampfhaft bemüht, verführerisch zu wirken, fällt ein Messer zu Boden und trennt die Spitze eines Zehs von Chandler ab. Bei beiden Geschichten sucht Ross vergeblich nach Rachels Aufmerksamkeit. Joey berichtet von dem Tag, an dem er den Kopf in den Truthahn gesteckt hat, um Chandler zu erschrecken. In der Gegenwart wiederholt Monica dieses Experiment für Chandler, der daraufhin zum ersten Mal „Ich liebe dich“ sagt. |           |                               |                                        |                      |                                       |                     |                                                                        |
| 106 | 9         | Wer mit wem?                  | The One with Ross’s Sandwich           | 10. Dez. 1998        | 12. Jan. 2002                         | Gary Halvorson      | Andrew Reich & Ted Cohen                                               |
| Joeys Ansehen leidet unter der Heimlichtuerei von Monica und Chandler, da er für viele Dinge eine Erklärung finden muss, um die beiden aus der Schusslinie zu halten. Dies geht so lange gut, bis ein Nacktbild von Monica in Rachels Finger gerät. Die neue Ausrede ist, dass Monica und Joey eine einmalige Sache in London hatten und sie seitdem eine zweite Runde mit ihm will. Nun ist es Monicas Ansehen, welches leidet. Phoebe belegt einen Kurs im Bereich Literatur, um sich zu bilden, da sie nie auf einer Highschool war. Damit sie nicht alleine ist, begleitet Rachel sie. Da diese den Unterricht nicht ernst nimmt, wechselt sie mit Monica, welche den Unterricht wiederum zu ernst nimmt. Phoebe ist mit beiden nicht glücklich. Auf der Arbeit hat Ross’ Vorgesetzter sein Sandwich gegessen, was zu einem Wutausbruch seinerseits führt, sodass er von der Arbeit freigestellt wird und einen Therapeuten besucht. |           |                               |                                        |                      |                                       |                     |                                                                        |
| 107 | 10        | Feuerball                     | The One with the Inappropriate Sister  | 17. Dez. 1998        | 19. Jan. 2002                         | Dana DeVally Piazza | Shana Goldberg-Meehan                                                  |
| Nach einem Date mit Danny lernt Rachel in seiner Wohnung seine Schwester kennen. Das enge Verhalten der Geschwister empfindet sie jedoch als deplatziert und beendet die Sache mit ihm. Phoebe sammelt in der Vorweihnachtszeit Spenden für Bedürftige. Nachdem ihr Spendeneimer jedoch unter anderem als Mülleimer missbraucht wird, ist sie im Kontakt mit den Leuten weit weniger freundlich. Daher muss sie das Sammeln an dieser Stelle bald einstellen. Ross ist langweilig, daher möchte er Joey mit einem Zeitplan für das Schreiben eines Stücks unterstützen. Joey kommt mit dieser Disziplin jedoch nicht gut zurecht und erfindet stattdessen mit Chandler das Spiel Feuerball. |           |                               |                                        |                      |                                       |                     |                                                                        |
| 108 | 11        | Die guten Vorsätze            | The One with All the Resolutions       | 7. Jan. 1999         | 22. Jan. 2002                         | Joe Regalbuto       | Schauspiel: Suzie Villandry Handlung: Brian Boyle                      |
| Zum neuen Jahr küssen die Freunde untereinander, da offiziell keiner von ihnen ein Date hat. Ross verwirklicht seinen guten Vorsatz, dass er jeden Tag etwas Neues ausprobieren möchte, und kauft sich eine Lederhose. Bei einem Date am Abend stellt sich das als großer Fehler heraus, als er sie nach dem Ausziehen im Bad nicht wieder anziehen kann. Chandler versucht sich an der Wette, dass er eine Woche lang keine Witze über die Freunde macht, und scheitert. Phoebe möchte Joey beibringen, wie man Gitarre spielt, doch auch das scheitert. Rachel versucht sich an weniger Tratsch. Als sie jedoch durch Zufall von der Sache mit Chandler und Monica erfährt, tratscht sie mit Joey. |           |                               |                                        |                      |                                       |                     |                                                                        |
| 109 | 12        | Das Arbeitslachen             | The One with Chandler’s Work Laugh     | 21. Jan. 1999        | 23. Jan. 2002                         | Kevin S. Bright     | Alicia Sky Varinaitis                                                  |
| Rachel möchte von Joey Einzelheiten zur Beziehung von Monica und Chandler hören, doch da dieser recht wortkarg ist, versucht Rachel Monica dazu zu bekommen, dass diese ihr von der Beziehung erzählt, ohne dabei durchblicken zu lassen, dass sie von der Beziehung weiß. Monica begleitet Chandler nun häufiger zu Treffen mit dessen Arbeitskollegen, da sie sich dort als Pärchen nicht verstecken müssen. Allerdings geht ihr Chandlers Art, die sich in diesem Umfeld von seiner sonstigen Art unterscheidet, auf die Nerven. Ross erfährt von der geplanten Hochzeit von Emily und sucht Trost in den Armen von Janice, die ihn jedoch wegen seines andauernden Jammerns schließlich abserviert. |           |                               |                                        |                      |                                       |                     |                                                                        |
| 110 | 13        | Die beste Massage der Welt    | The One with Joey’s Bag                | 4. Feb. 1999         | 24. Jan. 2002                         | Gail Mancuso        | Schauspiel: Seth Kurland Handlung: Michael Curtis                      |
| Phoebes Großmutter stirbt und Phoebe organisiert die Beerdigung, da ihre Schwester Ursula kein Interesse daran hat. Sie trifft dort zufällig zum ersten Mal auf ihren Vater und gibt sich als jemand anderes aus, um ihn nicht zu verscheuchen. Bei einem gemeinsamen Kaffee offenbart sie sich ihm, nachdem er vom Tod seiner Exfrau Lily erfahren hat. Joey wird modisch von Rachel beraten. Die Handtasche, welche er bei seiner nächsten Aufführung dabei hat, kommt allerdings nicht gut an. Monica muss herausfinden, dass sie belogen wurde und keiner der Freunde ihre Massagen mag. |           |                               |                                        |                      |                                       |                     |                                                                        |
| 111 | 14        | Das kollektive Geheimnis      | The One Where Everybody Finds Out      | 11. Feb. 1999        | 25. Jan. 2002                         | Michael Lembeck     | Alexa Junge                                                            |
| Auf der anderen Straßenseite von Monicas Apartment wird eine Wohnung frei, auf die sich Ross bewirbt. Phoebe sieht von dort aus Chandler und Monica in ihrer Wohnung beim Sex. Phoebe und Rachel wollen sich einen Spaß mit den beiden erlauben, da diese nicht wissen, dass sie wiederum über sie Bescheid wissen. Nach den ersten Späßen finden diese es jedoch heraus und drehen den Spieß um. Das geht so lange hin und her, bis es zum Kuss von Phoebe und Chandler kommt. Erst danach hören die Spielereien auf. In der letzten Szene beobachtet auch Ross von seiner neuen Wohnung aus Monica und Chandler. |           |                               |                                        |                      |                                       |                     |                                                                        |
| 112 | 15        | Mädchenprügel                 | The One with the Girl Who Hits Joey    | 18. Feb. 1999        | 28. Jan. 2002                         | Kevin S. Bright     | Adam Chase                                                             |
| Chandlers und Monicas Beziehung ist nun offiziell und wird von allen befürwortet, da die beiden sich lieben. Resultierende Witze bezüglich Hochzeit und Kindern nimmt Chandler jedoch schlecht auf, da er gewisse Bindungsängste hat. Seine daraufhin unangebrachte Reaktion gegenüber Monica will er wieder in Ordnung bringen, indem er ihr einen Antrag macht. Monica lehnt diesen ab, da er aus den falschen Gründen gemacht wird, bleibt aber mit Chandler zusammen. Ross bezieht seine Wohnung und lernt Steve kennen, der ihn stellvertretend für viele im Gebäude willkommen heißt. Da Steve gleichzeitig für einen langjährigen Bewohner, der bald auszieht, Geld sammelt, Ross aber keines geben möchte, da er gerade erst eingezogen ist, ist er bei Steve und vielen anderen Bewohnern unten durch. Auch eine Party und Phoebes Unterstützung helfen nicht weiter. Joeys aktuelle Freundin Katie boxt anderen gerne freundschaftlich auf die Schulter. Entsprechende Kommentare, dass dies weh tut, nimmt sie nicht ernst, da sie sich aufgrund ihrer geringen Körpergröße dabei auf den Arm genommen fühlt. Rachel hilft Joey, die Beziehung mit Katie zu beenden. |           |                               |                                        |                      |                                       |                     |                                                                        |
| 113 | 16        | Verdeckte Ermittlung          | The One with the Cop                   | 25. Feb. 1999        | 29. Jan. 2002                         | Andrew Tsao         | Schauspiel: Gigi McCreery & Perry Rein Handlung: Alicia Sky Varinaitis |
| Phoebe findet zufällig die Dienstplakette eines Polizisten. Anstatt diese zurückzugeben, nutzt sie diese, um einigen Leuten in den Straßen deren Fehlverhalten mit einer gewissen Autorität aufzuzeigen. Dies tut sie auch bei einem vermeintlichen Falschparker, der sich jedoch als der eigentliche Besitzer der Plakette offenbart. Phoebe lässt die Plakette fallen und flüchtet, wird jedoch vom Polizisten aufgrund ihrer Fingerabdrücke und ihrer polizeibekannten Vorgeschichte aufgespürt. Der Polizist Gary nimmt sie jedoch nicht fest, sondern bittet sie stattdessen um ein Date. Joey hat Sehnsucht nach einer intimen Beziehung, wie Monica und Chandler sie führen. Nach dem Ratschlag, sich erst mit einer Frau anzufreunden und dann mit ihr zu schlafen, versucht Joey es zunächst bei Rachel, die ihn jedoch abblitzen lässt. Einer unbekannten Frau gefällt Joeys Ansatz jedoch so sehr, dass sie ihn mit in ihre Wohnung nimmt, wo die beiden mit der Mitbewohnerin einen Dreier haben. Ross kauft eine neue Couch, transportiert diese jedoch wegen der hohen Kosten eigenständig mit Rachel und Chandler zur Wohnung, wobei die Couch leider zu Bruch geht. |           |                               |                                        |                      |                                       |                     |                                                                        |
| 114 | 17        | Belästigung am Arbeitsplatz   | The One with Rachel’s Inadvertent Kiss | 18. März 1999        | 30. Jan. 2002                         | Shelley Jensen      | Andrew Reich & Ted Cohen                                               |
| Rachel hat ein Interview für einen Job bei Ralph Lauren. In ihrer Aufregung missinterpretiert sie eine Geste ihres Gegenüber und küsst ihn auf die Wange. Auch beim zweiten Interview gibt es Missverständnisse, die jedoch bei einer offenen Aussprache geklärt werden, sodass Rachel tatsächlich den Job bekommt. Phoebe und Gary verstehen sich in der Anfangsphase ihrer Beziehung sehr gut. So gut, dass Monica es als Herausforderung ansieht, mit Chandler ein noch leidenschaftlicheres Paar abzugeben. Es dreht sich quasi alles um Sex, bis Chandler Monica erklärt, dass ihn noch mehr beeindruckt, dass er und sie auch nach der leidenschaftlichen Anfangsphase einer jeden Beziehung immer noch zusammen sind. Während Ross am Fenster seiner Wohnung Faxen macht, schaut Joey zufällig von ihm weg und entdeckt in einer anderen Wohnung von Ross’ Gebäude eine hübsche Frau. Er versucht ihre Wohnung zu finden, klopft aber andauernd an falschen Türen. Ross weiß davon nichts und trifft dieselbe Frau beim Abholen der Post, wo sie ihm ihre Nummer gibt. |           |                               |                                        |                      |                                       |                     |                                                                        |
| 115 | 18        | Rauchende Köpfe               | The One Where Rachel Smokes            | 8. Apr. 1999         | 31. Jan. 2002                         | Todd Holland        | Michael Curtis                                                         |
| Ross’ Sohn Ben wird im Park angesprochen, ob er nicht eine Rolle in einem Werbespot spielen möchte. Auf gut Glück kommt auch Joey mit zur Auswahl, da ebenfalls ein erwachsener Schauspieler für den Spot benötigt wird. In der finalen Auswahl muss die Entscheidung aber zwischen Ben mit einem anderen Mann und Joey mit einem anderen Kind fallen, wobei die Entscheidung gegen letztere fällt. Rachel stellt in ihrem neuen Job fest, dass ihre Vorgesetzte Kim und ihre Kollegin Nancy die meisten wichtigen Entscheidungen in der Raucherpause treffen. Rachel ist daher unentschlossen, spricht sich gegen das Rauchen aus und raucht aber auch selbst. Monica und Phoebe möchten eine Party schmeißen, haben allerdings keinen Anlass. Daher wollen sie eine Überraschungsparty zu Rachels Geburtstag organisieren, wobei das überraschende Element der Termin ist: einen Monat vor ihrem Geburtstag. Nachdem Monica die wesentlichen Aspekte der Organisation an sich zieht, wird Phoebe in ihrem Bereich der Organisation sehr kreativ. |           |                               |                                        |                      |                                       |                     |                                                                        |
| 116 | 19        | Der Flirtweltmeister          | The One Where Ross Can’t Flirt         | 22. Apr. 1999        | 4. Feb. 2002                          | Gail Mancuso        | Doty Abrams                                                            |
| Joey spielt in einer Szene von Law & Order mit. Zur Erstausstrahlung sind alle Freunde und zudem seine Großmutter versammelt. Sie müssen jedoch feststellen, dass seine Szene dem Schnitt zum Opfer gefallen ist, daher stellt Joey kurzerhand eine eigene Szene auf Videokassette nach, ohne dass seine Großmutter etwas mitbekommt, damit sie weiterhin stolz auf ihn ist. Ross versucht mit der Pizza-Lieferantin, welche ein wenig mit Chandler flirtet, seinerseits zu flirten, scheitert jedoch. Rachel hilft ihm aus und besorgt die Telefonnummer der Frau. Chandler und Monica unterhalten sich an ihrem Jubiläum über zulässiges Flirten sowie über die Ohrringe von Monica, welche Chandler über Ross für sie besorgt hat, Rachel aber über Phoebe bekommen und verloren hat. |           |                               |                                        |                      |                                       |                     |                                                                        |
| 117 | 20        | Die Hilfspolizisten           | The One with the Ride-Along            | 29. Apr. 1999        | 5. Feb. 2002                          | Gary Halvorson      | Shana Goldberg-Meehan & Seth Kurland                                   |
| Chandler, Joey und Ross begleiten Gary auf einer Streife. Dabei verwechseln sie den Knall eines Autos mit einem Schuss, sodass Joey sich über Ross wirft und dieser von einer Nahtoderfahrung spricht. Joey wollte aber gar nicht ihn, sondern nur sein Sandwich retten. Um Chandler zu zeigen, dass dieser ihm ebenfalls viel bedeutet, lässt er ihn sogar einmal davon abbeißen. Emily hinterlässt in der Nacht vor ihrer erneuten Hochzeit eine Nachricht auf Ross’ AB und bittet um Rückruf, wovon Rachel ihm jedoch abrät. |           |                               |                                        |                      |                                       |                     |                                                                        |
| 118 | 21        | Immer am Ball                 | The One with the Ball                  | 6. Mai 1999          | 6. Feb. 2002                          | Gary Halvorson      | Schauspiel: Gregory S. Malins Handlung: Scott Silveri                  |
| Gary möchte mit Phoebe zusammenziehen, sie hat jedoch Bedenken. Da aber weder ein Gespräch von Chandler und Gary noch das Hinauszögern der Wohnungssuche erfolgreich sind, zieht Phoebe mit Gary zusammen, um ihn nicht zu verletzen. Als Gary eines Morgens jedoch einen Vogel abschießt, trennt sich Phoebe sofort von ihm. Rachel kauft eine Sphynx-Katze, da ihre Großmutter früher eine hatte. Da die Katze aber nur kratzt und faucht und bei den anderen Freunden sowieso nicht gut ankommt, möchte Rachel die Katze wieder verkaufen. Da sie sonst keiner nimmt, erbarmt sich Gunther und kauft sie. Ross und Joey werfen einen Ball hin und her. Monica und Chandler steigen in das Spiel ein, um einen persönlichen zeitlichen Rekord im Ballwerfen aufzustellen. |           |                               |                                        |                      |                                       |                     |                                                                        |
| 119 | 22        | Die Hauptrolle                | The One with Joey’s Big Break          | 13. Mai 1999         | 7. Feb. 2002                          | Gary Halvorson      | Schauspiel: Wil Calhoun Handlung: Shana Goldberg-Meehan                |
| Rachel ist sehr empfindlich, wenn es um Augen und das Berühren dieser geht. Unglücklicherweise hat sie ein Glaukom, daher geht sie auf Monicas Drängen zum Augenarzt und muss Augentropfen nehmen. Da sie sich selber dazu nicht überwinden kann, halten ihre Freunde sie fest. Joey bekommt die Hauptrolle in einem Film, welcher in der Wüste bei Las Vegas gedreht werden soll. Auf dem Weg dorthin begleitet ihn Chandler. Als dieser allerdings zugibt, dass er nicht an einen großen Durchbruch für Joey durch diesen Film glaubt, wirft Joey in aus dem Wagen. Am Filmset angekommen muss Joey jedoch feststellen, dass der Dreh aus finanziellen Gründen verschoben wurde, sodass er nach einem Gelegenheitsjob sucht, um seinen Freunden die Blamage nicht gestehen zu müssen. |           |                               |                                        |                      |                                       |                     |                                                                        |
| 120 | 23        | Glück in Las Vegas – Teil 1   | The One in Vegas (Part 1)              | 20. Mai 1999         | 8. Feb. 2002                          | Kevin S. Bright     | Andrew Reich & Ted Cohen                                               |
| Joey arbeitet in einem Casino in Las Vegas, was ihm jedoch peinlich ist. Daher verzeiht er Chandler am Telefon, damit dieser ihn nicht persönlich besucht. Monica hat jedoch Tickets für ein Wochenende in Las Vegas als Geschenk für Chandler organisiert, um mit ihm dort ihr erstes Jahr als Paar zu feiern. Phoebe lädt sich selbst ein, um als Ausgleich zu London auch auf einer Reise dabei zu sein. Auf dem Flug gesteht Monica Chandler, dass sie ihm ein Treffen mit ihrem Exfreund Richard verschwiegen hat, woraus ein Streit erwächst. In Las Vegas angekommen, schämt sich Joey vor seinen Freunden. Seine Laune bessert sich, als er auf einen Mann mit Händen trifft, die Joeys ähnlich sind. Rachel und Ross wollen aus beruflichen Gründen erst später anreisen. Rachel genießt daher den alleinigen Abend in der Wohnung, indem sie alle Aktivitäten nackt macht. Sie vergisst Ross in der Wohnung gegenüber, welcher von ihr abgelenkt wird und sie schließlich in der Annahme besucht, dass sie die Nacht mit ihm verbringen möchte. In Anlehnung an das Missverständnis versuchen beide, sich während des Flugs in peinliche Situationen zu bringen. |           |                               |                                        |                      |                                       |                     |                                                                        |
| 121 | 24        | Glück in Las Vegas – Teil 2   | The One in Vegas (Part 2)              | 20. Mai 1999         | 12. Feb. 2002                         | Kevin S. Bright     | Gregory S. Malins & Scott Silveri                                      |
| Ross hat Rachel im Flugzeug mit einem Stift einen Bart ins Gesicht gemalt, während diese schlief. Ungünstigerweise lässt sich die Farbe nicht abwaschen, weshalb Rachel sauer auf Ross ist. Er bemüht sich, ihr Wohlwollen mit Spielen, Alkohol und Geld wiederzubekommen. Als Black Jack mit falschen Regeln auf dem Zimmer zu langweilig wird, machen sich die beiden auf in die Stadt. Phoebe gerät in einen Streit mit einer Frau, welche immer die Glücksspielautomaten aufsucht, welche schon relativ lange keinen Gewinn mehr ausgeschüttet haben, und dadurch ihre Gewinnchance erhöht. Leider wird Phoebe des Casinos verwiesen. Auch Joey fliegt raus, da er seinen „Handzwilling“ verfolgt und sich dieser belästigt fühlt. Monica und Chandler haben sich vertragen und probieren ihr Glück beim Spiel. Das funktioniert so gut, dass sie auch persönliche Sachen an den Wetteinsatz knüpfen, bis hin zu einem Heiratsantrag. Als die beiden jedoch in die Kapelle eilen, um sich trauen zu lassen, wird diese gerade von den betrunkenen Ross und Rachel verlassen. |           |                               |                                        |                      |                                       |                     |                                                                        |

## Staffel 6
| Nr. (ges.) | Nr. (St.) | Deutscher Titel            | Originaltitel                            | Erstausstrahlung USA | Deutschsprachige Erstausstrahlung (D) | Regie           | Drehbuch                                                                    |
| --- | --------- | -------------------------- | ---------------------------------------- | -------------------- | ------------------------------------- | --------------- | --------------------------------------------------------------------------- |
| 122 | 1         | Das Zeichen                | The One After Vegas                      | 23. Sep. 1999        | 13. Feb. 2002                         | Kevin S. Bright | Adam Chase                                                                  |
| Ross und Rachel wird am nächsten Morgen langsam bewusst, was sie in der letzten Nacht getan haben. Sie sind sich anfangs einig, dass sie die Eheschließung annullieren wollen. Ross erzählt Rachel jedoch nicht, dass er die Ehe heimlich nicht annulliert hat. Phoebe begleitet Joey im Taxi ihrer Großmutter zurück nach New York, während die Anderen den Flieger nehmen. Sie geraten in einen Streit, wer fahren muss und wer schlafen darf. Daher nimmt Joey einen Tramper als Fahrer auf, damit er heimlich ebenfalls schlafen kann. Monica und Chandler entscheiden sich, nachdem sie nicht geheiratet haben, ihre Beziehung langsam voranzubringen und wollen zunächst zusammenziehen. Als bei der freudigen Aktion der Schlüssel in der geschlossenen Tür abbricht, bricht Joey diese kurzerhand aus den Angeln. |           |                            |                                          |                      |                                       |                 |                                                                             |
| 123 | 2         | Wer liebt wen?             | The One Where Ross Hugs Rachel           | 30. Sep. 1999        | 14. Feb. 2002                         | Gail Mancuso    | Shana Goldberg-Meehan                                                       |
| Monica und Chandler erzählen Rachel und Joey, dass sie zusammenziehen. Joey nimmt die Nachricht schlecht auf und Chandler versichert ihm, dass ihre Freundschaft nicht beeinträchtigt wird. Andererseits nimmt Rachel die Nachricht überraschend gut auf, aber nur, weil sie nicht merkt, dass sie ausziehen muss, wenn Chandler einzieht. Als Monica schließlich die Situation erklärt, ist Rachel verstört und sucht Trost bei Ross. Phoebe glaubt, dass Ross Rachel immer noch liebt, weil er die Annullierung nicht vorantreibt. Als Ross Rachel umarmt, um sie zu trösten, ist dies für Phoebe Beweis genug dafür. |           |                            |                                          |                      |                                       |                 |                                                                             |
| 124 | 3         | Zimmer gesucht             | The One with Ross’s Denial               | 7. Okt. 1999         | 15. Feb. 2002                         | Gary Halvorson  | Seth Kurland                                                                |
| Ross versucht zu leugnen, dass er immer noch Gefühle für Rachel hat. Vor diesem Hintergrund bietet er Rachel an bei ihm zu wohnen. Monica und Chandler suchen nach einer Idee, wofür sie das Gästezimmer nutzen könnten. Chandler möchte ein Spielzimmer einrichten, was Monica rundweg ablehnt. Dadurch geraten die beiden in einen Streit und Chandler befürchtet, dass es immer noch nur ihre Wohnung ist. In der Zwischenzeit hat Joey Probleme, einen neuen Mitbewohner zu finden. |           |                            |                                          |                      |                                       |                 |                                                                             |
| 125 | 4         | Prof. Dr. Geller           | The One Where Joey Loses His Insurance   | 14. Okt. 1999        | 18. Feb. 2002                         | Gary Halvorson  | Andrew Reich & Ted Cohen                                                    |
| Joeys Krankenversicherung ist verfallen, weil er schon lange keine Rolle mehr spielen konnte. Ausgerechnet jetzt erleidet er einen Leistenbruch. Da er sich die Behandlung nicht leisten kann und das Geld nicht von Chandler ausleihen möchte, übernimmt er eine Rolle, damit er seine Versicherung erneuern kann. Dabei hilft der Leistenbruch bei einem zuvor nicht kooperativen Kinderstar. Ross erhält eine Professur an der New York University, hat aber Hemmungen vor den Studenten zu sprechen. Als Rachel in der Wohnung von Ross am Auspacken ist, ruft sein Anwalt an. Dadurch erfährt sie, dass sie immer noch verheiratet sind. Sie eilt sofort an die Uni und blamiert Ross noch mehr. |           |                            |                                          |                      |                                       |                 |                                                                             |
| 126 | 5         | Der Traum vom Porsche      | The One with Joey’s Porsche              | 21. Okt. 1999        | 19. Feb. 2002                         | Gary Halvorson  | Perry Rein & Gigi McCreery                                                  |
| Rachel zwingt Ross, die Annullierung der Ehe zu erwirken, aber Ross ist nicht dazu bereit, da er sich nicht zum dritten Mal scheiden lassen möchte. Rachel füllt als Vergeltung das Formular aus, in welchem sie Ross als schwul, psychisch instabil und drogenabhängig darstellt, was dazu führt, dass die Richterin (Conchata Ferrell) die Annullierung ablehnt. Der einzige Weg ist nun die Scheidung. Beim Ausfüllen der entsprechenden Dokumente gesteht Rachel Ross, dass das Heiraten ursprünglich ihre Idee war. Joey gibt vor, einen Porsche zu besitzen, da jemand die Schlüssel im Central Perk liegengelassen hat. Er freut sich über den veränderten Umgangston von Passanten ihm gegenüber. Phoebe muss die Drillinge hüten und bittet Monica und Chandler um Hilfe, aber Chandler verschluckt eine Spielzeugpistole und muss ins Krankenhaus gebracht werden. Phoebe ist alleine überfordert und richtet währenddessen in Monicas Wohnung ein Chaos an. |           |                            |                                          |                      |                                       |                 |                                                                             |
| 127 | 6         | Der letzte Abend           | The One on the Last Night                | 4. Nov. 1999         | 20. Feb. 2002                         | David Schwimmer | Scott Silveri                                                               |
| Es ist die letzte Nacht, bevor Chandler bei Monica einzieht, während Rachel bei Phoebe einziehen soll. Als Chandler versucht, Joey Geld zu geben, um die Miete und Nebenkosten zu bezahlen, Joey sich aber weigert dieses anzunehmen, erfindet Chandler ein falsches Spiel und ‚verliert‘ das Geld an Joey. Joey spielt euphorisch mit Ross dasselbe Spiel und verliert alles wieder. Nachdem sie herausgefunden haben, dass Rachel nicht gepackt hat, sind Monica und Phoebe einverstanden, ihr beim Packen zu helfen. Als Rachel und Monica jedoch anfangen, emotional zu werden, schlägt Phoebe vor, dass sie über die Dinge nachdenken, die sie aneinander nicht mögen. Aber dieser Plan schlägt fehl, als die beiden dabei zu streiten beginnen. |           |                            |                                          |                      |                                       |                 |                                                                             |
| 128 | 7         | Flirt-Verbot               | The One Where Phoebe Runs                | 11. Nov. 1999        | 21. Feb. 2002                         | Gary Halvorson  | Sherry Bilsing-Graham & Ellen Plummer                                       |
| Rachel ist bei Phoebe eingezogen und sie gehen zusammen joggen. Dabei ist Rachel peinlich berührt von Phoebes eigenartigem Laufstil und versucht, sie bei ihrem morgendlichen Joggen durch den Central Park zu meiden. Joey hat eine neue Mitbewohnerin gefunden, die Tänzerin Janine (Elle Macpherson). Er verliebt sich sofort in sie, unterdrückt aber seine Gefühle, bis er merkt, dass Janine kein Interesse an ihm hat. Chandler will Monica beeindrucken, indem er die Wohnung putzt, vergisst aber den exakten vorherigen Standpunkt der umgeräumten Möbel und Deko. Ross warnt ihn davor, was dies für Folgen haben kann, da Monica diesbezüglich sehr penibel ist. |           |                            |                                          |                      |                                       |                 |                                                                             |
| 129 | 8         | Ein strahlender Eindruck   | The One with Ross’s Teeth                | 18. Nov. 1999        | 22. Feb. 2002                         | Gary Halvorson  | Schauspiel: Perry Rein & Gigi McCreery Handlung: Andrew Reich & Ted Cohen   |
| Ross geht zu weit, weil er versucht, sein Date zu beeindrucken, indem er seine Zähne bleicht. Doch dann schämt er sich dafür. Phoebe besucht Rachel bei Ralph Lauren, um Fotokopien zu machen. Sie erzählt ihr, dass sie Ralph Lauren im Kopierraum geküsst hat. Doch es stellt sich heraus, dass es der Kopierjunge war, was Rachel in Schwierigkeiten mit ihrer Chefin bringt. Joey greift einige weibliche Vorlieben von seiner neuen Mitbewohnerin Janine auf, was Chandler beunruhigt. Joey gibt Chandler zuliebe vor, etwas dagegen zu unternehmen. |           |                            |                                          |                      |                                       |                 |                                                                             |
| 130 | 9         | Jugendsünden               | The One Where Ross Got High              | 25. Nov. 1999        | 26. Feb. 2002                         | Kevin S. Bright | Gregory S. Malins                                                           |
| Monica hat ihre Eltern zu Thanksgiving eingeladen. Sie bittet Chandler nicht zu erwähnen, dass sie nun zusammen wohnen und eine Beziehung führen, da ihre Eltern nicht gut auf ihn zu sprechen sind. Chandler will wissen, woher die Abneigung eigentlich kommt. Es stellt sich heraus, dass Ross daran schuld ist, weil er während der Collegezeit Pot geraucht hatte und Chandler die Schuld für den Geruch in seinem Zimmer gab, als ihn seine Eltern beinahe erwischten. Rachel versucht, ein Dessert zuzubereiten, aber da die Seiten des Rezeptbuchs zusammengeklebt sind, macht sie einen Trifle mit einer Schicht Hackfleisch. Da der Fehler nicht auffliegen soll, erklärt Joey allen, wie sie sich wie ein Schauspieler verhalten. Phoebe hat davon geträumt in Jack Geller verliebt zu sein, doch im nächsten Traum erwischt sie ihn mit einer Anderen. Joey und Ross versuchen, das Thanksgiving-Essen schnell zu verlassen, da sie von Janine eingeladen wurden, um mit ihr und ihren Tanzfreundinnen zu feiern.                                                      |           |                            |                                          |                      |                                       |                 |                                                                             |
| 131 | 10        | Die alte Nummer            | The One with the Routine                 | 16. Dez. 1999        | 27. Feb. 2002                         | Kevin S. Bright | Brian Boyle                                                                 |
| Janine hat eine Einladung erhalten, um bei „Dick Clarks Neujahrs-Rockin’ Eve“ teilzunehmen und fragt Joey, Ross und Monica, ob sie mitkommen möchten. Während Joey versucht, um Mitternacht Janine zu küssen, wollen Monica und Ross unbedingt immer vor der Kamera erscheinen. Sie scheuen keine Mittel und führen sogar einen alten Tanz aus der Schule auf. In der Zwischenzeit wollen Phoebe und Rachel nach Monicas Weihnachtsgeschenken suchen. Sie stiften Chandler an, ihnen zu helfen, damit sie ihr im Gegenzug etwas Passendes kaufen können. |           |                            |                                          |                      |                                       |                 |                                                                             |
| 132 | 11        | Lautes Blabla              | The One with the Apothecary Table        | 6. Jan. 2000         | 28. Feb. 2002                         | Kevin S. Bright | Schauspiel: Brian Boyle Handlung: Zachary Rosenblatt                        |
| Janine und Joey haben sich doch noch geküsst und sind nun ein Paar. Als sie eines Abends nach dem Essen mit Monica und Chandler nach Hause kommen, beklagt sie sich darüber, dass sie Chandler nicht mag, weil er nur ‚bla bla‘ erzählt, und Monica, weil sie eine laute Stimme hat. Für Joey bemühen sich die drei trotzdem miteinander klarzukommen. Monica und Janine geraten trotzdem aneinander, sodass Joey sich zwischen ihnen entscheiden muss. Da ihm die Freunde wichtiger sind als seine junge Beziehung, trennt er sich von Janine und sie zieht aus. Währenddessen kauft Rachel einen Apothekertisch bei dem Geschäft Pottery Barn, welches Phoebe aufgrund der in Massenproduktion hergestellten Objekte hasst. Daher gibt Rachel vor, ihn auf einem Flohmarkt gekauft zu haben. Ihre Lüge wird aufgedeckt, da Ross den gleichen Tisch gekauft hat und Phoebe diesen sieht, als sie mit den beiden einen Filmabend in Ross’ Wohnung veranstaltet. |           |                            |                                          |                      |                                       |                 |                                                                             |
| 133 | 12        | Der Playboy-Witz           | The One with the Joke                    | 13. Jan. 2000        | 1. März 2002                          | Gary Halvorson  | Schauspiel: Andrew Reich & Ted Cohen Handlung: Shana Goldberg-Meehan        |
| Chandler ist verärgert, als Ross behauptet, dass der Witz, den er dem Playboy eingeschickt hat und nun gedruckt wurde, von ihm ist. Beide beharren darauf, den Witz erfunden zu haben, bis Monica sie anherrscht und die Diskussion für beendet erklärt. Währenddessen nimmt Joey aus der finanziellen Not heraus einen Job als Kellner im Central Perk an. Er wird aber von Gunther wieder entlassen, als Joey den Laden schließt, um zu einem Vorsprechen zu gehen. Rachel fühlt sich dazu veranlasst, sich bei Gunther für ihn einzusetzen, womit sie Erfolg hat. Phoebe sagt, sie würde Rachel als Freundin vor Monica wählen, weil Monica anstrengend ist, aber auch, weil Rachel leicht zu beeinflussen ist. Dies führt logischerweise zu Spannungen zwischen den Frauen. |           |                            |                                          |                      |                                       |                 |                                                                             |
| 134 | 13        | Schwestern                 | The One with Rachel’s Sister             | 3. Feb. 2000         | 4. März 2002                          | Gary Halvorson  | Schauspiel: Sherry Bilsing-Graham & Ellen Plummer Handlung: Seth Kurland    |
| Joey nutzt seine Position als Kellner, um allen hübschen Kundinnen im Central Perk den Kaffee oder einen Muffin zu spendieren, gerät aber schnell in Schwierigkeiten mit Gunther. Diesen interessiert es nicht, dass Joey auf diese Art mehr Dates denn je bekommt. Monica ist krank und will es nicht zugeben. Zum Beweis ihrer Gesundheit versucht sie dauernd Chandler zu verführen, der dies jedoch abstoßend findet. Mit einer List bekommt sie ihn aber doch noch rum. Rachels Schwester Jill (Reese Witherspoon) taucht auf, weil ihr Vater sie finanziell kalt gestellt hat. Sie soll versuchen alleine klarzukommen. Phoebe hat den Eindruck, dass es zwischen Jill und Ross gefunkt hat und erzählt es Rachel. Sie versucht daraufhin vergeblich ein Date zwischen den beiden zu verhindern. |           |                            |                                          |                      |                                       |                 |                                                                             |
| 135 | 14        | Echte Männer weinen nicht  | The One Where Chandler Can’t Cry         | 10. Feb. 2000        | 5. März 2002                          | Kevin S. Bright | Andrew Reich & Ted Cohen                                                    |
| Nachdem sich Jill mit Ross getroffen hat, will Rachel alle Details von ihr wissen. Da sie nicht damit klar kommt, verbietet sie Ross, sich weiterhin mit ihr zu treffen. Jill sieht darin eine Herausforderung und versucht Ross zu verführen. Rachel trifft dies mehr, als sie zugeben will. Chandler gibt zu, dass ihn nicht viel zum Weinen bringt, was dazu führt, dass seine Freunde alles versuchen, um ihn dazu zu bringen. Ein Gast im Central Perk (Larry Joe Campbell) spricht Phoebe für ein Autogramm an, weil er ein großer Fan von ihr ist. Später erzählt er Joey, dass er alle ihre Pornofilme gesehen hat. Joey geht in die Videothek, um einen Film mit Phoebe auszuleihen. Als die Freunde sich den Film ansehen, entdecken sie, dass die Darstellerin Ursula ist, die unter Phoebes Namen in den Pornofilmen mitwirkt. Phoebe stellt Ursula zur Rede und verbietet ihr, weiterhin unter ihrem Namen aufzutreten. Zudem holt sie alle Gehaltsschecks von Ursula beim Produzenten ab und sagt ihm, dass er diese zukünftig an ihre eigene Adresse schicken soll. |           |                            |                                          |                      |                                       |                 |                                                                             |
| 136 | 15        | Was wäre, wenn – Teil 1    | The One That Could Have Been (Part 1)    | 17. Feb. 2000        | 6. März 2002                          | Michael Lembeck | Gregory S. Malins & Adam Chase                                              |
| Rachel kommt mit einer Neuigkeit ins Central Perk: ihr Ex Barry und Mindy lassen sich scheiden. Die Gruppe überlegt sich, was wohl gewesen wäre, wenn Rachel Barry geheiratet hätte, wenn Ross und Carol verheiratet geblieben wären, Monica nie abgenommen hätte, Chandler versucht hätte, Schriftsteller zu werden, Joey immer noch bei ‚Days of our Lives‘ mitgespielt hätte und Phoebe Börsenmaklerin geworden wäre. Der Rest der Geschichte spielt in einer alternativen Realität. Ross trifft Rachel zufällig auf der Straße und lädt sie ins Café ein, wo es ein Wiedersehen mit Monica gibt. Dabei beginnt sie sofort für Joey zu schwärmen. Der erfolglose Chandler wird Joeys Assistent mit gemischten Ergebnissen. Phoebe landet aufgrund eines stressbedingten Herzinfarkts im Krankenhaus und wird anschließend gefeuert. Ross versucht, seine Ehe mit Carol zu würzen, indem er einen Dreier vorschlägt. |           |                            |                                          |                      |                                       |                 |                                                                             |
| 137 | 16        | Was wäre, wenn – Teil 2    | The One That Could Have Been (Part 2)    | 17. Feb. 2000        | 7. März 2002                          | Michael Lembeck | David Crane & Marta Kauffman                                                |
| Die Freunde setzen ihr Gedankenspiel zur alternativen Realität fort. Monica plant, ihre Jungfräulichkeit an ihren Freund Roger zu verlieren, aber Rogers Arbeit im Krankenhaus steht im Weg. Als Chandler sie zu trösten versucht, landen sie zusammen im Bett. Sie erkennen beide, dass dies keine einmalige Sache war. Carol lädt Susan zum Dreier ein, was Ross zur Erkenntnis führt, dass Carol eine Lesbe ist, weil er beim Dreier praktisch nur zuschauen durfte. Rachel hat ein Date mit Joey und die beiden landen fast zusammen im Bett, aber Rachel hat zu viel getrunken und muss sich übergeben. Stolz, dass sie ihrem Mann treu geblieben ist, muss sie am nächsten Morgen entdecken, dass Barry hingegen sie betrügt. Phoebe versucht trotz ihrer Entlassung wieder in ihrem alten Job Fuß zu fassen, erleidet jedoch einen zweiten Herzinfarkt und orientiert sich anschließend neu. |           |                            |                                          |                      |                                       |                 |                                                                             |
| 138 | 17        | Verteidigung im Kopf       | The One with Unagi                       | 24. Feb. 2000        | 8. März 2002                          | Gary Halvorson  | Schauspiel: Adam Chase Handlung: Zachary Rosenblatt                         |
| Rachel und Phoebe nehmen an einem Selbstverteidigungskurs teil. Ross, der früher Karate praktiziert hat, versucht sie überraschend anzugreifen und sie davon zu überzeugen, dass ihnen Unagi fehlt. Dies ist angeblich ein Zustand des „totalen Bewusstseins“, aber in Wirklichkeit, wie Phoebe und Rachel betonen, nur ein japanisches Gericht. Chandler und Monica feiern den Valentinstag einige Tage nach dem eigentlichen Datum, weil Monica arbeiten musste. Sie wollten sich selbst gemachte Geschenke geben, haben aber beide keine guten Ideen. So gibt Chandler Monica ein altes Mixtape, Monica schenkt Chandler einen von Phoebes „Sockenhasen“. Da das Mixtape ursprünglich ein Geschenk von Janice war, ist Monica ziemlich sauer, als sie es anhört. Joey möchte Geld bei einer klinischen Studie verdienen, aber die einzige momentan verfügbare Studie betrifft eineiige Zwillinge. Wegen des Honorars von 2000 Dollar versucht Joey jemanden zu finden, der seinen Zwilling spielt.                                                                              |           |                            |                                          |                      |                                       |                 |                                                                             |
| 139 | 18        | Professor trifft Studentin | The One Where Ross Dates a Student       | 9. März 2000         | 11. März 2002                         | Gary Halvorson  | Seth Kurland                                                                |
| Ross beginnt eine Studentin aus einem seiner Paläontologie-Kurse zu treffen, sehr zur Belustigung seiner Freunde, obwohl er befürchtet, dass die Beziehung seine Karriere gefährden könnte. In Rachels und Phoebes Wohnung hat es gebrannt, daher ziehen sie vorübergehend bei Monica bzw. Joey ein. Zuerst scheint es, dass Rachel bei Monica wohnen kann und Phoebe gezwungen sein wird, bei Joey einzuziehen, denn es sieht so aus, als hätten Phoebes Kerzen das Feuer verursacht. Als sich jedoch herausstellt, dass das Feuer Rachels Schuld war, weil sie ihr Glätteisen nicht ausgeschaltet hatte, müssen die beiden wechseln. Rachel bevorzugt Joeys gelassene Art, während sich Phoebe über Monicas Macke, ihre Wohnung immer sauber zu halten, aufregt. Chandler versucht eine alte College-Freundin dazu zu bringen, Joey für einen kommenden Al Pacino-Film zum Vorsprechen einzuladen. |           |                            |                                          |                      |                                       |                 |                                                                             |
| 140 | 19        | Semesterferien             | The One with Joey’s Fridge               | 23. März 2000        | 12. März 2002                         | Ben Weiss       | Schauspiel: Gigi McCreery & Perry Rein Handlung: Seth Kurland               |
| Joeys Kühlschrank ist kaputt. Da er sich keinen neuen leisten kann, versucht er nacheinander mit teils fragwürdigen Begründungen seine Freunde zu einer finanziellen Unterstützung zu bringen. Ross’ neue Freundin Elizabeth möchte zum Spring Break nach Miami. Ross versucht seine Paranoia einzudämmen, was sie dort tun könnte. In der Zwischenzeit bittet Rachel Phoebe, Chandler und Monica, ihr ein Date für einen Ralph Lauren-Ball zu suchen, was einen heftigen Wettbewerb zwischen den dreien auslöst. Rachel entscheidet sich daher, sich ihr Date selbst zu suchen. |           |                            |                                          |                      |                                       |                 |                                                                             |
| 141 | 20        | Mac und Cheese             | The One with Mac and C.H.E.E.S.E.        | 13. Apr. 2000        | 13. März 2002                         | Kevin S. Bright | Doty Abrams                                                                 |
| Joey macht sich Hoffnungen auf seinen ersten bedeutenden Schauspieljob seit seiner Rolle als Dr. Drake Ramoray. Er kann für die Rolle des Science-Fiction-Helden Mac Machiavelli, des Partners eines Roboters namens „C.H.E.E.S.E.“, was für Computerized Humanoid Electronically Enhanced Secret Enforcer steht, vorspielen. Als Joey nicht zu Hause ist, nimmt Chandler einen Anruf mit dem Hinweis für Joey entgegen, dass sein zweites Vorsprechen zwei Stunden vorverlegt wird. Monica stürmt in die Wohnung und stört Chandler, worauf dieser vergisst, Joey zu benachrichtigen. Die Freunde erinnern sich aus diesem Anlass an andere Fälle, in denen sie Dinge vermasselt haben. Durch ein Wunder bekommt Joey eine weitere Chance, die Chandler dieses Mal richtig aufschreibt. |           |                            |                                          |                      |                                       |                 |                                                                             |
| 142 | 21        | Mr. Stevens                | The One Where Ross Meets Elizabeth’s Dad | 27. Apr. 2000        | 14. März 2002                         | Michael Lembeck | Schauspiel: Scott Silveri Handlung: David J. Lagana                         |
| Ross ist nervös, weil Elizabeths Vater Paul (Bruce Willis) ihn kennen lernen will, daher bittet er seine Freunde darum, dass sie positiv über ihn reden. Als Paul Rachel später alleine im Café trifft, weil er seine Schlüssel liegen gelassen hat, zeigen beide Interesse aneinander. Sie verabreden sich zu einem Abendessen zu viert. Für Joey beginnt die Arbeit mit seinem Roboter, von dem er nicht wirklich beeindruckt ist. Er verärgert damit den Bediener des Roboters, der die Macht hat, Joey feuern zu lassen. Daher sucht Joey nach einer Wiedergutmachung und unterstützt ihn bei der Kommunikation mit Frauen. Phoebe schreibt die Ereignisse der Tage in ein Buch und dient daher Monica und Chandler als Quelle für einen Streit. |           |                            |                                          |                      |                                       |                 |                                                                             |
| 143 | 22        | Ein toller Typ             | The One Where Paul’s the Man             | 4. Mai 2000          | 15. März 2002                         | Gary Halvorson  | Schauspiel: Sherry Bilsing-Graham & Ellen Plummer Handlung: Brian Caldirola |
| Paul droht Ross, dass er dessen Beziehung mit Elizabeth an der Universität veröffentlicht, wenn er sich weiterhin mit ihr trifft. Um seinen Job zu behalten, stimmt Ross offiziell zu, führt jedoch die Beziehung heimlich fort. Sie treffen sich für das Wochenende im Landhaus ihrer Familie, ohne zu wissen, dass Paul die gleiche Idee hatte, um mit Rachel alleine zu sein. Phoebe lädt Monica und Rachel zu einem Museumsbesuch ein. Dabei bekommen sie mit, dass man dort auch heiraten kann. Weil es Monica sehr gefällt und die Wartezeiten lang sind, lässt sie sich von Phoebe überreden, sich in die Warteliste einzutragen. Chandler kriegt dies durch einen Telefonanruf mit und flüchtet, als Monica nach Hause kommt. Schließlich findet sie ihn und beruhigt ihn, ohne zu bemerken, dass Chandler tatsächlich vorhat, ihr einen Antrag zu machen. |           |                            |                                          |                      |                                       |                 |                                                                             |
| 144 | 23        | Ein besonderer Ring        | The One with the Ring                    | 11. Mai 2000         | 18. März 2002                         | Gary Halvorson  | Andrew Reich & Ted Cohen                                                    |
| Phoebe hilft Chandler den passenden Verlobungsring zu finden. Als Chandler den perfekten Ring sieht, merkt er, dass Joey seine Kreditkarte hat. Daher soll Phoebe auf den Ring aufpassen, bis er zurück ist. Phoebe bemerkt nicht, dass jemand anderes den Ring kauft, weil sie selbst Schmuck anprobiert. Gemeinsam spüren beide den Käufer auf, um den Ring zurückzubekommen. Währenddessen versucht Rachel Paul dazu zu bringen, sich ihr emotional zu öffnen, macht aber einen zu guten Job, denn Paul fängt zu weinen an und kann nicht mehr aufhören. Joey und Ross sind verärgert, dass Chandler anscheinend lieber Zeit mit Phoebe verbringt, und beschließen sich nicht mehr mit ihm abzugeben. |           |                            |                                          |                      |                                       |                 |                                                                             |
| 145 | 24        | Der Antrag – Teil 1        | The One with the Proposal (Part 1)       | 18. Mai 2000         | 19. März 2002                         | Kevin S. Bright | Shana Goldberg-Meehan & Scott Silveri                                       |
| Chandler lädt Monica zum Abendessen ein, wo er ihr den Heiratsantrag machen möchte. Leider taucht plötzlich Richard mit einer Begleitung auf und damit ist die Chance vertan. Anschließend macht er sich Sorgen, dass Monica etwas bemerkt haben könnte, und tut daher so, als ob er generell nicht am Heiraten interessiert wäre. Ross überdenkt seine Beziehung zu Elizabeth, als er sich mitten in einer Wasserballonschlacht mit ihr und ihren Freunden befindet, und trennt sich wegen der Unreife von ihr. Joey bietet bei einer stillen Auktion versehentlich auf ein Segelboot, hat aber kein Geld, um es zu bezahlen. Weil er das Boot aber behalten will, sucht er nach einem Weg aus der Misere. Richard besucht Monica bei ihrer Arbeit und gesteht, dass er immer noch in sie verliebt ist und bereit ist, sie zu heiraten und Kinder zu bekommen. |           |                            |                                          |                      |                                       |                 |                                                                             |
| 146 | 25        | Der Antrag – Teil 2        | The One with the Proposal (Part 2)       | 18. Mai 2000         | 20. März 2002                         | Kevin S. Bright | Andrew Reich & Ted Cohen                                                    |
| Ohne das Wissen um Richards Liebesgeständnis übertreibt Chandler es mit seinen Aussagen, dass er nicht am Heiraten interessiert ist und Monica beginnt, die Beziehung zu überdenken. Von der Situation verunsichert sucht sie ein privates Gespräch mit Richard, kehrt danach jedoch unentschlossen wieder heim. Als sie herausfindet, dass Chandler den perfekten Antrag geplant hatte und sie daher nun seine Aussagen in einem anderen Licht sieht, dreht sie den Spieß um und macht Chandler glauben, dass sie ihn verlassen will. Als Chandler völlig verzweifelt heimkehrt, brennen überall Kerzen und sie will ihm einen Antrag machen. Dabei beginnt sie zu weinen und sagt: „Es gibt einen Grund, warum Mädchen das nicht tun.“ Chandler bittet Monica schließlich, ihn zu heiraten und sie akzeptiert. Phoebe, Rachel und Joey warten verzweifelt vor der Tür, bis sie die erlösende Nachricht erhalten. |           |                            |                                          |                      |                                       |                 |                                                                             |

## Staffel 7
| Nr. (ges.) | Nr. (St.) | Deutscher Titel                    | Originaltitel                                       | Erstausstrahlung USA | Deutschsprachige Erstausstrahlung (D) | Regie                            | Drehbuch                                                                                    |
| --- | --------- | ---------------------------------- | --------------------------------------------------- | -------------------- | ------------------------------------- | -------------------------------- | ------------------------------------------------------------------------------------------- |
| 147 | 1         | Das Hochzeitslied                  | The One with Monica’s Thunder                       | 12. Okt. 2000        | 21. März 2002                         | Kevin S. Bright                  | Schauspiel: David Crane & Marta Kauffman Handlung: Wil Calhoun                              |
| Die Gruppe bereitet sich darauf vor, die Verlobung von Monica und Chandler zu feiern. Als Monica die Wohnungstüre öffnet, erwischt sie Ross und Rachel, die sich im Flur küssen. Monica beschuldigt sie, ihr und Chandler die Schau stehlen zu wollen. Ross und Rachel hatten eine „Bonusnacht“ geplant, bei der die zwei Ex nochmals miteinander schlafen. In der Zwischenzeit hat Chandler Probleme mit seiner Potenz im Schlafzimmer, Joey soll als 19-Jähriger vorsprechen und Phoebe tut alles, damit man sie fragt, ob sie bei der Hochzeit Gitarre spielt. |           |                                    |                                                     |                      |                                       |                                  |                                                                                             |
| 148 | 2         | Rachel liebt es heiß               | The One with Rachel’s Book                          | 12. Okt. 2000        | 22. März 2002                         | Michael Lembeck                  | Andrew Reich & Ted Cohen                                                                    |
| Monica erfährt, dass ihre Eltern ihren Hochzeitsfonds für ein Ferienhaus ausgegeben haben. Sie weiß nicht mehr weiter, weil sie selbst kein Geld gespart hat. Als sie aber erfährt, dass Chandler genug Geld beiseite gelegt hat, um ihre Traumhochzeit zu bezahlen, blüht sie wieder auf. Chandler ist jedoch nicht daran interessiert, das ganze Geld für die Hochzeit auszugeben, weil er es lieber für ihre Zukunft nutzen möchte. Joey findet unter Rachels Matratze einen erotischen Roman und verspottet sie. Phoebe zieht vorübergehend in Ross' Wohnung und bringt ihre Massagekunden mit, was dazu führt, dass Ross einen alten Mann massieren muss, weil er gemeint hat, die hübsche Tochter sei die Kundin. |           |                                    |                                                     |                      |                                       |                                  |                                                                                             |
| 149 | 3         | Die Kekskrise                      | The One with Phoebe’s Cookies                       | 19. Okt. 2000        | 26. März 2002                         | Gary Halvorson                   | Sherry Bilsing-Graham & Ellen Plummer                                                       |
| Phoebe will Monica das geheime Keksrezept ihrer Großmutter zur Verlobung schenken – aber das Rezept wurde beim Brand ihrer Wohnung zerstört, einen Keks hatte sie zum Glück noch eingefroren. So probieren sie die Zusammensetzung herauszufinden und machen viele Testkekse, finden aber die richtige Zusammensetzung nicht. Als Monica Phoebe fragt, ob nicht jemand aus der Verwandtschaft das Rezept haben könnte, findet sie heraus, dass das wahre Rezept von Nestlé stammt. Rachel versucht Joey das Segeln beizubringen, aber ohne Erfolg. Rachels kommandierende Art auf dem Boot lässt sie erkennen, dass sie wie ihr Vater sein kann. Währenddessen bekommt Chandler eine neue Brille und ein Missgeschick in einem Dampfbad führt dazu, dass Chandler sich auf den nackten Schoß seines zukünftigen Schwiegervaters setzt. |           |                                    |                                                     |                      |                                       |                                  |                                                                                             |
| 150 | 4         | Liebe im Büro                      | The One with Rachel’s Assistant                     | 26. Okt. 2000        | 27. März 2002                         | David Schwimmer                  | Brian Boyle                                                                                 |
| Rachel darf für sich einen Assistenten einstellen. Dabei muss sie sich zwischen dem gutaussehenden jungen Mann Tag (Eddie Cahill) und einer erfahrenen und gut qualifizierten Frau entscheiden. Joey wird die Rolle von Dr. Stryker Ramoray, dem Zwilling seines alten Charakters Dr. Drake Ramoray, angeboten. Er ist aber beleidigt, als er zum Vorsprechen aufgefordert wird. Kurz darauf erfährt er, dass seine aktuelle Serie abgesetzt wurde. So kriecht er zurück zum Produzenten, um sich zu entschuldigen. Monica, Chandler und Ross enthüllen sich gegenseitig Geheimnisse. Unter anderem erzählt Chandler von seiner Reise nach Disney mit Ross, dem nach dem Essen von Tacos auf einer Bahn schlecht wurde. Ross erzählt daraufhin Monica von der Atlantic City-Reise, bei der Chandler versehentlich einen Mann geküsst hat. Zum Schluss plaudert Ross aus, dass Monica als Kind ihre Plastik-Makkaroni aß. Sie revanchiert sich dafür, indem sie ausplaudert, dass Ross die Putzfrau in der Schule geküsst hat. |           |                                    |                                                     |                      |                                       |                                  |                                                                                             |
| 151 | 5         | Das Verlobungsfoto                 | The One with the Engagement Picture                 | 2. Nov. 2000         | 28. März 2002                         | Gary Halvorson                   | Schauspiel: Patty Lin Handlung: Earl Davis                                                  |
| Monica braucht für ihre Mutter ein Foto mit Chandler für die Verlobungsanzeige. Chandler ist aber gar nicht fotogen. Auch ein Training von Joey hilft nicht weiter. Da Rachel nicht will, dass Tag sich mit anderen Frauen trifft, bittet sie Joey, mit ihm auszugehen. Nachdem sie ein Basketballspiel gesehen haben, gehen sie noch in eine Bar, wo er ihm zeigt, wie man Frauen aufreißt, sehr zum Missfallen von Rachel. Phoebe trifft sich mit einem Mann, den sie im Central Perk kennengelernt hat. Er hat sich kürzlich scheiden lassen und fühlt sich von seiner Ex verfolgt. Deshalb bittet Phoebe Ross, sich um die Frau zu kümmern. Schlussendlich finden die zerstrittenen Ex-Partner wieder zusammen, weil Phoebe und Ross selbst ihretwegen zu streiten begonnen haben. |           |                                    |                                                     |                      |                                       |                                  |                                                                                             |
| 152 | 6         | Der Brautjungfern-Wettbewerb       | The One with the Nap Partners                       | 9. Nov. 2000         | 2. Apr. 2002                          | Gary Halvorson                   | Brian Buckner & Sebastian Jones                                                             |
| Joey und Ross machen versehentlich zusammen ein Nickerchen und stellen zu ihrer Bestürzung fest, dass sie es mögen. Monica steht vor der Wahl, ob Phoebe oder Rachel ihre Trauzeugin werden soll. Da sie es nicht selbst entscheiden will, überlässt sie es den beiden. Joey findet, man könnte ein Casting machen, welches Phoebe knapp gewinnt. Aber sie merkt, dass Rachel die bessere Wahl wäre. Währenddessen lässt Chandlers Trennung von einer Freundin im Sommerlager aufgrund ihrer Gewichtszunahme Monica sprachlos zurück. Sie fragt sich, was wäre, wenn sie wieder zunehmen sollte. |           |                                    |                                                     |                      |                                       |                                  |                                                                                             |
| 153 | 7         | Die Liebesecke                     | The One with Ross’s Library Book                    | 16. Nov. 2000        | 3. Apr. 2002                          | David Schwimmer                  | Scott Silveri                                                                               |
| Ross hat herausgefunden, dass seine Dissertation in der Unibibliothek steht, nämlich in einer versteckter Ecke wo sich Pärchen treffen. Rachel und Phoebe glauben, dass Joeys neue Liebschaft Erin (Kristin Davis) die perfekte Freundin für ihn wäre. Doch als er sich auf sie einlassen will, muss er feststellen, dass sie gleich denkt wie er: ja keine feste Beziehung zu haben. Monica trifft Janice in ihrem Restaurant. Als sie den Ring am Finger von Monica sieht, will sie natürlich wissen, wer der Glückliche ist und lädt sich selbst zur Hochzeit ein. Da es weder Monica noch Chandler fertigbringen, sie wieder auszuladen, erzählt Monica, dass Chandler immer noch Gefühle für sie hat, worauf sie selbst verzichtet. Während Ross versucht, seine Dissertation vor potenziellen Liebespaaren zu schützen, trifft er eine Frau, die seine Arbeit kennt. Kurz darauf werden sie selbst beim Schäferstündchen erwischt. |           |                                    |                                                     |                      |                                       |                                  |                                                                                             |
| 154 | 8         | Die Hunde-Allergie                 | The One Where Chandler Doesn’t Like Dogs            | 23. Nov. 2000        | 4. Apr. 2002                          | Kevin S. Bright                  | Patty Lin                                                                                   |
| Chandler hat sich ein Quiz ausgedacht: alle müssen binnen sechs Minuten alle fünfzig US-Bundesstaaten aufschreiben. Ross meint, das sei kein Problem für ihn und er will sich deshalb das Thanksgiving-Abendessen damit verdienen. Er schafft es aber nicht. Phoebe hat einen kleinen Hund in die Wohnung geschmuggelt, Chandler tut so, als ob er allergisch gegen Hunde ist. Als er erfährt, dass das Tier schon seit einigen Tagen da ist, muss er gestehen, dass er Hunde hasst, weil er Angst vor ihnen hat. Rachel gesteht Monica, dass sie Tag zum Thanksgiving-Essen eingeladen hat, er aber nicht kommt, weil er den Abend mit seiner Freundin verbringt. Plötzlich steht er doch vor der Türe; er hat mit seiner Freundin Schluss gemacht hat. Rachel zögert deshalb, ob sie Tag ihre Gefühle zu ihm nun bereits gestehen soll. |           |                                    |                                                     |                      |                                       |                                  |                                                                                             |
| 155 | 9         | Ein süßer Hintern                  | The One with All the Candy                          | 7. Dez. 2000         | 5. Apr. 2002                          | David Schwimmer                  | Wil Calhoun                                                                                 |
| Monica hat für Weihnachten die Idee, selbst gemachte Pralinen an die Türe zu hängen, damit sie ihre Nachbarn kennenlernt. Aber das Ganze läuft aus dem Ruder, weil sie beim Herstellen nicht nachkommt und die Menschen im Haus sich gar nicht für sie interessieren. Phoebe ist traurig, als sie sieht wie Ross seinem Sohn Ben das Fahrradfahren beibringt. Sie gesteht, als Kind nie ein Fahrrad besessen zu haben, weshalb ihr Ross eines schenk. Doch es stellt sich heraus, dass sie gar nicht fahren kann. Rachel muss eine Beurteilung über Tag ausfüllen. Da sie meint, er lese sie zuerst, schreibt sie lauter Sachen hinein, die nicht für die Augen anderer bestimmt wären. Weil sie die Beurteilung aber als Vertraulich markiert hat, leitet Tag sie direkt weiter an die Personalabteilung. Bevor Rachel sie wieder beschaffen kann, kommt schon der Personalchef bei den beiden vorbei und nur dank einer guten Ausrede von Tag fliegt ihre Beziehung nicht auf, was die Kündigung für beide bedeutet hätte. |           |                                    |                                                     |                      |                                       |                                  |                                                                                             |
| 156 | 10        | Das Weihnachtsgürteltier           | The One with the Holiday Armadillo                  | 14. Dez. 2000        | 8. Apr. 2002                          | Gary Halvorson                   | Gregory S. Malins                                                                           |
| Ross möchte mit Ben dieses Jahr statt Weihnachten Chanukka feiern, aber Ben liebte Weihnachten immer. Da Ross kein Weihnachtsmann-Kostüm mehr bekommt, verkleidet er sich als „Weihnachtsgürteltier“, was Ben gar nicht gefällt. Erst als Chandler als Weihnachtsmann auftaucht und Ross unterstützt, findet Ben nebst Weihnachten auch Freude an Chanukka. Phoebe erfährt, dass ihre Wohnung renoviert wurde und teilt dies Rachel mit. Doch sie befürchtet, dass Rachel lieber weiterhin mit Joey als mit ihr zusammenwohnen möchte. Um dieses Problem zu vermeiden, überreicht sie Joey verschiedene Geschenke – ein Schlagzeug, das Rachel gefällt und Monica nervt, und eine Spinne, die Joey mehr erschreckt als Rachel. |           |                                    |                                                     |                      |                                       |                                  |                                                                                             |
| 157 | 11        | Das Leben ist süß                  | The One with All the Cheesecakes                    | 4. Jan. 2001         | 9. Apr. 2002                          | Gary Halvorson                   | Shana Goldberg-Meehan                                                                       |
| Chandler klaut einen Käsekuchen, der vor der Haustüre eines Nachbarn lag. Rachel findet dies falsch, aber als sie selbst davon probiert, sind alle Zweifel verflogen. Aber sie mahnt Chandler, dass er den Kuchen ersetzen muss, er bringt es aber nicht übers Herz, ihn wieder dort zu deponieren, wo er hin sollte. David (Hank Azaria), Phoebes Wissenschaftler, kommt für nur eine Nacht in die Stadt und möchte mit Phoebe zu Abend essen. Sie hat sich aber bereits mit Joey verabredet und möchte ihn nicht sitzen lassen. Doch dann taucht Joey nicht auf, weil er es vorgezogen hat, mit einer anderen Frau auszugehen. Phoebe ist sehr enttäuscht über sein Verhalten. Monicas Cousine Frannie, ihre beste Freundin aus der Jugendzeit, heiratet und hat Monica nicht eingeladen. Da Ross eine Einladung erhalten hat und jemanden mitnehmen darf, redet Monica so lange auf ihn ein, bis sie mitdarf. Wie sich dann aber herausstellt, wollte Frannie nicht, dass Monica kommt, weil ihr Ehemann Stuart ist, der mal mit Monica zusammen war. |           |                                    |                                                     |                      |                                       |                                  |                                                                                             |
| 158 | 12        | Schlaflos in New York              | The One Where They’re Up All Night                  | 11. Jan. 2001        | 10. Apr. 2002                         | Kevin S. Bright                  | Zachary Rosenblatt                                                                          |
| Nachdem die Freunde in der Nacht versucht haben, auf dem Dach einen Kometen zu sehen, kann keiner mehr schlafen. Chandler liegt wach im Bett und weckt dauernd Monica, als sie dann selbst nicht mehr schlafen kann, tut es Chandler dafür. Zur Strafe weckt sie ihn wieder. Schließlich schlägt Chandler vor, sie könnten ja nun Sex haben, da sie beide wach sind. Doch dann schläft Monica mittendrin wieder ein. Rachel und Tag suchen im Büro nach Akten, die Tag am Vorabend hätte wegschicken sollen. Er kann sich aber an nichts erinnern und findet auch nichts auf seinem Schreibtisch, obwohl Rachel sicher ist, dass sie sie hingelegt hat. Als sie in ihr Büro geht, findet sie die Akten auf ihrem Schreibtisch, da sie dies aber gegenüber Tag nicht zugeben will, beginnen sie eine Scharade. Joey hat das Rohr, das die Türe auf dem Dach blockiert hat, entfernt und nun kommen Ross und Joey nicht mehr ins Gebäude. Auch über die Feuerleiter sind sie plötzlich mittendrin blockiert, weil eine Fallleiter klemmt. Phoebes Rauchmelder hört nicht auf zu piepen, obwohl sie ihn von der Wand reißt, die Batterie herausnimmt, darauf schlägt und ihn schließlich durch das Abfallrohr entsorgt. Ein alarmierter Feuerwehrmann bringt ihn ihr zurück und erklärt ihr, dass sie nur den Resetknopf drücken muss, den hat sie aber abgerissen. |           |                                    |                                                     |                      |                                       |                                  |                                                                                             |
| 159 | 13        | Rosita muss sterben                | The One Where Rosita Dies                           | 1. Feb. 2001         | 11. Apr. 2002                         | Stephen Prime                    | Schauspiel: Brian Buckner & Sebastian Jones Handlung: Sherry Bilsing-Graham & Ellen Plummer |
| Rachel will Joeys Fernsehsessel an einen anderen Platz stellen, dabei geht er kaputt. Joey, der seinen Sessel Rosita nennt, ist am Boden zerstört und verlangt von Rachel, dass sie ihm einen Neuen kauft. In der Zwischenzeit kommt Chandler in die Wohnung und setzt sich in den Sessel, wobei er wieder auseinanderfällt. Da er nun meint, er hätte ihn kaputt gemacht, tauscht er heimlich seinen Sessel gegen den von Joey. Joey glaubt, dass Rosita geheilt wurde, also behält Rachel das luxuriöse neue Modell, was Joey eifersüchtig macht. Währenddessen besuchen Monica und Ross ihr Elternhaus, weil sie herausgefunden haben, dass ihre Eltern es verkaufen wollen. Als sie ihre Andenken an ihre Kindheit mitnehmen wollen, müssen sie feststellen, dass alles von Ross auf Regalen gelagert wurde, die Sachen von Monica hat ihr Vater zum Schutz seines Porsches vor einem Hochwasser aber ruiniert. Weil Monica sich benachteiligt fühlt, schenkt ihr Vater ihr den Porsche. Phoebe nimmt einen Telemarketing-Job an und versucht Toner zu verkaufen. Bereits beim ersten Anruf hat sie einen Mann namens Earl (Jason Alexander) am Telefon, der ihr erzählt, dass er Selbstmord begehen will. Sie versucht ihn davon abzubringen. |           |                                    |                                                     |                      |                                       |                                  |                                                                                             |
| 160 | 14        | Der Dreißigste                     | The One Where They All Turn Thirty                  | 8. Feb. 2001         | 12. Apr. 2002                         | Ben Weiss                        | Schauspiel: Sherry Bilsing-Graham & Ellen Plummer Handlung: Vanessa McCarthy                |
| Rachel ärgert sich darüber, dass sie ihren 30. Geburtstag feiern muss und wäre lieber noch 29 geblieben. Da sie die Jüngste ist, teilen die anderen ihre Erinnerungen über das Ereignis, wie z. B. Phoebe, die an ihrem Geburtstag von ihrer Zwillingsschwester erfahren hat, dass sie schon 31 ist, oder Monica die betrunken an ihrer Geburtstagsparty aufgetaucht ist. Auch bei den Jungs verlief der 30. Geburtstag nicht normal. Nachdem Rachel sich Gedanken darüber gemacht hat, wie ihr weiteres Leben verlaufen soll, bemerkt sie, dass Tag zu jung und unreif ist, deshalb trennt sie sich von ihm. |           |                                    |                                                     |                      |                                       |                                  |                                                                                             |
| 161 | 15        | Die Gehirntransplantation          | The One with Joey’s New Brain                       | 15. Feb. 2001        | 15. Apr. 2002                         | Kevin S. Bright                  | Schauspiel: Andrew Reich & Ted Cohen Handlung: Sherry Bilsing-Graham & Ellen Plummer        |
| Joeys neue Rolle in ‚Days of our Lives‘ – bisher ein Komapatient ohne Text – soll das Gehirn eines anderen Charakters transplantiert erhalten. Versehentlich erzählt er es der Schauspielerin Cecilia Monroe (Susan Sarandon), die deswegen sterben soll. Mit seinem Charme bringt Joey Cecilia dazu, ihm dabei zu helfen, das Erbe des Charakters zu bewahren, und sie verlieben sich ineinander. Ross plant eine besondere Überraschung für die Hochzeit: er will Dudelsack spielen, weil Chandler auch schottische Vorfahren hat. Dies macht er so schlecht, dass Monica es ihm verbietet. Nachdem Phoebe und Rachel das Telefon eines süßen Mannes im Central Perk gefunden haben, streiten sie sich darum, wer das Telefon behalten darf, um den Kontakt mit dem Besitzer herstellen zu können, falls er anrufen sollte, weil er das Telefon vermisst. Der Anruf kommt auch, sie verabreden sich für den Abend, dann steht aber ein älterer Mann vor der Türe. Phoebe geht glücklich mit ihm zum Abendessen, weil sie ihn attraktiver findet als den jungen Mann. |           |                                    |                                                     |                      |                                       |                                  |                                                                                             |
| 162 | 16        | Der Londoner Stil                  | The One with the Truth About London                 | 22. Feb. 2001        | 16. Apr. 2002                         | David Schwimmer                  | Schauspiel: Zachary Rosenblatt Handlung: Brian Buckner & Sebastian Jones                    |
| Ross bittet Rachel für eine Stunde auf Ben aufzupassen. Zunächst ist sie unsicher, weil sie es noch nie gemacht hat, aber bald lockert sich die Situation auf. Sie bringt ihm Streiche bei, die sie als Kind mit ihren Schwestern gemacht hat. Ross hat aber gar keinen Spaß daran. Schließlich kehren Ross und Ben jedoch mit einem eigenen Streich zu Rachel zurück und erschrecken sie fast zu Tode. Chandler erfährt, dass Monica in der Nacht in London, in der sie zum ersten Mal zusammen waren, tatsächlich vorhatte, mit Joey zu schlafen, was Chandler gar nicht gut findet, weil er nun meint, er sei nur ihre zweite Wahl gewesen. |           |                                    |                                                     |                      |                                       |                                  |                                                                                             |
| 163 | 17        | Das Kleid aller Kleider            | The One with the Cheap Wedding Dress                | 15. März 2001        | 17. Apr. 2002                         | Kevin S. Bright                  | Schauspiel: Andrew Reich & Ted Cohen Handlung: Brian Buckner & Sebastian Jones              |
| Monica hat ihr Traumhochzeitskleid gefunden. Da der Laden aber viel zu teuer ist, will sie dasselbe Kleid im Schlussverkauf eines anderen Ladens kaufen. Dies erzählt sie auch Megan (Andrea Bendewald), einer anderen Kundin. Als sie sich mit Rachel und Phoebe in die Menge stürzt um das Kleid zu bekommen, ist Megan schneller als sie am selben Kleid und beansprucht es für sich. Monica ringt sie jedoch nieder, Phoebe und Rachel flüchten damit. Kurze Zeit später erfährt sie von Megan jedoch, dass sie Chandlers Lieblingsband am selben Tag wie ihre Hochzeit gebucht hat und nur darauf verzichtet, wenn Monica ihr das Kleid übergibt. Joey und Ross streiten sich um dasselbe Mädchen Kristen (Gabrielle Union), die neu in ihre Straße gezogen ist. Beiden ist kein Mittel zu schade um den Kontrahenten auszuschalten bis Kristen ihnen – als sie sich in einem Restaurant streiten – davonläuft. |           |                                    |                                                     |                      |                                       |                                  |                                                                                             |
| 164 | 18        | Gewonnen hat …                     | The One with Joey’s Award                           | 29. März 2001        | 18. Apr. 2002                         | Gary Halvorson                   | Schauspiel: Brian Boyle Handlung: Sherry Bilsing-Graham & Ellen Plummer                     |
| Joey ist für einen „Soapie“ nominiert, gewinnt ihn zu seinem Leidwesen aber nicht. Als er danach die Nominationen für eine andere Auszeichnung präsentiert und ein Co-Star von ihm gewinnt, nimmt er den Preis stellvertretend entgegen, weil seine Kollegin nicht da ist. Danach ist er nicht bereit, die Trophäe weiterzugeben. Einer von Ross' männlichen Schülern behauptet, er sei in ihn verliebt, um bei einem Test eine bessere Note zu bekommen. Ein anderer Student versucht das Gleiche, was für Ross unglaubwürdig ist. Er erzählt darauf Ross, dass sein Kollege andere Professoren auf ähnliche Weise getäuscht hat. Phoebe und Monica lernen im Central Perk einen Mann kennen. Monica macht ihm klar, dass sie verlobt ist, er wollte aber sowieso eine Verabredung mit Phoebe. Dabei erlebt Phoebe so schöne Gefühle, die sie unbedingt mit Monica teilen will. Monica merkt, dass solche Gefühle in ihrer Beziehung mit Chandler nicht mehr vorhanden sind. Phoebe rät ihr, einen Lover dafür zu nehmen, aber Monica stellt nach einem Gespräch mit Chandler fest, dass es nun andere Werte sind, die zählen. |           |                                    |                                                     |                      |                                       |                                  |                                                                                             |
| 165 | 19        | Überraschung!                      | The One with Ross and Monica’s Cousin               | 19. Apr. 2001        | 19. Apr. 2002                         | Gary Halvorson                   | Andrew Reich & Ted Cohen                                                                    |
| Die wunderschöne Cousine von Ross und Monica, Cassie (Denise Richards), kommt zu Besuch. Chandler, Ross und Phoebe fallen der Reihe nach in eine Art Starre und können nicht aufhören, sie anzustarren, was unterschiedliche Reaktionen bei den Beteiligten hervorruft. Monica glaubt, dass Rachel und Phoebe eine Brautparty für sie organisieren, die beiden haben es aber vergessen. Also versuchen sie innerhalb von zwei Tagen etwas auf die Beine zu stellen, was aber gehörig in die Hose geht. Joey spielt für einen Film vor, der perfekt für ihn ist, abgesehen von der Tatsache, dass es einen unbeschnittenen Schauspieler erfordert, was Joey jedoch nicht ist. Als Monica herausfindet, dass er über seinen Intimbereich gelogen hat, versucht sie, ihm zu helfen, das gute Stück mit Hilfsmitteln ‚umzubauen‘. |           |                                    |                                                     |                      |                                       |                                  |                                                                                             |
| 166 | 20        | Batmans Smoking                    | The One with Rachel’s Big Kiss                      | 26. Apr. 2001        | 22. Apr. 2002                         | Gary Halvorson                   | Shana Goldberg-Meehan & Scott Silveri                                                       |
| Rachel trifft im Central Perk Melissa (Winona Ryder), eine ehemalige Schulkollegin, mit der sie einmal einen leidenschaftlichen Kuss hatte. Phoebe kann dies nicht glauben und begleitet Rachel zur Verabredung mit Melissa, wo sie jedoch leugnet, dass dies je vorgefallen ist. Da beschließt Rachel, Melissa nochmals zu küssen mit einem überraschenden Ergebnis: sie hat es abgestritten, weil sie immer noch Gefühle für Rachel hat. Währenddessen ist Chandler aufgeregt, als er bei Ralph Lauren denselben Smoking mietet, den Pierce Brosnan als James Bond trug. Kurz darauf kommt Ross daher und behauptet, er habe den Smoking, den Val Kilmer in ‚Batman Forever‘ getragen hat. Doch dann findet er in der Tasche einen Zettel, auf dem steht, dass er von der Premiere des Films ‚Auf den ersten Blick‘ ist. |           |                                    |                                                     |                      |                                       |                                  |                                                                                             |
| 167 | 21        | Das Eheversprechen                 | The One with the Vows                               | 3. Mai 2001          | 23. Apr. 2002                         | Gary Halvorson                   | Doty Abrams                                                                                 |
| Chandler und Monica sollten ihre Eheversprechen schreiben. Doch bei beiden stockt der Schreibprozess. So holt sich Chandler Rat bei den Jungs und Monica bei ihren Freundinnen. Dabei erinnern sie sich alle in Rückblenden an die Stationen, die Monica und Chandler in den letzten Jahren zusammen erlebt haben. |           |                                    |                                                     |                      |                                       |                                  |                                                                                             |
| 168 | 22        | Seide auf der Haut                 | The One with Chandler’s Dad                         | 10. Mai 2001         | 24. Apr. 2002                         | Kevin S. Bright & Gary Halvorson | Schauspiel: Brian Buckner & Sebastian Jones Handlung: Gregory S. Malins                     |
| Chandler versucht sich auf Monicas Bitte mit seinem Vater (Kathleen Turner) zu versöhnen. Sie besuchen eine von Mr. Bings Drag-Shows und kommen ins Gespräch. Schließlich lädt Chandler seinen Vater zu seiner Hochzeit ein. Rachel, nach Ross eine verantwortungslose Fahrerin, macht mit Monicas Porsche eine Spritztour. Ross begleitet sie sicherheitshalber. Rachel wird wegen zu schnellen Fahrens erwischt und flirtet mit dem Beamten, um nicht bestraft zu werden. Später wird Ross angehalten, weil er auf der Autobahn zu langsam fährt, er probiert auch mit dem Officer zu flirten, leider erfolglos. Joey stellt fest, dass Phoebes neuer Freund Damenunterwäsche trägt. Phoebe klärt ihn darüber auf, dass sie öfter die Unterwäsche tauschen. Daraufhin muss Joey dies natürlich auch ausprobieren und fühlt sich genial. |           |                                    |                                                     |                      |                                       |                                  |                                                                                             |
| 169 | 23        | Hochzeit mit Hindernissen – Teil 1 | The One with Chandler and Monica’s Wedding (Part 1) | 17. Mai 2001         | 25. Apr. 2002                         | Kevin S. Bright                  | Gregory S. Malins                                                                           |
| Ross nimmt Chandler zur Seite um ihm klarzumachen, dass er es mit ihm zu tun bekommt, wenn er seiner kleinen Schwester weh tut. Aber Chandler hat keine Angst vor ihm. Joey hat eine Rolle in einem Kriegsfilm bekommen und lernt die Kunst der feuchten Aussprache, weil sein berühmter Co-Star (Gary Oldman) ihn ständig beim Sprechen anspuckt. Chandler bekommt kalte Füße, als er Monicas neue Ansage auf dem Anrufbeantworter hört und er rennt vor der Hochzeit davon. Phoebe findet einen positiven Schwangerschaftstest im Badezimmermüll und nimmt an, dass er von Monica ist. |           |                                    |                                                     |                      |                                       |                                  |                                                                                             |
| 170 | 24        | Hochzeit mit Hindernissen – Teil 2 | The One with Chandler and Monica’s Wedding (Part 2) | 17. Mai 2001         | 26. Apr. 2002                         | Kevin S. Bright                  | David Crane & Marta Kauffman                                                                |
| Joey erfährt, dass er nur eine Szene drehen soll, bevor er zur Hochzeit gehen kann, aber als sein Co-Star betrunken auftaucht, scheint Joey es nicht zur Zeremonie zu schaffen. Ross und Phoebe finden Chandler in seinem Büro, wo er nach Gründen sucht, damit er Monica nicht heiraten muss. Als sie im Hotel sind, wo die Hochzeit stattfindet, bekommt Chandler ungewollt mit, wie Phoebe und Rachel über Monicas vermutete Schwangerschaft diskutieren. Kurz darauf ist Chandler wieder verschwunden, taucht aber kurze Zeit später mit einem Geschenk für Monica und ihre Schwangerschaft auf. Joey kommt gerade noch rechtzeitig an, immer noch im Kostüm aus seinem Kriegsfilm. Monica und Chandler geben sich das Ja-Wort und danach flüstert er ihr ins Ohr, dass er vom Baby weiß. Aber Monica teilt ihm mit, dass der Schwangerschaftstest nicht von ihr ist. |           |                                    |                                                     |                      |                                       |                                  |                                                                                             |

## Staffel 8
| Nr. (ges.) | Nr. (St.) | Deutscher Titel             | Originaltitel                            | Erstausstrahlung USA | Deutschsprachige Erstausstrahlung (D) | Regie           | Drehbuch                                                             |
| --- | --------- | --------------------------- | ---------------------------------------- | -------------------- | ------------------------------------- | --------------- | -------------------------------------------------------------------- |
| 171 | 1         | Das Gerücht                 | The One After „I Do“                     | 27. Sep. 2001        | 25. Feb. 2003                         | Kevin S. Bright | David Crane & Marta Kauffman                                         |
| Alle denken, Monica sei schwanger, aber ihre Ablehnung verlagert den Fokus schnell auf Phoebe und Rachel. Rachel fällt ein Stein vom Herzen, als Phoebe behauptet, sie selbst sei schwanger, denn eigentlich ist es Rachel. Chandlers Schuhe sind rutschig und machen seine Tanzstunden unbrauchbar, daher versucht er die Misere mit Klebeband zu beheben. Joey möchte den Broadway-Regisseur, der als Begleitung von Chandlers Mutter (Morgan Fairchild) an der Hochzeit teilnimmt, von seinem schauspielerischen Talent zu überzeugen. Ross tanzt mit Kindern, um Monicas attraktive und lustige Freundin Mona (Bonnie Somerville) zu beeindrucken, verletzt sich jedoch. |           |                             |                                          |                      |                                       |                 |                                                                      |
| 172 | 2         | Der ominöse rote Pulli      | The One with the Red Sweater             | 4. Okt. 2001         | 4. März 2003                          | David Schwimmer | Dana Klein                                                           |
| Rachel will niemandem sagen, wer der Vater des Babys ist, bis er selbst es erfährt. Joey erzählt Monica und Phoebe, dass vor wenigen Wochen ein Mann mit Rachel geschlafen und seinen roten Pullover vergessen hat. Phoebe denkt daher, dass es ist Tag Jones und arrangiert ein Treffen für Rachel, er ist aber nicht der Vater. Ross und Chandler versuchen, die Hochzeitsbilder nachzustellen, nachdem sie die Einwegkameras nicht mehr finden. Monica ist ungeduldig und beginnt alle Hochzeitsgeschenke zu öffnen. Alle fragen sich immer noch, wer der Vater von Rachels Baby ist, als Ross den roten Pullover in der Wohnung von Monica und Chandler entdeckt und sagt, den habe er schon länger vermisst. |           |                             |                                          |                      |                                       |                 |                                                                      |
| 173 | 3         | Wo ist das Kind?            | The One Where Rachel Tells Ross          | 11. Okt. 2001        | 11. März 2003                         | Sheldon Epps    | Sherry Bilsing-Graham & Ellen Plummer                                |
| Chandler und Monica bereiten sich auf ihre Flitterwochen vor, während Rachel sich darauf vorbereitet, Ross von ihrem Baby zu erzählen. Nachdem Phoebe ihre Gitarre in Monica und Chandlers Wohnung vergessen hat, aber weder sie noch Joey einen Schlüssel haben, erzählen sie dem Hauswart Treeger, dass ein Gasleck vorliege. Es läuft jedoch nicht nach Plan, denn als Treeger den Schlüssel für die Wohnung nicht finden kann, brechen Feuerwehrleute die Tür auf. Chandler und Monica sind eifersüchtig auf ein anderes frisch verheiratetes Paar, das vor ihnen am Flughafen ansteht, weil diese ein Upgrade auf 1. Klasse bekommen und auch im Hotel vor ihnen sind und die Honeymoon-Suite ohne Aufpreis erhalten. Ross begleitet Rachel zur ersten Untersuchung bei der Gynäkologin, wo er auf dem Ultraschall das Baby erkennt, Rachel aber nicht. |           |                             |                                          |                      |                                       |                 |                                                                      |
| 174 | 4         | Ein unmoralisches Video     | The One with the Videotape               | 18. Okt. 2001        | 18. März 2003                         | Kevin S. Bright | Scott Silveri                                                        |
| Ross und Rachel sind sich nicht einig darüber, wer wen verführt hatte, als sie sich trafen. Rachel und die anderen sind sich sicher, dass Ross der Initiator war. Er will das Gegenteil beweisen und verrät versehentlich, dass die Begegnung zufällig auf Videoband vorliegt. Rachel ist zunächst angewidert, will aber den anderen beweisen, dass sie recht hat, also schauen sie gemeinsam das Band an. Dabei stellt sich heraus, dass Rachel Joeys patentierte „Backpacking in Westeuropa-Geschichte, die zum Sex führt“ angewandt hat, ohne zu wissen, dass Ross die Geschichte schon kennt. Monica und Chandler haben in ihren Flitterwochen ein anderes Paar kennengelernt und wollen sich wieder mit ihnen treffen. Aber leider haben die beiden anderen ihnen eine falsche Telefonnummer gegeben. |           |                             |                                          |                      |                                       |                 |                                                                      |
| 175 | 5         | Gefeuert und verlassen      | The One with Rachel’s Date               | 25. Okt. 2001        | 25. März 2003                         | Gary Halvorson  | Brian Buckner & Sebastian Jones                                      |
| Phoebe besucht Monica im Restaurant und lernt den neuen Sous-Chef Tim (Kevin Rahm) kennen, findet in süß und verabredet sich gleich mit ihm. Doch das verursacht Probleme, denn Monica will ihn entlassen, weil er unzuverlässig ist, während Phoebe am selben Tag Schluss machen will, weil er zu fürsorglich ist und sie ständig anruft. Ein Arbeitskollege von Chandler glaubt, Chandlers Name sei Toby. Dies führt zu Verwirrungen, als Bob (Chris Parnell) in die Abteilung von Chandler wechseln will, er aber etwas dagegen hat. Rachel verabredet sich mit Joeys Co-Star Kash (Johnny Messner), verschweigt ihm zunächst aber, dass sie schwanger ist. Ross hat Mühe damit und als sie sich nach dem Date treffen und Rachel ihm sagt, dass es nichts wird, weil sie ihm nun gesagt hat, dass sie schwanger ist, ist Ross erleichtert. Als Rachel ihm danach ins Central Perk folgt, sieht sie, wie Ross mit Mona flirtet, die er auf der Hochzeit von Monica und Chandler kennengelernt hat.                                                                                              |           |                             |                                          |                      |                                       |                 |                                                                      |
| 176 | 6         | Häschen gegen Space-Trottel | The One with the Halloween Party         | 1. Nov. 2001         | 1. Apr. 2003                          | Gary Halvorson  | Mark J. Kunerth                                                      |
| Monica und Chandler laden alle zu einer Halloween-Party ein. Zufällig trifft Phoebe ihre Schwester Ursula und erfährt, dass sie heiraten wird. Spontan lädt sie Ursula und ihren Verlobten Eric (Sean Penn) auf die Party ein. Eric trifft vor Ursula ein und Phoebe fühlt sich gleich von ihm angezogen. Sie hat auch Mitleid mit ihm, weil sie erfährt, was für eine Lügnerin Ursula ist. Monica und Joey diskutieren darüber, wer von den Männern der Stärkste ist. Leider sieht es für Chandler schlecht aus. Es kommt soweit, dass er und Ross sich im Armdrücken duellieren, bis Chandler Ross gewinnen lässt, weil sich Joey in der Zwischenzeit an Mona herangemacht hat. Rachel fragt Monica, ob sie die Süßigkeiten an Kinder verteilen darf, die an die Tür klopfen. Sie begründet es damit, dass sie, seit sie schwanger ist, die stärksten mütterlichen Instinkte habe. Dabei findet sie heraus, dass sie nicht so mütterlich ist, wie sie dachte. |           |                             |                                          |                      |                                       |                 |                                                                      |
| 177 | 7         | Ein Fleck mit Folgen        | The One with the Stain                   | 8. Nov. 2001         | 8. Apr. 2003                          | Kevin S. Bright | R. Lee Fleming, Jr.                                                  |
| Chandler stellt eine Putzfrau ein, um Monica zu helfen. Aber sie glaubt, dass die Putzfrau ihre Kleidung stiehlt, denn sie vermisst seit einer Woche eine Jeans und einen BH. Nachdem Monica Chandler dazu gebracht hat, zu überprüfen, ob es wirklich ihr BH ist, den die Putzfrau trägt, trifft sie Rachel auf dem Flur. Sie trägt genau die gleiche Jeans. Rachel gibt zu, sie ausgeliehen zu haben, ohne etwas zu sagen. Die Putzfrau kündigt, weil sie sich von Chandler sexuell belästigt fühlt. Eric hat sich von Ursula getrennt und möchte mit Phoebe ausgehen, aber sie erinnert ihn zu sehr an ihre Schwester. Als Phoebe zwischendurch zur Arbeit muss, kommt Ursula zurück und Eric schläft mit ihr, weil er meint, sie sei Phoebe. Rachel möchte wegen des Babys bei Joey ausziehen. Ross versucht, Rachel die Wohnung einer in seinem Haus wohnenden Holländerin zu vermitteln, die im Sterben liegt, während Joey Rachel davon zu überzeugen versucht, weiterhin bei ihm zu leben.                                                                                                 |           |                             |                                          |                      |                                       |                 |                                                                      |
| 178 | 8         | Zieh dich aus, Baby!        | The One with the Stripper                | 15. Nov. 2001        | 15. Apr. 2003                         | David Schwimmer | Andrew Reich & Ted Cohen                                             |
| Rachel hat eine Verabredung zum Abendessen mit ihrem Vater (Ron Leibman). Zur Verstärkung nimmt sie Phoebe mit, denn sie muss ihm sagen, dass sie schwanger ist. Ihr Vater ist gar nicht erfreut darüber, dass Ross sie nicht heiraten wird, was dazu führt, dass er Ross bedroht und seine aufkeimende Romanze mit Mona fast ruiniert. Chandler findet zufällig heraus, dass Monica vor der Hochzeit doch eine Junggesellinnen-Party hatte, obwohl abgemacht war, dass sie nichts machen. Also organisiert Monica für Chandler eine Stripperin, um den Fehler wieder gutzumachen und seine Junggesellen-Party nachzuholen. Es stellt sich aber heraus, dass sie eine Prostituierte ist. Schlussendlich jagt Monica die Frau zum Teufel und strippt selbst für Chandler. |           |                             |                                          |                      |                                       |                 |                                                                      |
| 179 | 9         | Der Hass-Club               | The One with the Rumor                   | 22. Nov. 2001        | 22. Apr. 2003                         | Gary Halvorson  | Shana Goldberg-Meehan                                                |
| Monica lädt den High-School-Freund Will (Brad Pitt) zu ihrem Thanksgiving-Abendessen ein, der jedoch hasst Rachel seit der Schulzeit wegen ihres Charakters. Rachel erfährt, dass Will und Ross, die in der High School eher Verlierer waren, damals Gerüchte über Rachel in die Welt gesetzt haben. Monica möchte keinen Truthahn machen, weil nicht alle davon essen wollen. Aber Joey insistiert und verspricht, den ganzen Truthahn zu essen, weil er ein Tribbiani ist. Chandler hat keine Lust Monica bei den Vorbereitungen zu helfen, er setzt sich auf die Couch und tut so, als ob er sich ein Footballspiel ansieht. Nachdem Monica Phoebe herumkommandiert hat, sie sich dies aber nicht gefallen lassen will, setzt sie sich zu Chandler. |           |                             |                                          |                      |                                       |                 |                                                                      |
| 180 | 10        | Schmerz lass nach!          | The One with Monica’s Boots              | 6. Dez. 2001         | 29. Apr. 2003                         | Kevin S. Bright | Schauspiel: Brian Buckner & Sebastian Jones Handlung: Robert Carlock |
| Monica kauft sehr teure Stiefel und verspricht Chandler, sie die ganze Zeit zu tragen. Nach einer Weile hat Monica Schmerzen, weil die Schuhe nicht passen, aber sie traut sich nicht, es zuzugeben. Joeys jüngste Schwester Dina (Marla Sokoloff) ist schwanger und will unter einem Vorwand mit Rachel sprechen, um sich Rat zu holen. Als Joey davon erfährt, will er, dass Dina den Vater des Kindes schnell heiratet. Phoebe findet heraus, dass Stings Sohn in Bens Klasse geht und sich die beiden Jungs häufig streiten. Sie geht unter einem Vorwand in die Schule, um die Adresse herauszufinden. Stings Frau (Trudie Styler) empfängt Phoebe, merkt aber bald, dass Phoebe nur vorgibt, über Ben und Jack sprechen zu wollen, tatsächlich aber Tickets für Stings Konzert bekommen will. |           |                             |                                          |                      |                                       |                 |                                                                      |
| 181 | 11        | Ein Mann für eine Nacht     | The One with Ross’s Step Forward         | 13. Dez. 2001        | 6. Mai 2003                           | Gary Halvorson  | Robert Carlock                                                       |
| Ross flippt aus, als Mona gemeinsame Weihnachtskarten verschicken und mit ihm über ihre Zukunft sprechen will. Weil er nicht weiter weiß, gibt er ihr den einzigen Schlüssel zu seiner Wohnung, was zur Folge hat, dass er das Türschloss auswechseln muss. Genau in diesem Moment kommt Mona zu ihm und ist aufgrund der widersprüchlichen Signale verwirrt. Chandler versucht, keine Zeit mehr mit seinem Chef zu verbringen und verstrickt sich dabei immer mehr in Lügengeschichten. Schlussendlich sagt er sogar, er und Monica hätten sich getrennt, damit sie nicht mit ihm essen gehen müssen. Rachel hat hormonelle Probleme infolge der Schwangerschaft und ist scharf auf jeden hübschen Mann, doch sie versucht sich zu zügeln. Letztendlich macht sie sogar Joey eindeutige Angebote, doch sie können sich zurückhalten. |           |                             |                                          |                      |                                       |                 |                                                                      |
| 182 | 12        | Tausendmal berührt …        | The One Where Joey Dates Rachel          | 10. Jan. 2002        | 13. Mai 2003                          | David Schwimmer | Sherry Bilsing-Graham & Ellen Plummer                                |
| Jetzt, da Rachel wegen ihrer Schwangerschaft keine Verabredungen mehr haben kann, beschließt Joey, sie zu einem Date einzuladen. Aber sofort ist er in Rachel verknallt, etwas, vor dem selbst er Angst hat. Monica und Chandler erhalten von Phoebe einen Ms. Pac-Man Spielautomaten als verspätetes Hochzeitsgeschenk. Nachdem Phoebe den Highscore setzt kann Chandler nicht aufhören, bis er diesen knackt. Er verwendet aber unanständige Initialen, die Monica nicht gefallen und entfernt werden müssen, da Ben vorbeikommt, um zu spielen. Aber nebst Chandler scheitert auch Phoebe daran und flucht deswegen genau in dem Moment, als Ross mit Ben zur Türe hineinkommt. |           |                             |                                          |                      |                                       |                 |                                                                      |
| 183 | 13        | Der Kapitän der Badewanne   | The One Where Chandler Takes a Bath      | 17. Jan. 2002        | 20. Mai 2003                          | Ben Weiss       | Vanessa McCarthy                                                     |
| Monica neckt Chandler wegen seiner Abneigung zum Baden, aber sie verführt ihn dazu, indem sie ihn im Glauben lässt, dass Sex auf dem Balkon, den er schon immer wollte, eine Option sei. Wider Erwarten gefällt Chandler das Baden. Joey muss immer mehr kämpfen, sich nicht in Rachel zu verlieben. Er versucht zunächst mit Chandler und danach mit Monica darüber zu sprechen, redet aber in Rätseln. Monica und Chandler kombinieren daraus, dass er in Phoebe verknallt ist und erzählen es ihr. Sie spricht Joey darauf an, stellt dabei aber fest, dass Joey Rachel meinte. Ross und Rachel diskutieren über mögliche Namen für ihr Baby und kein Vorschlag des Anderen gefällt. Nach einer Routineuntersuchung verdächtigt Ross Rachel, sie wisse nun das Geschlecht, obwohl sie abgemacht haben, es nicht wissen zu wollen. Da Ross es nun auch wissen will, ruft er die Gynäkologin an. Danach verplappert er sich bei Rachel, die nicht wusste, dass sie ein Mädchen bekommen. |           |                             |                                          |                      |                                       |                 |                                                                      |
| 184 | 14        | Die Geheimkammer            | The One with the Secret Closet           | 31. Jan. 2002        | 27. Mai 2003                          | Kevin S. Bright | Brian Buckner & Sebastian Jones                                      |
| Chandler wundert sich, dass es in der Wohnung eine Kammer gibt, die abgeschlossen ist. Da Monica ihm nicht sagen will, was sich darin befindet, ist er davon besessen, es herauszufinden. Als er die Türe endlich aufgebrochen hat, staunt er nicht schlecht über die Unordnung der sonst so perfekten Monica. Phoebe findet heraus, dass sich Monica schon lange von einer anderen Masseurin behandeln lässt. Deswegen fühlt sie sich betrogen, Monica erklärt ihr aber, dass sie das so wollte, um ihre Freundschaft nicht zu gefährden. Doch Phoebe besteht darauf, dass sie Monica einmal massieren darf. Dabei beginnt Monica wie beim Sex zu stöhnen, was nun Phoebe stört. Ross fühlt sich ausgeschlossen, nachdem er den ersten Tritt des Babys verpasst hat. Als Rachel Schmerzen hat, bringt Joey sie in die Klinik. Da Ross wieder zu spät kommt nimmt der Arzt an, Joey sei der Vater. Joey fühlt sich in dieser Situation schlecht und schlägt vor, dass Rachel bei Ross einziehen soll. Er meint auch, dass damit seine Gefühle für Rachel verschwinden, täuscht sich aber gewaltig. |           |                             |                                          |                      |                                       |                 |                                                                      |
| 185 | 15        | Ein Porno zum Valentinstag  | The One with the Birthing Video          | 7. Feb. 2002         | 3. Juni 2003                          | Kevin S. Bright | Dana Klein                                                           |
| Phoebe will Rachel ein Geburtsvideo einer Freundin geben. Doch Chandler findet es und glaubt es sei ein Porno als Geschenk von Monica zum Valentinstag. Er sieht es sich an und ist entsetzt. Nachdem er es auch noch mit Monica gesehen hat, ist die Stimmung für den Valentinstag kaputt. Ross bemüht sich Mona zu sagen, dass Rachel jetzt bei ihm wohnt. Bevor er es fertigbringt, taucht Mona unvermittelt bei ihm zu Hause auf und erfährt es von Rachel. Wegen seiner Unehrlichkeit trennt sie sich von Ross. Joey ist deprimiert, worauf Phoebe ihm einen Hund leiht, der ihn fröhlich stimmen soll. Joey steckt den Hund jedoch mit seiner Niedergeschlagenheit an und erzählt Ross am Ende von seinen Gefühlen für Rachel. |           |                             |                                          |                      |                                       |                 |                                                                      |
| 186 | 16        | Nur ein kleiner Gag         | The One Where Joey Tells Rachel          | 28. Feb. 2002        | 10. Juni 2003                         | Ben Weiss       | Andrew Reich & Ted Cohen                                             |
| Ross ist sprachlos über Joeys Erklärung, dass er sich in Rachel verliebt hat und redet zunächst nicht mehr mit ihm. Schließlich überzeugt er ihn aber, es Rachel zu sagen. Joey gesteht ihr seine Liebe, aber Rachel lehnt ihn höflich und liebevoll ab. Phoebe ist überzeugt, dass ihr neuer Bekannter, ein Brite namens Don, Monicas Seelenverwandter ist. Chandler platzt vor Eifersucht, weil sich die beiden wirklich gut verstehen. |           |                             |                                          |                      |                                       |                 |                                                                      |
| 187 | 17        | Prophezeiung der Teeblätter | The One with the Tea Leaves              | 7. März 2002         | 17. Juni 2003                         | Gary Halvorson  | Schauspiel: Steven Rosenhaus Handlung: R. Lee Fleming, Jr.           |
| Phoebe liest für alle Freunde im Central Perk in Teeblättern. Bei sich selbst sieht sie, dass sie bald den Mann ihrer Träume treffen wird, was sie zu einem katastrophalen Date mit einem verstörenden Mann führt. Kurz darauf trifft sie in der Reinigung einen charmanten Mann. Rachel möchte, dass Joey wieder normal mit ihr redet. Monica empfiehlt ihr, mit ihm über ein Problem bei der Arbeit zu sprechen. Rachel behauptet deshalb, dass ihr Chef ihr das Baby abkaufen will, was dazu führt, dass Joey ihren Chef zurechtweist. Nun hat sie Angst um ihren Job, doch erstaunlicherweise entschuldigt sich ihr Chef deswegen sogar bei ihr. Ross vermisst sein lachsfarbenes Hemd und vermutet, dass er es in Monas Wohnung liegen gelassen hat. Deshalb will er es zurückholen, aber Mona ist nicht zu Hause. Er verschafft sich Zugang mit dem versteckten Wohnungsschlüssel, als Mona plötzlich mit ihrem neuen Freund zurückkehrt. |           |                             |                                          |                      |                                       |                 |                                                                      |
| 188 | 18        | Zu Tränen gerührt           | The One in Massapequa                    | 28. März 2002        | 24. Juni 2003                         | Gary Halvorson  | Schauspiel: Mark J. Kunerth Handlung: Peter Tibbals                  |
| Nachdem immer Ross die Rede zum Hochzeitstag ihrer Eltern gehalten hat, will sich diesmal Monica versuchen, doch sie verpfuscht den Versuch anlässlich des großen Festes zum 35-jährigen Hochzeitstag. Phoebe bringt Parker (Alec Baldwin) mit zum Fest, der von allem sehr begeistert ist und letztendlich die gesamte Gruppe, einschließlich sich selbst, nervt. Ross und Rachel müssen so tun, als wären sie verheiratet, denn Ross’ Eltern haben herumerzählt, dass sie heimlich geheiratet hätten, weil Rachel schwanger ist. Während sich Rachel in Übertreibungen bezüglich der Hochzeit ergeht, beeindruckt Ross sie damit, wie er den vermeintlichen Heiratsantrag gemacht hat. Später gibt er zu, dass er es wirklich so geplant hatte und weckt damit bei Rachel Gefühle. |           |                             |                                          |                      |                                       |                 |                                                                      |
| 189 | 19        | Joeys Interview             | The One with Joey’s Interview            | 4. Apr. 2002         | 1. Juli 2003                          | Gary Halvorson  | Doty Abrams                                                          |
| Joey bereitet sich auf ein Interview mit dem „Soap Opera Digest“ vor, obwohl er Angst hat, etwas Dummes zu sagen, das seine Karriere gefährden könnte. Ein früheres Interview hatte den Produzenten von „Days of Our Lives“ nicht gepasst, weshalb er dort den Serientod sterben musste und entlassen wurde. Joey beauftragt seine Freunde, dafür zu sorgen, dass alles gut läuft, indem sie ihm ins Wort fallen sollen, falls er etwas Falsches anspricht. In Rückblenden sieht man, welche Antworten er auf die Fragen der Journalistin geben könnte, aber es glücklicherweise nicht macht. |           |                             |                                          |                      |                                       |                 |                                                                      |
| 190 | 20        | Die Babyparty               | The One with the Baby Shower             | 25. Apr. 2002        | 8. Juli 2003                          | Kevin S. Bright | Sherry Bilsing-Graham & Ellen Plummer                                |
| Phoebe und Monica bereiten sich auf die Babyparty für Rachel vor und haben vergessen, Rachels Mutter einzuladen. Während der Party versucht Monica verzweifelt, Sandra um Vergebung zu bitten, aber ohne Erfolg. Rachel merkt, dass sie keine Ahnung hat, wie sie sich nach der Geburt um das Baby kümmern soll. Ihre Mutter besteht darauf, acht Wochen bei ihr zu bleiben, sehr zu ihrem und Ross’ Missfallen. Monica gibt Rachel schließlich das Selbstvertrauen, eine Mutter zu sein und lässt Sandra wissen, dass sie über ihre Boshaftigkeit wütend ist. Joey hat ein Casting für einen Job als Moderator für eine neue, recht komplexe Spielshow,daher helfen Chandler und Ross beim Üben. Beim Vorsprechen stellt sich dann heraus, dass das ganze Konzept der Show geändert wurde. |           |                             |                                          |                      |                                       |                 |                                                                      |
| 191 | 21        | Der Kochkurs                | The One with the Cooking Class           | 2. Mai 2002          | 15. Juli 2003                         | Gary Halvorson  | Schauspiel: Brian Buckner & Sebastian Jones Handlung: Dana Klein     |
| Monicas Kochkünste werden in der New York Post schlecht bewertet. Nachdem sie den Kritiker mit einer neuen Bouillabaisse konfrontiert hat, er sich aber nicht umstimmen lässt, beschließt sie, mit Joey im Schlepptau an einem Kochkurs teilzunehmen. Rachel und Ross gehen Babyausstattung kaufen. Dabei beginnt die Verkäuferin Katie (Rena Sofer) mit Ross zu flirten. Rachel stört dies zunächst nicht, sie findet es eher geschmacklos. Als Katie dann bei ihnen zu Hause auftaucht und mit Ross einen Kaffee trinken geht, wird Rachel eifersüchtig. Phoebe hilft Chandler, sich auf ein Vorstellungsgespräch vorzubereiten, indem er seinen Instinkt für unreife Witze aufhalten soll. Soweit geht beim Gespräch alles gut, bis Chandler zum Schluss wieder ins alte Muster verfällt. |           |                             |                                          |                      |                                       |                 |                                                                      |
| 192 | 22        | Warten aufs Baby            | The One Where Rachel Is Late             | 9. Mai 2002          | 22. Juli 2003                         | Gary Halvorson  | Shana Goldberg-Meehan                                                |
| Da Joey nur zwei Tickets für die Premiere seines Films erhält und Monica und Phoebe darüber streiten, wer mitdarf, lädt er Chandler ein. Aber Chandler schläft währenddessen ein, was Joey ziemlich wütend macht. Er will daraufhin Chandler alle Zuwendung zurückzahlen, die er über Jahre gemacht hat, bevor er ein Star wurde. Als er aber die Summe sieht, stört es ihn nicht mehr, dass Chandler geschlafen hat. Rachel ist sehr frustriert über die Tatsache, dass sie acht Tage über den Geburtstermin ist und versucht alles, um die Wehen herbeizuführen. Doch erst als sich Ross bereit erklärt, für die letzte Option, nämlich Sex, zur Verfügung zu stehen, platzt die Fruchtblase endlich während der ersten Küsse. Monica und Phoebe wetten mehrmals auf den Geburtstermin, aber Monica verliert ständig. |           |                             |                                          |                      |                                       |                 |                                                                      |
| 193 | 23        | Das Baby kommt! – Teil 1    | The One Where Rachel Has a Baby (Part 1) | 16. Mai 2002         | 29. Juli 2003                         | Kevin S. Bright | Scott Silveri                                                        |
| Ross und Rachel kommen im Krankenhaus an, doch alle anderen sind schon da. Ross fragt sich, wie sie das geschafft haben. Ross’ Mutter kommt ebenfalls vorbei und bringt ihm den Verlobungsring ihrer Mutter, damit er Rachel einen Antrag machen kann, denn sie will immer noch, dass das Kind „richtige“ Eltern hat. Monica will Chandler erschrecken und sagt ihm, sie wolle auch ein Baby, aber er findet es eine gute Idee. Da der Moment gerade günstig wäre, um schwanger zu werden, suchen sie im Krankenhaus nach einem freien Zimmer. Nachdem schon vier Frauen, die nach Rachel ins Krankenhaus gekommen und mit ihr das Zimmer geteilt haben, bereits im Gebärsaal sind, verzweifelt sie langsam. Doch die nächste werdende Mutter lässt sie noch mehr verzweifeln, denn es ist Janice, Chandlers Ex. |           |                             |                                          |                      |                                       |                 |                                                                      |
| 194 | 24        | Das Baby kommt! – Teil 2    | The One Where Rachel Has a Baby (Part 2) | 16. Mai 2002         | 5. Aug. 2003                          | Kevin S. Bright | David Crane & Marta Kauffman                                         |
| Phoebe hat im Gang einen netten Patienten, der sich das Bein gebrochen hat, kennengelernt. Da sie ihn nicht mehr nach der Zimmernummer fragen kann, spielt Joey am Empfang Dr. Drake Ramoray, um an die Information zu kommen. Da sich Phoebe danach nicht getraut, in sein Zimmer zu gehen, muss Joey nochmals als Arzt einspringen. Cliff (Eddie McClintock) ist ziemlich verstört über die Fragen, die Joey stellt, und als er ihn danach noch im Fernsehen sieht, beginnt er zu zweifeln. Phoebe klärt ihn aber darüber auf, dass Joey ein Freund von ihr ist. Nach einundzwanzig Stunden Arbeit hat es Rachel endlich geschafft und das Baby ist da. Da sie noch keinen Namen haben und Rachel die Vorschläge von Ross nicht gut findet, darf sie den Namen von Monica haben, die schon weiß, dass ihr Kind Emma heißen sollte, wäre es ein Mädchen. Joey findet Ross’ Verlobungsring. Rachel denkt, er macht ihr einen Antrag und sagt „Okay“. |           |                             |                                          |                      |                                       |                 |                                                                      |

## Staffel 9
| Nr. (ges.) | Nr. (St.) | Deutscher Titel                 | Originaltitel                          | Erstausstrahlung USA | Deutschsprachige Erstausstrahlung (D) | Regie              | Drehbuch                                                                                    |
| --- | --------- | ------------------------------- | -------------------------------------- | -------------------- | ------------------------------------- | ------------------ | ------------------------------------------------------------------------------------------- |
| 195 | 1         | Willst du …?                    | The One Where No One Proposes          | 26. Sep. 2002        | 12. Aug. 2003                         | Kevin S. Bright    | Sherry Bilsing-Graham & Ellen Plummer                                                       |
| Nachdem Joey Rachel versehentlich einen Antrag gemacht hat, versucht er ihr zu sagen, dass es nicht so gemeint war, kann aber nie einen geeigneten Moment finden. Währenddessen versuchen Monica und Chandler weiter, ein Baby zu bekommen. Doch Monicas Vater erwischt sie in der Besenkammer. Ross will, ohne zu wissen, dass Joey Rachel einen Antrag gemacht hat, die Beziehung mit Rachel wieder ins Lot bringen, aber Phoebe stiftet Unruhe, weil sie selbst nicht weiß, wer nun eigentlich Rachel einen Antrag gemacht hat. Zu allem Überfluss sind alle völlig übermüdet und Rachel hat Probleme mit dem Stillen von Emma. |           |                                 |                                        |                      |                                       |                    |                                                                                             |
| 196 | 2         | Don’t Cry for Me, Emma          | The One Where Emma Cries               | 3. Okt. 2002         | 19. Aug. 2003                         | Sheldon Epps       | Dana Klein                                                                                  |
| Nachdem Rachel Emma geweckt hat, hört das Baby nicht mehr auf zu schreien. Alle gut gemeinten Vorschläge von Phoebe und Monica scheitern, bis Monica die Kleine auf den Arm nimmt. Chandler willigt versehentlich ein, nach Tulsa zu ziehen, weil er in einer Besprechung eingeschlafen ist. Monica ist gar nicht erfreut darüber. Währenddessen landen Joey und Ross im Krankenhaus, als Ross, der immer noch wütend auf Joey ist, versucht hat Joey zu schlagen, nachdem der ihn darum gebeten hat. Er verfehlt Joey aber und trifft mit der Faust einen Pfosten und bricht sich dabei den Daumen. |           |                                 |                                        |                      |                                       |                    |                                                                                             |
| 197 | 3         | Der Doktor lebt                 | The One with the Pediatrician          | 10. Okt. 2002        | 26. Aug. 2003                         | Roger Christiansen | Brian Buckner & Sebastian Jones                                                             |
| Monica will mit Chandler nach Tulsa und sucht deswegen nach einem Job vor Ort. Als sie bei einer Agentin anfragt, wird ihr ein großartiger Job in Manhattan angeboten. Nun ist sie unsicher, denn als ihr Chandler anbot, dass sie in New York bleiben soll, da er nur vier Tage pro Woche nach Tulsa muss, war sie dagegen. Phoebe und Joey treffen sich zu Blind Dates und da Joey keine Männer kennt findet er einen völlig Fremden namens Mike (Paul Rudd) als Phoebes Date. Nachdem Rachel von Emmas Kinderarzt Dr. Weiner wegen ihrer ständigen Anrufe von der Liste gestrichen wurde, bringt sie Emma zu Dr. Gettleman, dem Kinderarzt, zu dem Ross und Monica in ihrer Kindheit gegangen sind und erfährt dabei, dass Ross immer noch Patient von Dr. Gettleman ist. |           |                                 |                                        |                      |                                       |                    |                                                                                             |
| 198 | 4         | Welcher Mann für welches Leben? | The One with the Sharks                | 17. Okt. 2002        | 2. Sep. 2003                          | Ben Weiss          | Andrew Reich & Ted Cohen                                                                    |
| Monica überrascht Chandler mit einem Besuch in Tulsa, er sieht sich jedoch Pornos im Hotelfernsehen an und als sie ankommt, schaltet er panisch den Sender um. Nun läuft eine Hai-Dokumentation, die Monica glauben lässt, dass die Meerestiere ihn anmachen. Joey glaubt, er habe bereits mit dem Mädchen geschlafen, mit dem er sich verabredet, weil ihm alles in ihrer Wohnung bekannt vorkommt. Als aber ihre Mitbewohnerin nach Hause kommt, erinnert er sich wieder, wer es war. Phoebe befürchtet Mike zu verlieren, nachdem sie bemerkt hat, dass sie noch nie eine langfristige Beziehung hatte. Ross versucht sie zu trösten und geht zu Mike, um mit ihm darüber zu sprechen, erzählt ihm aber schließlich, dass Phoebe eine langjährige Beziehung zu einem Inder namens Vikram hatte. |           |                                 |                                        |                      |                                       |                    |                                                                                             |
| 199 | 5         | Dinner for Six                  | The One with Phoebe’s Birthday Dinner  | 31. Okt. 2002        | 9. Sep. 2003                          | David Schwimmer    | Scott Silveri                                                                               |
| Phoebe plant ein Abendessen zu ihrem Geburtstag, aber nur sie und Joey sind pünktlich. Monica und Chandler kommen zu spät, weil Chandler an einer Sitzung in Tulsa geraucht hat und Monica dies nun gerochen hat. Eigentlich wollte sie nur noch schnell Sex mit ihm haben, weil sie einen Eisprung hat, aber alles artet in einen großen Streit aus. Schließlich tut sie so, als ob sie ihm vergibt, nur damit er mit ihr ins Bett geht. Rachel und Ross sind zu spät, weil Rachel Emma eigentlich nicht alleine lassen will und Ross sich darüber lustig macht. Als dann Ross’ Mutter noch zu spät zum Babysitten kommt, will Ross, dass Rachel schon geht. Dabei sperren sie sich aus der Wohnung aus. Nun herrscht nackte Panik bei Rachel, aber statt dass Ross sie beruhigt macht er sich noch mehr über ihre Hysterie lustig. Als alle dann doch noch im Restaurant eintreffen, ist Joey schon fast am verhungern, zudem mussten er und Phoebe an einen kleineren Tisch wechseln. Als alle endlich bestellt haben klingelt Phoebes Telefon und Mike teilt ihr mit, dass er schon früher Schluss hat. Phoebe geht deshalb sofort, Rachel und Ross sowie Monica und Chandler finden nun auch Ausreden, um zu gehen. Zum Schluss sitzt Joey alleine am Tisch und muss die Bestellungen von sechs Personen aufessen. |           |                                 |                                        |                      |                                       |                    |                                                                                             |
| 200 | 6         | Der Kindermann                  | The One with the Male Nanny            | 7. Nov. 2002         | 16. Sep. 2003                         | Kevin S. Bright    | Marta Kauffman & David Crane                                                                |
| Ross und Rachel suchen ein Kindermädchen für Emma, nach ein paar unbrauchbaren Kandidaten stellt sich ein männliches Kindermädchen (Freddie Prinze junior) vor. Ross ist absolut dagegen, Rachel findet Sandy sofort sympathisch. Schließlich will Ross ihn entgegen dem Willen von Rachel wieder entlassen. Chandler ist gekränkt, als Monica ihm erzählt, dass sie jemanden getroffen hat, der der lustigste Mann ist, den sie je kennengelernt hat. Bisher dachte er immer, er sei der witzigste Mensch der Welt. Währenddessen taucht Phoebes Ex-Freund David (Hank Azaria) wieder auf, Phoebe lügt ihn zunächst an, als er sie fragt, ob sie einen festen Freund hat. Als sie es ihm doch noch gesteht taucht unvermittelt Mike, mit dem sie kürzlich die Wohnungsschlüssel getauscht hat, bei ihr auf und erwischt die beiden bei einem innigen Kuss. |           |                                 |                                        |                      |                                       |                    |                                                                                             |
| 201 | 7         | Kein Lied von guten Eltern      | The One with Ross’s Inappropriate Song | 14. Nov. 2002        | 23. Sep. 2003                         | Gary Halvorson     | Robert Carlock                                                                              |
| Ross findet einen Weg, Emma zum Lachen zu bringen, indem er „Baby Got Back“ singt. Als Rachel es erfährt, findet sie es unpassend. Aber als sie selbst versucht Emma zum Lachen zu bringen, muss sie auf den gleichen Song zurückgreifen. Phoebe ist bei Mikes Eltern zum Essen eingeladen und versucht sie mit einem snobistischen Akzent zu beeindrucken. Als Mike ihr sagt, sie solle ganz natürlich sein, beginnt sie von ihrem bisherigen Leben zu erzählen was bei Mikes Eltern für Verwirrung sorgt. Joey sucht eine gute Anlage für das viele Geld, das er nun verdient, man empfiehlt ihm Immobilien. Zufällig erfährt er, dass Richard einen Käufer für seine Wohnung sucht. Als Chandler und Joey die Wohnung besichtigen, finden sie ein Videoband mit Monicas Namen. Chandler lässt es mitlaufen, da er es sich ansehen will. Man sieht eine Frau mit Cowboystiefeln, welche Sex mit Richard hat, für Chandler ist klar, dass es Monica sein muss. Aber als Monica nach Hause kommt und das Video auch sieht, verneint sie es zu sein, weil sie keine Cowboystiefel besitzt. |           |                                 |                                        |                      |                                       |                    |                                                                                             |
| 202 | 8         | Die schreckliche Schwester      | The One with Rachel’s Other Sister     | 21. Nov. 2002        | 30. Sep. 2003                         | Kevin S. Bright    | Shana Goldberg-Meehan                                                                       |
| Rachels Schwester Amy (Christina Applegate) taucht auf und bleibt zum Thanksgiving-Essen, weil ihr verheirateter Freund sie versetzt hat. Amy stellt sich plötzlich die Frage, ob sie Emma bekommen würde, wenn Rachel und Ross hypothetisch sterben würden. Aber Rachel und Ross würden Emma an Monica und Chandler weitergeben. Als Amy fragt, ob sie das Baby bekäme, wenn Monica ebenfalls sterben würde, weil sie sagten, dass Emma im Fall, dass Monica und Chandler nicht mehr da wären zu Ross’ Eltern gehen würde, ist Chandler verärgert, weil Ross und Rachel ihm nicht vertrauen. Währenddessen ist Monica besessen von ihren teuren Porzellantellern und Phoebe versucht Joey beizubringen, wie man lügt, nachdem Joey vergessen hat, zur Thanksgiving-Parade für seine Serie zu gehen. |           |                                 |                                        |                      |                                       |                    |                                                                                             |
| 203 | 9         | Rachels Nummer                  | The One with Rachel’s Phone Number     | 5. Dez. 2002         | 7. Okt. 2003                          | Ben Weiss          | Mark J. Kunerth                                                                             |
| An einem Mädelsabend mit Phoebe gibt Rachel einem Mann ihre Telefonnummer, bereut es aber sofort, nachdem ihr klar geworden ist, dass Ross zu Hause den Anruf entgegennimmt. Während Phoebe und Rachel unterwegs sind lädt Ross Mike ein, mit ihm abzuhängen. Da Mike aber nicht über seine Scheidung sprechen möchte und Ross kein Keyboard zu Hause hat, stellen sie fest, dass sie wenig gemeinsam haben und schweigen sich den ganzen Abend an. Joey lädt Chandler zu einem Spiel ein, aber Monica will nicht, dass er geht, da es der einzige Abend ist, an dem sie sich sehen können. Da Chandler Joey nicht anlügen will, behauptet er, er komme nicht von Tulsa weg. Als Joey bei ihnen an die Türe klopft und eine Männerstimme hört, glaubt er, dass Monica eine Affäre hat. Er ruft Chandler an, er müsse sofort kommen. Damit die Lüge nicht auffliegt klettert Chandler die Feuerleiter hinunter und tut so, als ob er gerade nach Hause kommt. Monica hat aber vergessen seinen Koffer wegzustellen, den Joey prompt sieht. |           |                                 |                                        |                      |                                       |                    |                                                                                             |
| 204 | 10        | Chandlers Fest                  | The One with Christmas in Tulsa        | 12. Dez. 2002        | 14. Okt. 2003                         | Kevin S. Bright    | Doty Abrams                                                                                 |
| Es ist Weihnachten, aber Chandler muss nach Tulsa, weil sie viel Arbeit haben, die bis Ende Jahr fertig sein muss. Seine Mitarbeiter sind total demotiviert und nach einigen Diskussionen schickt er sie doch nach Hause. Einzig seine Mitarbeiterin Wendy (Selma Blair) bleibt und Chandler beginnt zu erzählen, wie toll Weihnachten mit seinen Freunden immer ist, was in Rückblenden gezeigt wird. Als Monica anruft und auf Wendy eifersüchtig wird, entscheidet er sich zu kündigen und sofort nach Hause zu seinen Freunden zurückzukehren. |           |                                 |                                        |                      |                                       |                    |                                                                                             |
| 205 | 11        | Phoebe – Superstar              | The One Where Rachel Goes Back to Work | 9. Jan. 2003         | 21. Okt. 2003                         | Gary Halvorson     | Schauspiel: Peter Tibbals Handlung: Judd Rubin                                              |
| Chandler ist frustriert, weil er nun arbeitslos ist. Ross empfiehlt ihm, nun kein Kind zu machen, solange er nicht weiß, wie seine Zukunft aussieht. Da er es Monica nicht sagen kann, täuscht er einen Orgasmus vor. Rachel besucht ihre Kollegen auf der Arbeit um Emma zu präsentieren, als sie herausfindet, dass man ihren Job an Gavin (Dermot Mulroney) übergeben hat. Sie befürchtet, dass er den Job dauerhaft haben könnte und will deshalb ihren Mutterschaftsurlaub sofort beenden. Phoebe ist pleite und weiß nicht weiter. Joey bietet ihr eine Stelle als Komparsin in seiner Serie an. Doch sie verkracht sich sofort mit dem Regisseur (Evan Handler), weil sie sich ungeschickt anstellt und „ihre Rolle“ selbst ausgestalten will. Zunächst bewahrt Joey sie vor dem Rauswurf, doch als sie beginnt zu übertreiben, sorgt er selbst dafür, dass sie gehen muss. |           |                                 |                                        |                      |                                       |                    |                                                                                             |
| 206 | 12        | Die Rattenbabys                 | The One with Phoebe’s Rats             | 16. Jan. 2003        | 28. Okt. 2003                         | Ben Weiss          | Schauspiel: Brian Buckner & Sebastian Jones Handlung: Dana Klein                            |
| Mike findet in Phoebes Schrank eine Ratte, die von Phoebe Bob genannt wird. Mike stellt deshalb Fallen auf, als Phoebe in einem anderen Schrank Rattenbabys findet. In diesem Moment hört man eine Falle zuschnappen, worauf sich Phoebe dazu berufen fühlt, für die verwaisten Rattenbabys zu sorgen. Ross und Rachel stellen eine neue Nanny namens Molly (Melissa George) ein, aber Ross macht sich Sorgen, als Joey anfängt, ein Auge auf sie zu werfen. Eigentlich sollte Chandler darauf aufpassen, dass Joey nicht Molly nachsteigt, aber bei der Geburtstagsparty von Rachel entwischt er ihm. Sie finden die beiden bei Ross zu Hause, in dem Moment als sie Joey zur Rede stellen wollen, kommt die Freundin von Molly und küsst sie. Ross ist erleichtert, dass sie lesbisch ist, aber Joey törnt das noch mehr an. Rachel streitet weiter mit Gavin, küsst ihn aber auf ihrer Geburtstagsfeier auf Monicas und Chandlers Balkon. Ross sieht dies von seiner Wohnung gegenüber. |           |                                 |                                        |                      |                                       |                    |                                                                                             |
| 207 | 13        | Kuss mit Folgen                 | The One Where Monica Sings             | 30. Jan. 2003        | 4. Nov. 2003                          | Gary Halvorson     | Schauspiel: Steven Rosenhaus Handlung: Sherry Bilsing-Graham & Ellen Plummer                |
| Joey muss neue Porträtbilder machen, man empfiehlt ihm, dafür die Augenbrauen zu zupfen. Doch er verhält sich im Schönheitssalon so wehleidig, dass sie ihm nur eine Augenbraue machen können. Phoebe schlägt vor, dass Monica in Mikes Pianobar singt. Nach einigen Zweifeln tut Monica es. Das Publikum liebt sie, aber nur, wenn das Licht auf sie gerichtet ist. Denn dann können sie sehen, dass ihre Bluse durchsichtig ist und man ihre Brüste sehen kann, da sie keinen BH trägt. Währenddessen denkt ein wütender und paranoider Ross, Rachel würde ihm alles verheimlichen und versucht verzweifelt, ein Date zu finden. Rachel, die mit Ross über ihr Verhältnis zueinander sprechen will, merkt, dass die Situation nicht funktioniert und beschließt, mit Emma wieder bei Joey einzuziehen. |           |                                 |                                        |                      |                                       |                    |                                                                                             |
| 208 | 14        | Blind Dates                     | The One with the Blind Dates           | 6. Feb. 2003         | 11. Nov. 2003                         | Gary Halvorson     | Sherry Bilsing-Graham & Ellen Plummer                                                       |
| Damit Ross und Rachel erkennen, dass sie perfekt zueinander passen, haben Phoebe und Joey schlechte Blind Dates für sie organisiert. Während Ross vergebens auf sein Date wartet, weil Phoebe und Joey im letzten Moment gemerkt haben, dass es Gemeinsamkeiten mit der geplanten Frau gäbe, darf Rachel den Abend mit einem Kunden von Phoebe verbringen. Steve (Jon Lovitz) ist ein drogensüchtiger ehemaliger Restaurantbesitzer, der keine Perspektiven in seinem Leben sieht. Monica und Chandler passen derweil auf Emma auf. Weil Monica einen falschen Kalender benutzt hat, merkt sie, dass heute der letzte Tag vom Eisprung ist. Als Emma schläft schleichen sie ins Schlafzimmer. Da kommt Joey in die Wohnung und hört die eindeutigen Geräusche. Deswegen nimmt er Emma zu sich. Als Monica und Chandler fertig sind und wieder ins Wohnzimmer kommen bricht Panik aus, als sie merken, dass Emma weg ist. |           |                                 |                                        |                      |                                       |                    |                                                                                             |
| 209 | 15        | Hände hoch                      | The One with the Mugging               | 13. Feb. 2003        | 18. Nov. 2003                         | Gary Halvorson     | Peter Tibbals                                                                               |
| Phoebe und Ross werden auf der Straße überfallen. Dabei stellt Phoebe fest, dass es sich beim Dieb um einen alten Freund von der Straße (Kyle Gass) handelt. Als sie danach mit Monica darüber diskutieren erzählt sie, dass Ross als Jugendlicher bereits einmal überfallen wurde. Aufgrund der Schilderung merkt Phoebe, dass sie die Person war, die ihn damals überfallen hatte. In der Zwischenzeit kann Chandler ein Praktikum als Werber machen, fühlt sich aber aufgrund seines Alters fehl am Platz, bis er den Artikel, der beworben werden soll, selbst testet und dabei hinfällt. Joey spricht für ein Stück mit Leonard Hayes (Jeff Goldblum) vor, scheitert aber beim ersten Mal. Trotzdem darf er nochmals vorsprechen. Da er dringend auf die Toilette sollte spricht er mit schmerzverzerrtem Gesicht und bekommt die Rolle. |           |                                 |                                        |                      |                                       |                    |                                                                                             |
| 210 | 16        | Toll bestückt!                  | The One with the Boob Job              | 20. Feb. 2003        | 25. Nov. 2003                         | Gary Halvorson     | Mark J. Kunerth                                                                             |
| Monica bittet Joey um einen Kredit. Kurz darauf fragt auch Chandler Joey um Geld, dabei erfährt er, dass Monica ebenfalls um Geld gebeten hat, obwohl er sagte, dass Bings niemals Geld leihen. Deshalb behauptet Joey, Monica brauche das Geld für eine Brustvergrößerung. Nun versucht Chandler dies zu verhindern, aber sie reden aneinander vorbei, denn Monica spricht von Veränderungen, die eine Schwangerschaft mit sich bringt. Rachel versucht, die Wohnung kindersicher zu machen, merkt jedoch, dass sie das nicht selbst kann. Als ein Handwerker die Arbeit erledigt hat, ist Joey mit all den Sicherungen überfordert. Mike sagt Phoebe, dass er nie wieder heiraten will, was Phoebe dazu bringt, sich zu fragen, ob sie zusammen leben sollen. |           |                                 |                                        |                      |                                       |                    |                                                                                             |
| 211 | 17        | Verknallt in einen Toten        | The One with the Memorial Service      | 13. März 2003        | 2. Dez. 2003                          | Gary Halvorson     | Schauspiel: Brian Buckner & Sebastian Jones Handlung: Robert Carlock                        |
| Ross und Chandler veröffentlichen auf der Alumni-Website ihres Colleges falsche Informationen über einander, was dazu führt, dass Chandler als schwul eingestuft wird, während Ross tot ist. Um es auf die Spitze zu treiben, wollen sie eine Gedächtnisfeier für Ross veranstalten und sind gespannt, wer alles kommt. Scheinbar wird die Website nicht groß beachtet. Währenddessen streiten sich Joey und Rachel um Joeys Pinguin-Kumpel Hugsy. Jedes Mal, wenn Joey den Pinguin von Emma wegnimmt, beginnt sie zu weinen. Weil ihm aber sehr viel daran liegt, kauft er einen zweiten gleichen Pinguin. Den will Emma aber nicht, sie gibt nur Ruhe, wenn sie das Original hat. Phoebe bittet Monica, ihr zu helfen, über Mike hinwegzukommen, doch das ist schwerer als sie dachte. Denn sie verabredet sich hinter Monicas Rücken mit Mike. Auch als Aufpasserin zwischen den beiden auf dem Sofa hat Monica eine aussichtslose Position. |           |                                 |                                        |                      |                                       |                    |                                                                                             |
| 212 | 18        | Die Taube war’s!                | The One with the Lottery               | 3. Apr. 2003         | 9. Dez. 2003                          | Gary Halvorson     | Schauspiel: Sherry Bilsing-Graham & Ellen Plummer Handlung: Brian Buckner & Sebastian Jones |
| Da bei einer Lotterie 30 Millionen zu gewinnen sind, will Joey Lose kaufen gehen. Spontan machen alle anderen mit, außer Ross. Doch bald beginnen die Streitereien, wie ein eventueller Gewinn aufgeteilt werden soll. Phoebe wird das alles zu viel, sie schnappt sich die Schale mit den Losen und rennt auf die Terrasse, um damit zu drohen, sie fallen zu lassen. In diesem Moment kommt eine große Taube auf sie zugeflogen. Sie erschrickt so sehr, dass sie die Schale fallen lässt. Beim Einsammeln finden sie nur noch die Hälfte der Lose. Nach der Ziehung erfahren sie von Gunther im Central Perk, dass jemand auf der Straße ein Los gefunden und 10'000 Dollar gewonnen hat. Währenddessen wartet Chandler auf einen Anruf seiner Firma, da drei von fünfzehn Praktikanten eine Stelle als Assistenten erhalten. Als er erfährt, dass er nicht dazu gehört ist er enttäuscht, kurz darauf meldet sich aber sein Chef und offeriert ihm eine Stelle als Werbetexter, da ein Assistentenjob für ihn zu wenig wäre. Rachel behauptet, Emma hätte ihr erstes Wort gesagt, aber für Ross macht das Wort keinen Sinn. |           |                                 |                                        |                      |                                       |                    |                                                                                             |
| 213 | 19        | Jungs im Hotel                  | The One with Rachel’s Dream            | 17. Apr. 2003        | 16. Dez. 2003                         | Terry Hughes       | Schauspiel: Mark J. Kunerth Handlung: Dana Klein                                            |
| Nachdem Rachel gesehen hat, wie Joey eine Szene aus seiner Serie geübt hat, lädt er sie ein, bei den Dreharbeiten zuzusehen. Dabei entwickelt sie Gefühle für Joey. Als er zu Hause erneut probt und Rachel so hingerissen davon ist, bittet sie Joey, sie zu küssen. Chandler plant ein Wochenende in Vermont mit Monica, sie kann aber nicht frei nehmen. Als er die Reservation stornieren will, sagt man ihm, dass es nicht möglich sei. So geht er stattdessen mit Ross, aber als sie im Hotel eintreffen, ist kein Zimmer reserviert. Es ist nur noch die teuerste Suite frei, was Ross dazu bringt zu versuchen, alles Mögliche aus dem Hotel mitzunehmen, um das Geld wieder hereinzuholen. Phoebe spielt vor Monicas Restaurant Musik, sehr zu Monicas Bestürzung, denn die Gäste beklagen sich darüber. Alles diskutieren mit Phoebe nutzt nichts. |           |                                 |                                        |                      |                                       |                    |                                                                                             |
| 214 | 20        | Party auf dem Dach              | The One with the Soap Opera Party      | 24. Apr. 2003        | 13. Jan. 2004                         | Sheldon Epps       | Schauspiel: Andrew Reich & Ted Cohen Handlung: Shana Goldberg-Meehan                        |
| Joey hat für seine Freunde Gratiseintritte für ein Theater, kann aber selbst nicht teilnehmen, weil er, wie er sagt, am nächsten Tag früh raus muss. Dabei findet Rachel heraus, dass er eine Party für die Besetzung seiner Serie auf dem Dach organisiert, er aber nicht will, dass einer seiner Freunde kommt. Letztendlich sitzt Chandler alleine im Theater, während Monica, Phoebe und Rachel an der Party teilnehmen. Ross hat eine neue Kollegin am Institut und verknallt sich sofort in Charlie (Aisha Tyler), die bisher nur mit „Nobelpreisträgern“ zusammen war. Er nimmt sie mit zu Joeys Party und schon bald erwischen Rachel und er Charlie und Joey, wie sie sich küssen. |           |                                 |                                        |                      |                                       |                    |                                                                                             |
| 215 | 21        | Bitte eine kleine Spende        | The One with the Fertility Test        | 1. Mai 2003          | 20. Jan. 2004                         | Gary Halvorson     | Schauspiel: Robert Carlock Handlung: Scott Silveri                                          |
| Chandler und Monica werden Fruchtbarkeitstests unterzogen und sind überrascht, als sie Janice begegnen. Bei den Tests stellt sich heraus, dass Chandlers Spermien keine schnellen Schwimmer sind und Monicas Gebärmutter Probleme macht. Rachel hat eine Gratis-Massage bekommen, Phoebe sagt ihr aber, dass es ein schrecklicher Salon ist und zerreißt Rachels Gutschein. Rachel klebt ihn wieder zusammen und geht trotzdem hin. Dabei muss sie feststellen, dass Phoebe dort arbeitet. Joey braucht Hilfe, um seine Beziehung zu Charlie weiter zu bringen, und bittet ausgerechnet Ross um Rat. |           |                                 |                                        |                      |                                       |                    |                                                                                             |
| 216 | 22        | Der Sperminator                 | The One with the Donor                 | 8. Mai 2003          | 27. Jan. 2004                         | Ben Weiss          | Andrew Reich & Ted Cohen                                                                    |
| Nachdem Chandler und Monica herausgefunden haben, dass sie beide unfruchtbar sind, suchen sie nach einem Samenspender. Chandler lädt seinen Arbeitskollegen Zack (John Stamos) zum Abendessen ein um ihn besser kennenzulernen. Der Abend verläuft ziemlich schräg und sie erkennen, dass sie keinen Spender wollen, deshalb entscheiden sie sich für eine Adoption. Phoebe erfährt von Rachels Gefühlen für Joey, als sie und Rachel Charlie beim Einkaufen begleiten und Rachel befürchtet, dass Charlie gehört hat, dass sie Joey mag. Aber Charlie glaubt, es sei Phoebe. Während Phoebe sich darauf vorbereitet, zur Party von Mikes Schwester zu gehen, trifft sie wieder auf David und geht mit ihm weg. Ross hat die Möglichkeit, an einer Konferenz in Barbados die Rede zu halten, doch sein Chef schläft während des Gesprächs darüber ein. |           |                                 |                                        |                      |                                       |                    |                                                                                             |
| 217 | 23        | Regen im Paradies – Teil 1      | The One in Barbados (Part 1)           | 15. Mai 2003         | 3. Feb. 2004                          | Kevin S. Bright    | Shana Goldberg-Meehan & Scott Silveri                                                       |
| siehe bei Episode 24 |           |                                 |                                        |                      |                                       |                    |                                                                                             |
| 218 | 24        | Regen im Paradies – Teil 2      | The One in Barbados (Part 2)           | 15. Mai 2003         | 10. Feb. 2004                         | Kevin S. Bright    | Marta Kauffman & David Crane                                                                |
| Alle zusammen gehen zu Ross’ Konferenz nach Barbados. David fragt Chandler, wieso sich Phoebe und Mike getrennt haben, er erklärt ihm, dass es daran lag, dass Mike Phoebe nicht heiraten wollte. Also nimmt er sich vor, Phoebe einen Antrag zu machen, aber Monica erfährt alles von Chandler und ruft Mike an. Bevor David ihr den Antrag machen kann, taucht Mike auf und kommt ihm zuvor. Weil schlechtes Wetter ist, spielen Monica und Mike Tischtennis. Da Monica nicht verlieren kann, regt sie sich schrecklich auf. Als sie sich vor dem entscheidenden Punkt verletzt übernimmt Chandler und gewinnt, weil er eigentlich sehr gut spielen kann, es aber wegen Monicas Verbissenheit nie gesagt hat. Ross und Charlie entdecken, dass sie viel gemeinsam haben, währenddessen kommen Rachel und Joey sich noch näher. Joey und Charlie trennen sich, weil sie gemerkt haben, dass sie nichts gemeinsam haben. Joey sieht später, wie Charlie und Ross sich küssen, und so geht er zu Rachel und küsst sie auch. |           |                                 |                                        |                      |                                       |                    |                                                                                             |

## Staffel 10
| Nr. (ges.) | Nr. (St.) | Deutscher Titel                          | Originaltitel                          | Erstausstrahlung USA | Deutschsprachige Erstausstrahlung (D) | Regie              | Drehbuch                                                           |
| --- | --------- | ---------------------------------------- | -------------------------------------- | -------------------- | ------------------------------------- | ------------------ | ------------------------------------------------------------------ |
| 219 | 1         | Reden ist Silber                         | The One After Joey and Rachel Kiss     | 25. Sep. 2003        | 14. Juni 2005                         | Kevin S. Bright    | Andrew Reich & Ted Cohen                                           |
| Rachel und Joey beschließen, mit Ross über ihre Beziehung zu sprechen, während Ross versucht, mit Joey über seine Beziehung zu Charlie zu sprechen. Ross gesteht seine Beziehung gegenüber Joey, aber Joey schafft es nicht. Als Ross später in die Wohnung von Rachel und Joey kommt, sieht er wie sie sich küssen. Monica lässt in ihre Haare Cornrows mit Muscheln machen, um ihr krauses Haar loszuwerden, aber Chandler hasst es. Als sie sie im Bad herausmachen will, bleibt sie im Duschvorhang hängen. Phoebe findet heraus, dass Mike seit einigen Monaten eine neue Freundin namens Precious (Anne Dudek) hat und sich jetzt von ihr trennen muss. Phoebe wartet in Mikes Wohnung auf ihn, bis er von seinem Treffen mit Precious zurückkommt, doch dann taucht Precious in Mikes Wohnung auf und Phoebe sagt ihr die Wahrheit. |           |                                          |                                        |                      |                                       |                    |                                                                    |
| 220 | 2         | Ross geht es gut                         | The One Where Ross Is Fine             | 2. Okt. 2003         | 21. Juni 2005                         | Ben Weiss          | Sherry Bilsing-Graham & Ellen Plummer                              |
| Monica und Chandler haben große Probleme, den Adoptionsprozess zu verstehen, Phoebe empfiehlt ihnen ein bekanntes Paar, das adoptiert hat. Monica und Chandler treffen sie und Monica versteht sich sofort mit der Frau (Kellie Waymire), doch später erwähnt Chandler gegenüber ihrem Sohn (Daryl Sabara) beiläufig, dass er adoptiert wurde, um zu erfahren, dass er nichts davon wusste. Das Paar wirft Monica und Chandler aus der Wohnung, nachdem es herausgefunden hat, dass Chandler versucht hat, ihren Sohn zu bestechen, damit er nichts sagt. Rachel und Joey glauben, Ross könnte Probleme mit ihrer neuen Beziehung haben, aber er versichert ihnen, dass es ihm gut geht. Ross lädt Rachel und Joey zu einem Doppeldate mit ihm und Charlie ein. Sie sind sich einig, aber Ross betrinkt sich. Joey bleibt über Nacht bei Ross, um sicherzustellen, dass es ihm gut geht. Ross wird klar, dass er so lange von Rachel getrennt war, dass er die Beziehung zwischen Joey und Rachel nicht beeinflussen sollte. Phoebe ist mit Frank Jr. (Giovanni Ribisi) und den Drillingen zusammen. Die Kinder machen Frank Jr. verrückt und er bietet Phoebe eines davon an. Er stellt fest, dass er keines der Kinder aufgeben kann, also bietet Phoebe an zu babysitten, damit Frank Jr. und seine Frau mehr Zeit zum Entspannen haben. Chandler erwähnt den Drillingen gegenüber versehentlich, dass Phoebe sie zur Welt gebracht hat. |           |                                          |                                        |                      |                                       |                    |                                                                    |
| 221 | 3         | Liebesnacht mit Hindernissen             | The One with Ross’s Tan                | 9. Okt. 2003         | 28. Juni 2005                         | Gary Halvorson     | Brian Buckner                                                      |
| Nachdem Ross Monicas Bräune gesehen hat, beschließt er, sich auch bräunen zu lassen. Nachdem er die scheinbar unkomplizierten Anweisungen gehört hat, ist er verwirrt und bekommt versehentlich eine doppelte Dosis auf die Vorderseite seines Körpers gesprüht und nichts auf dem Rücken. Auch als er den Rücken machen will, geht wieder alles schief, bis er unglaublich dunkel ist. Rachel und Joey versuchen, ihre Beziehung auf die nächste Stufe zu heben, aber Rachel schlägt Joey immer wieder versehentlich, während Joey Rachels BH nicht öffnen kann. Beim zweiten Versuch kniet Rachel versehentlich auf Joeys bestes Stück. Daraufhin beschließen sie, Freunde zu bleiben. Monica und Phoebe versuchen, eine widerliche alte Freundin (Jennifer Coolidge) von sich fernzuhalten. Dies weckt Erinnerungen an die Zeit, als Phoebe vor vielen Jahren versuchte, Monica auszuschalten. |           |                                          |                                        |                      |                                       |                    |                                                                    |
| 222 | 4         | Geschenke, Geschenke                     | The One with the Cake                  | 23. Okt. 2003        | 5. Juli 2005                          | Gary Halvorson     | Robert Carlock                                                     |
| Ross und Rachel wollen ein Fest zu Emmas erstem Geburtstag machen und möchten unbedingt, dass alle dabei sind. Doch Chandler und Monica haben ein romantisches Wochenende geplant, Phoebe hat einen Kunden und Joey hat ein Vorsprechen. Ross’ Eltern kommen auch noch dazu und sie beginnen zu feiern, obwohl Emma noch schläft. Rachel merkt plötzlich, dass der Kuchen nicht wie geplant ein Hase mit dem Foto von Emma obendrauf hat, sondern einen Penis mit dem Bild ihrer Tochter. Sie geht los, um die Torte umzutauschen, aber Ross muss sie holen, weil sie zu schnell gefahren ist. Phoebe, Joey, Chandler und Monica kämpfen darum, wer nun auf Emma aufpasst und wer gehen kann. Zum Glück kommen alle zurück, bevor Rachel und Ross zurück sind und Emmas Geburtstag so gefeiert werden kann, wie Rachel es sich vorgestellt hat. |           |                                          |                                        |                      |                                       |                    |                                                                    |
| 223 | 5         | Die Rückkehr der schrecklichen Schwester | The One Where Rachel’s Sister Babysits | 30. Okt. 2003        | 12. Juli 2005                         | Roger Christiansen | Dana Klein                                                         |
| Rachels Schwester Amy (Christina Applegate) taucht bei Ross auf und sucht nach Rachel. Rachel erfährt schnell, dass sie vorhat, den Vater ihres Ex-Freundes zu heiraten. Rachel nimmt sie auf, sehr zu Joeys Leidwesen, und versucht ihr zu helfen, ihr Leben auf die Reihe zu bringen. Amy bietet an, Emma zu hüten, weil die Nanny krank ist, verbockt aber alles, weil sie Emma Ohrstecker stechen lässt. Mike versucht, Phoebe auf der großen Leinwand im Stadion einen Antrag zu machen, aber Phoebe sagt ihm, wie lahm das wäre, wenn sich ein anderes Paar auf diese Weise verlobt. Phoebe versucht es zu beheben, indem sie das Gleiche macht, aber Mike wird vom Publikum ausgelacht. Mike macht es schließlich im Restaurant und Phoebe akzeptiert. Monica und Chandler bitten Rachel, ein Empfehlungsschreiben an ihre Adoptionsagentur zu schreiben, aber Joey fühlt sich ausgeschlossen. Sie fragen Joey, aber er versucht, den Brief mit großen Worten zu schreiben, weil Ross ihm gezeigt hat wie man den Thesaurus benutzt. Er entwirft den Brief schließlich neu, gibt ihn aber an die Agentur weiter, bevor Monica und Chandler ihn gelesen haben. Die Agentur glaubt, ein Kind habe den Brief geschrieben, was ihnen sehr gefällt. |           |                                          |                                        |                      |                                       |                    |                                                                    |
| 224 | 6         | Alles Lüge!                              | The One with Ross’s Grant              | 6. Nov. 2003         | 19. Juli 2005                         | Ben Weiss          | Sebastian Jones                                                    |
| Ross beantragt ein Stipendium für Paläontologie und findet heraus, dass Charlies Ex-Freund Benjamin Hobart (Greg Kinnear) die Anträge prüft. Ross und Charlie essen mit ihm zu Abend und es wird offensichtlich, dass Benjamin immer noch Gefühle für sie hat. Während der Befragung sabotiert Benjamin Ross’ Bewerbung, indem er ihm keine paläontologischen Fragen stellt. Ross ist verärgert und informiert Charlie aber sie glaubt ihm nicht. Benjamin gesteht Charlie seine Gefühle. Charlie empfindet gleich und sie trennt sich von Ross. Phoebe muss Platz machen, damit Mike einziehen kann, ist aber traurig, dass sie sich von ihrem verstörenden Kunstwerk Gladys trennen muss. Monica gibt vor, es zu mögen, in Wahrheit hasst sie es aber. Monica und Rachel streiten sich darüber, wer es haben soll, da Phoebe glaubt, dass sie es beide wollen. Sie macht ein weiteres noch verstörenderes Kunstwerk, damit beide eines haben können. Joey möchte, dass Chandler ihm einen Job in einem Werbespot verschafft, aber Chandler glaubt nicht, dass er der Richtige für die Rolle ist. Chandler lügt Joey an, er habe das Videoband angesehen, aber Joey merkt es, weil er keine blöden Bemerkungen zum Spot macht, denn es ging um Lippenstift für Männer. |           |                                          |                                        |                      |                                       |                    |                                                                    |
| 225 | 7         | Das perfekte Zuhause                     | The One with the Home Study            | 13. Nov. 2003        | 26. Juli 2005                         | Kevin S. Bright    | Mark J. Kunerth                                                    |
| Monica und Chandler sind besorgt über das Gespräch mit der Mitarbeiterin der Adoptionsagentur Laura (Maria Pitillo), als sie erfahren, dass Joey mit ihr geschlafen hat und sie nie zurückgerufen hat. Sie versichern ihr immer wieder, dass sie nicht mit Joey befreundet sind. Doch Joey verschafft sich Zugang zur Wohnung und gibt vor, er sei enttäuscht, da Laura ihn nie angerufen hat. Phoebe und Mike zögern, viel Geld für ihre Hochzeit auszugeben und vereinbaren, nur im Rathaus zu heiraten. Sie spenden dafür das Geld für wohltätige Zwecke. Doch als Monica mit Phoebe redet, merkt sie, dass sie etwas verpassen würde ohne große Hochzeit und sie holen das Geld zurück, haben aber dann ein schlechtes Gewissen. Ross versucht Rachel zu helfen, ihre Angst vor Schaukeln zu überwinden, während sie ihm hilft, seine Angst vor Spinnen abzulegen. |           |                                          |                                        |                      |                                       |                    |                                                                    |
| 226 | 8         | Tag der Dankbarkeit                      | The One with the Late Thanksgiving     | 20. Nov. 2003        | 2. Aug. 2005                          | Gary Halvorson     | Shana Goldberg-Meehan                                              |
| Monica und Chandler beschließen, kein Thanksgiving-Essen zu machen, aber Phoebe überzeugt sie, indem sie sich auf Monicas Stolz beruft, weil das letzte Essen nicht gut war. Chandler hilft zum ersten Mal mit der Cranberry-Sauce und überraschenderweise lässt Monica ihn. Rachel und Phoebe treten in einem Schönheitswettbewerb mit Emma an und gewinnen, während Ross und Joey zu einem Rangers-Spiel gehen. Deswegen sind alle vier fast eine Stunde zu spät. Wütend, dass niemand pünktlich auftauchte und weil sie das Essen zunächst nicht machen wollte, schließen Monica und Chandler die Tür ab und weigern sich, jemanden hereinzulassen. Rachel hat aber noch einen Schlüssel und jeder schafft es, den Kopf in die Tür zu bekommen, aber wegen der Türkette nicht weiter. Joey bleibt stecken, als alle den Kopf wieder hinausziehen wollen. Als die Kette dann bricht fliegt er direkt ins Essen. Monica ist zunächst wütend aber als sie einen Anruf erhalten, dass ein Mädchen aus Ohio sie ausgewählt hat, um ihr Baby zu adoptieren ist alles verflogen. |           |                                          |                                        |                      |                                       |                    |                                                                    |
| 227 | 9         | Was mein ist, ist nicht dein             | The One with the Birth Mother          | 8. Jan. 2004         | 9. Aug. 2005                          | David Schwimmer    | Scott Silveri                                                      |
| Monica und Chandler fliegen nach Ohio, um die leibliche Mutter Erica (Anna Faris) ihres zukünftigen Kindes zu treffen. Es wird sehr schnell klar, dass ihre Akten verwechselt wurden, da Erica Chandler für einen Arzt und Monica für einen Pfarrerin hält. Sie lassen sich nichts anmerken, aber Chandler fühlt sich schuldig. Er überzeugt Monica die Wahrheit zu sagen, was Erica veranlasst, sie abzulehnen. Chandler holt Erica ein und überzeugt sie, sie immer noch in Betracht zu ziehen. Erica entscheidet, dass sie das richtige Paar sind und dass sie ihr Baby adoptieren können. Währenddessen hat Joey mit einer Freundin von Phoebe (Annie Parisse) eine Verabredung, hat aber Probleme damit, dass sie immer wieder von seinem Teller isst. Rachel und Phoebe begleiten Ross zum Kleider einkaufen, aber Rachel und Ross’ Taschen werden verwechselt. Ross merkt nicht, dass er einen Frauenpullover trägt und sich darin unglaublich wohl fühlt. Bei einem Date mit einer Frau merkt er, dass etwas nicht stimmen kann, weil sie das gleiche Kleidungsstück trägt. |           |                                          |                                        |                      |                                       |                    |                                                                    |
| 228 | 10        | Eine verhängnisvolle Affäre              | The One Where Chandler Gets Caught     | 15. Jan. 2004        | 16. Aug. 2005                         | Gary Halvorson     | Doty Abrams                                                        |
| Rachel und Phoebe sehen, wie Chandler mit einer anderen Frau in ein Auto steigt. Sie rufen ihn an, aber er weicht ihren Fragen aus, indem er vorgibt, bei der Arbeit zu sein. Sie folgen ihm und sehen wie er mit der Frau in ein Haus geht. Sie glauben, dass er Monica betrügt und sagen es Ross und Joey. Die vier erzählen es Monica, aber Monica reagiert nicht so, wie sie es sich vorgestellt haben. Es stellt sich heraus, dass sie ein Haus in der Vorstadt kaufen wollen und die Frau ihre Maklerin ist. Alle versuchen sie zu überzeugen, in der Stadt zu bleiben, während sie sich an die letzten Jahre erinnern. Als die Maklerin anruft tut Chandler so, als ob sie das Haus nicht bekommen, aber als die anderen gegangen sind erzählt er Monica, dass sie den Zuschlag erhalten haben. |           |                                          |                                        |                      |                                       |                    |                                                                    |
| 229 | 11        | Tränen eines Strippers                   | The One Where the Stripper Cries       | 5. Feb. 2004         | 30. Aug. 2005                         | Kevin S. Bright    | Marta Kauffman & David Crane                                       |
| Monica und Rachel organisieren für Phoebe eine Junggesellenparty, aber Phoebe ist enttäuscht, dass es keinen Stripper gibt. Rachel und Monica finden in letzter Minute einen Stripper (Danny DeVito), aber als er auftreten will, ist Phoebe enttäuscht, weil er nicht ihrer Vorstellung entspricht, was ihn zum Weinen bringt. Ross und Chandler nehmen an ihrem College-Treffen teil und sehen das Mädchen, auf das sie früher beide gestanden sind. Da Ross und Chandler damals einen Pakt geschlossen hatten, durfte keiner mit ihr rummachen. Ross findet aber heraus, dass Chandler damals den Pakt gebrochen hat. Da gesteht Chandler Ross, dass er den Pakt ebenfalls gebrochen hat, jedoch mit einem anderen Mädchen (Kimberley Davies). Auf derselben Party waren Monica und Rachel zu Besuch und Chandler machte mit Rachel rum, um es Ross heimzuzahlen. Ross ist verärgert, weil dies auch die Nacht des ersten Kusses mit Rachel war, findet aber heraus, dass er versehentlich Monica geküsst hat. Joey ist Gaststar in der Fernsehspielshow Pyramid, weiß aber gar nichts, was seinen Spielpartner verärgert. Er macht in der letzten Runde fast alles wieder wett, scheitert aber an der letzten Frage. |           |                                          |                                        |                      |                                       |                    |                                                                    |
| 230 | 12        | Phoebes Hochzeit                         | The One with Phoebe’s Wedding          | 12. Feb. 2004        | 6. Sep. 2005                          | Kevin S. Bright    | Robert Carlock & Dana Klein                                        |
| Phoebes Hochzeit mit Mike steht kurz bevor und die Hochzeitsplanerin Monica geht allen auf die Nerven. Irgendwann wird es zu viel für Phoebe und sie feuert sie, um die Arbeit selbst zu erledigen. Inzwischen hat Phoebe auch Joey gebeten, sie vor den Altar zu führen, was ihn veranlasste, Mike mehr als ein paar Warnungen über Phoebes Wohlergehen zu geben. Ross und Chandler stellen fest, dass sie keine Aufgabe bei der Hochzeitsfeier haben, bis einer der Trauzeugen von Mike ausfällt. Nun treten sie gegeneinander an, Mike will aber nicht entscheiden und überlässt es Phoebe, die ihrerseits die Entscheidung auf Rachel abwälzt. Ein Schneesturm trifft New York und es wird offensichtlich, dass die Hochzeit verschoben werden muss, aber Phoebe und Mike beschließen, draußen auf der Straße zu heiraten, da auch der Pfarrer nicht kommen kann übernimmt Joey die Trauung. Phoebe stellt Monica wieder ein, weil sie weiß, dass sie alles rechtzeitig schaffen kann. Mike sagt Ross und Chandler, dass er beschlossen hat mit seinem Familienhund die vakante Trauzeugen-Position zu besetzen, aber immer noch einen von ihnen braucht, um den Hund den Gang entlangzuführen. Da Chandler Angst vor Hunden hat, ist Ross am Zug. Aber auch Chandler darf noch etwas tun, er ersetzt Joey und führt Phoebe zum Altar.                                                                                                  |           |                                          |                                        |                      |                                       |                    |                                                                    |
| 231 | 13        | Joey, das Genie                          | The One Where Joey Speaks French       | 19. Feb. 2004        | 13. Sep. 2005                         | Gary Halvorson     | Sherry Bilsing-Graham & Ellen Plummer                              |
| Phoebe versucht Joey beizubringen, wie man für ein Stück Französisch spricht, denn er hat in seinen Daten angegeben, dass er fließend Französisch kann. Rachels Vater hat einen Herzinfarkt, deshalb geht sie in Begleitung von Ross nach Long Island, um ihn zu besuchen. Am Abend ist Rachel traurig und möchte mit Ross schlafen, aber er lehnt es ab, da er es für keine gute Idee hält. Rachel ist am nächsten Morgen wütend auf Ross und er sagt, sie sollten nie wieder Sex haben. Zurück in der Stadt dankt Rachel Ross erneut dafür, dass er mitgekommen ist und die beiden denken über ihre Liebesgeschichte nach. Rachel sagt, es wird immer etwas zwischen ihnen sein, was ihn verwirrt und er geht. Währenddessen kommt Erica zu Besuch und enthüllt, dass der Vater ihres Babys möglicherweise ein Mörder ist, was Monica und Chandler eine schlaflose Nacht beschert. Doch Chandler findet bei einem Ausflug mit Erica heraus, dass sie nur mit einem der Männer wirklich Sex hatte und dies war der Andere. |           |                                          |                                        |                      |                                       |                    |                                                                    |
| 232 | 14        | Prinzessin Consuela                      | The One with Princess Consuela         | 26. Feb. 2004        | 20. Sep. 2005                         | Gary Halvorson     | Schauspiel: Tracy Reilly Handlung: Robert Carlock                  |
| Rachel hat ein Bewerbungsgespräch in einem Restaurant für einen Job bei Gucci, aber ihr Chef von Ralph Lauren erblickt sie, weshalb sie sich vor dem Gucci-Vertreter (Brent Spiner) verstellt und dadurch den Job nicht bekommt. Gleichzeitig wird sie auch bei Ralph Lauren entlassen. Durch Zufall trifft sie auf ihren alten Kollegen Mark von Bloomingdale, der für sie ein Bewerbungsgespräch für einen Job bei Louis Vuitton arrangiert. Sie erhält den Job, das Problem ist nur, dass er in Paris wäre. Die frisch verheiratete Phoebe versucht, ihren Namen in Phoebe Hannigan zu ändern. Als sie am Schalter erfährt, dass man den Namen nach Belieben ändern kann, ändert sie ihn in Prinzessin Consuela, besteht jedoch darauf, dass ihre Freunde sie Valerie nennen. Mike ist davon unbeeindruckt und beschließt, seinen Namen in Crap Bag zu ändern. Schließlich sieht sie es ein und ändert ihren Namen wieder in Phoebe Buffay-Hannigan. Währenddessen nehmen Monica und Chandler Joey mit in ihr neues Haus. Eigentlich wollte er es ihnen vermiesen, dann er trifft ein achtjähriges Mädchen (Dakota Fanning), das ihm klarmacht, dass er sie gehen lassen muss. |           |                                          |                                        |                      |                                       |                    |                                                                    |
| 233 | 15        | Paris oder New York?                     | The One Where Estelle Dies             | 22. Apr. 2004        | 27. Sep. 2005                         | Gary Halvorson     | Schauspiel: Marta Kauffman & David Crane Handlung: Mark J. Kunerth |
| Joeys Agentin Estelle stirbt, aber die Gruppe will es ihm nicht sagen, da es ihm nach den jüngsten Veränderungen den Rest geben würde. Phoebe ruft deshalb Joey an und spricht mit verstellter Stimme wie Estelle und provoziert ihn so lange bis Joey sie feuert. Kurz darauf erfährt er von einem anderen Klienten, dass Estelle gestorben ist. Und wieder ruft Phoebe als Estelle an, was ihn total aus dem Konzept bringt. Während Monica und Chandler sich das Nachbarhaus von einer Maklerin (Jane Lynch) zeigen lassen, sind sie entsetzt darüber, dass Janice, die ebenfalls dort ist, erwägt das Haus zu kaufen. Chandler sieht sich dazu veranlasst, drastische Maßnahmen zu ergreifen um sie zu vergraulen, damit sie nicht ihre Nachbarin wird. Ross versucht für Rachel ihren alten Job zurückzuholen, weil er nicht will, dass sie nach Paris geht. Doch sie lehnt das neue Angebot von Ralph Lauren ab. Am Ende überredet Ross sie, das zu tun, was sie tun möchte. |           |                                          |                                        |                      |                                       |                    |                                                                    |
| 234 | 16        | Die Abschiedsparty                       | The One with Rachel’s Going Away Party | 29. Apr. 2004        | 4. Okt. 2005                          | Gary Halvorson     | Andrew Reich & Ted Cohen                                           |
| Als Erica in New York ankommt, um sich auf die Geburt des Babys vorzubereiten, veranstaltet Monica eine Abschiedsparty für Rachel, bei der sich Rachel von jedem von ihnen einzeln verabschiedet und sie alle zu Tränen rührt. Als Ross an der Reihe wäre, geht sie einfach wortlos, was ihn verletzt zurücklässt und er fragt sich, warum sie nicht auf Wiedersehen zu ihm sagt. Rachel verrät Ross später, dass es mit ihrer Geschichte zu schwer für sie wäre, sich von ihm zu verabschieden und sie küssen sich. Monica und Chandler packen für ihren Umzug, Chandler findet im Gästezimmer ein Paar Handschellen und versucht herauszufinden, wem sie gehören. Da alle, die einmal dort gewohnt haben verneinen, der Besitzer zu sein, ist er ratlos, bis er Fotos von Monicas Großmutter im Schrank findet. Erica kommt von ihrem Ausgang zurück und beklagt sich, dass sie ständig Bauchschmerzen hat. Monica und Chandler bringen sie sofort ins Krankenhaus, weil es sich um Wehen handelt. |           |                                          |                                        |                      |                                       |                    |                                                                    |
| 235 | 17        | Auf Wiedersehen – Teil 1                 | The Last One (Part 1)                  | 6. Mai 2004          | 11. Okt. 2005                         | Kevin S. Bright    | Marta Kauffman & David Crane                                       |
| siehe Episode 18 |           |                                          |                                        |                      |                                       |                    |                                                                    |
| 236 | 18        | Auf Wiedersehen – Teil 2                 | The Last One (Part 2)                  | 6. Mai 2004          | 11. Okt. 2005                         | Kevin S. Bright    | Marta Kauffman & David Crane                                       |
| Nach der Nacht mit Ross sagt Rachel ‚es sei der perfekte Weg um sich zu verabschieden‘ und er merkt, dass er immer noch in sie verliebt ist. Phoebe begleitet deshalb Ross zum Flughafen, damit er Rachel seine Gefühle mitteilen kann, aber sie landen am falschen Flughafen. Phoebe ruft Rachel an und erzählt etwas von einem fehlenden Teil, was dazu führt, dass der Flieger evakuiert wird. So schaffen sie es noch rechtzeitig zum richtigen Flughafen. Ross sagt ihr was er für sie fühlt, aber sie steigt trotzdem ins Flugzeug. Rachel denkt über Ross’ Bitte nach und spricht ihm deshalb auf den Anrufbeantworter. Doch mittendrin bricht die Nachricht ab und als Ross sich umdreht steht Rachel in seiner Wohnung. In der Zwischenzeit stellt sich heraus, dass Erica mit Zwillingen schwanger war, denn der Arzt sagt nach der Geburt des ersten Babys, dass es noch weitergeht. Chandler und Monica nennen die Zwillinge Jack und Erica. Zum Schluss treffen sich alle in der leeren Wohnung von Monica und Chandler, geben alle ihre Schlüssel ab und beschließen gemeinsam noch einen letzten Kaffee trinken zu gehen. |           |                                          |                                        |                      |                                       |                    |                                                                    |

## Specials
| Nr. | Deutscher Titel | Originaltitel                            | Erstausstrahlung USA | Deutschsprachige Erstausstrahlung (D) | Regie                       |
| --- | --------------- | ---------------------------------------- | -------------------- | ------------------------------------- | --------------------------- |
| 1   | —               | Friends: The Stuff You’ve Never Seen     | 15. Feb. 2001        | —                                     | —                           |
| 2   | —               | The One with All the Other Ones (Part 1) | 6. Mai 2004          | —                                     | Kevin S. Bright             |
| 3   | —               | The One with All the Other Ones (Part 2) | 6. Mai 2004          | —                                     | Kevin S. Bright             |
| 4   | —               | Friends: The Reunion                     | 27. Mai 2021         | —                                     | Russell Norman, Ben Winston |